# Saint-Pétersbourg
Pour les articles homonymes, voir Saint-Pétersbourg (homonymie) et Leningrad (homonymie).
Saint-Pétersbourg (prononcé en français : /sɛ̃.pe.tɛʁs.buʁ/ ; en russe : Санкт-Петербу́рг, Sankt-Peterbourg, [sankt pʲɪtʲɪrˈburk] , surnommée Piter ou Pétersbourg) est la deuxième ville de Russie par sa population, avec 5 281 579 habitants en 2021, après la capitale Moscou. Saint-Pétersbourg change plusieurs fois d'appellation : elle est rebaptisée Pétrograd (Петроград) de 1914 à 1924, puis Léningrad (Ленинград) de 1924 à 1991, avant de retrouver son nom d'origine à la suite d'un référendum en 1991.
Plus grande métropole septentrionale du monde, la « Capitale du Nord » comme elle est considérée par les Russes, est située dans le Nord-Ouest du pays sur le delta de la Neva, au fond du golfe de Finlande, un espace maritime de la mer Baltique. Saint-Pétersbourg a le statut de ville fédérale de Russie, et elle est enclavée dans l'oblast de Léningrad, bien qu'elle en soit administrativement indépendante. Capitale de l'Empire russe de 1712 jusqu'en mars 1917, ainsi que de la Russie dirigée par les deux gouvernements provisoires entre mars et octobre 1917, Saint-Pétersbourg a conservé de cette époque un ensemble architectural unique. Deuxième port russe sur la mer Baltique après Primorsk, c'est aussi un centre majeur de l'industrie, de la recherche et de l'enseignement russe ainsi qu'un important centre culturel européen. Saint-Pétersbourg est la deuxième ville d'Europe par sa superficie, la quatrième par sa population après Istanbul, Moscou et Londres et la septième pour celle de son agglomération. De nombreuses institutions y sont situées, telles que la Cour constitutionnelle de la fédération de Russie, la bibliothèque nationale russe et la Société russe de géographie.
Saint-Pétersbourg est fondée en 1703 par le tsar Pierre le Grand dans une région disputée depuis longtemps au royaume de Suède. Par son urbanisme résolument moderne et son esthétique d'origine étrangère, la nouvelle ville devait permettre à la Russie d’« ouvrir une fenêtre sur l'Europe » et contribuer, selon le souhait du tsar, à hisser la Russie au rang des grandes puissances européennes. Le centre-ville, construit sur des directives des souverains russes, présente une architecture unique qui mélange des styles architecturaux (baroque, néo-classique) adaptés de manière originale par des architectes. Ses canaux et ses rivières bordés de palais lui valent le surnom de « Venise de la Baltique », tandis que ses colonnades ou son « ordonnancement de perspectives, de palais, de bâtiments, de parcs et d'avenues » celui de « Palmyre du Nord ».
La ville est un important centre culturel européen et abrite le port de la mer Baltique le plus important de Russie. Le centre historique de la ville, avec ses 2 300 palais, ses magnifiques bâtiments et ses châteaux, figure depuis 1991 sur la liste du patrimoine mondial de l'UNESCO sous le terme collectif de Centre historique de Saint-Pétersbourg et ensembles monumentaux annexes. À cet égard, Saint-Pétersbourg n'est comparable au niveau mondial qu'à Venise. La ville abrite le plus haut gratte-ciel d'Europe, le Lakhta Centre, qui mesure 462 mètres.

## Toponyme

### Saint-Pétersbourg
Contrairement à ce qui est souvent supposé, le nom donné à la ville par Pierre le Grand se référerait moins à sa propre personne qu'à son saint patron, l'apôtre Pierre. La forteresse est brièvement appelée Sankt-Pieterburch, puis, comme la ville qui émerge un peu plus tard, Sankt Petersburg, dans la littérature, elle est aussi appelée Paterburg ou Petropol.

### Léningrad
Après le déclenchement de la Première Guerre mondiale, le nom allemand est russifié en Petrograd le 18 août 1914. Après la mort de Lénine en 1924, la ville est rebaptisée Léningrad le 26 janvier 1924. Cela se produit à la demande de la direction du parti de Petrograd de l'époque ainsi qu'à, selon leurs déclarations, la demande des travailleurs qui pleuraient la mort de Lénine.
Le changement de nom renouvelé de la ville est justifié par le Comité central du PCUS par le fait que la révolution d'Octobre dirigée par Lénine avait commencé ici. Sur le plan de la politique symbolique, il y avait des raisons plus profondes : Saint-Pétersbourg avait représenté la Russie tsariste et avait été la ville modèle de l'empire tsariste. Même alors, Saint-Pétersbourg était la deuxième plus grande ville du pays ; cela signifiait un grand prestige pour le nouvel homonyme. Le changement de nom en Léningrad symbolisait le changement du système social et politique dans une place importante et était perçu comme tel.

La poétesse Anna Akhmatova écrivait en 1963 dans son poème sans héros, apparemment adressé à son bon ami Ossip Mandelstam, qui est victime des purges staliniennes : « Nous nous reverrons à Pétersbourg… ». Le prix Nobel de littérature Joseph Brodsky écrit en 1987 dans Memories of Leningrad :
« Leningrad, autant que je déteste ce nom pour la ville. […] Cette ville est définitivement considérée par la nation comme Leningrad ; avec la vulgarité croissante de ce qu'il comprend, il devient de plus en plus Léningrad. De plus, pour l'oreille russe, « Leningrad » sonne aussi neutre que « construction » ou « saucisse ». Et pourtant je préfère dire 'Piter', car je me souviens de cette ville à une époque où elle ne ressemblait pas à 'Leningrad'.»
La ville donne son nom au minéral leningradite, découvert sur la péninsule du Kamtchatka, depuis 1988-1990.

### Retour à Saint-Pétersbourg
Au cours de l'effondrement de l'Union soviétique, un référendum en juin 1991 a conduit à une faible majorité en faveur du changement de nom en Saint-Pétersbourg. Le décret du 6 septembre 1991 met en œuvre cette volonté des électeurs. Dans le même temps, de nombreux ponts, rues, stations de métro et parcs sont à nouveau renommés. En relation avec des événements historiques, le nom « approprié » à l'événement est encore utilisé, par exemple « ville héros Léningrad » en mémoire de la guerre germano-soviétique de 1941 à 1945, appelée la « Grande Guerre patriotique » en Russie (Великая Отечественная война / Velikaïa Otetchestvennaïa voïna).
La zone administrative environnante (unité fédérale), l'oblast de Léningrad (en russe Leningradskaïa oblast) conserve l'ancien nom après une résolution du Conseil régional.

### Surnoms
Populairement, même après le changement de nom en Léningrad (et toujours utilisé aujourd'hui), l'abréviation Piter (russe Питер) a continué à être utilisée comme surnom pour la ville.
Son architecture lui vaut le surnom de la « Palmyre du Nord »,, et ses canaux celui de la « Venise de la Baltique ».

## Géographie

### Situation

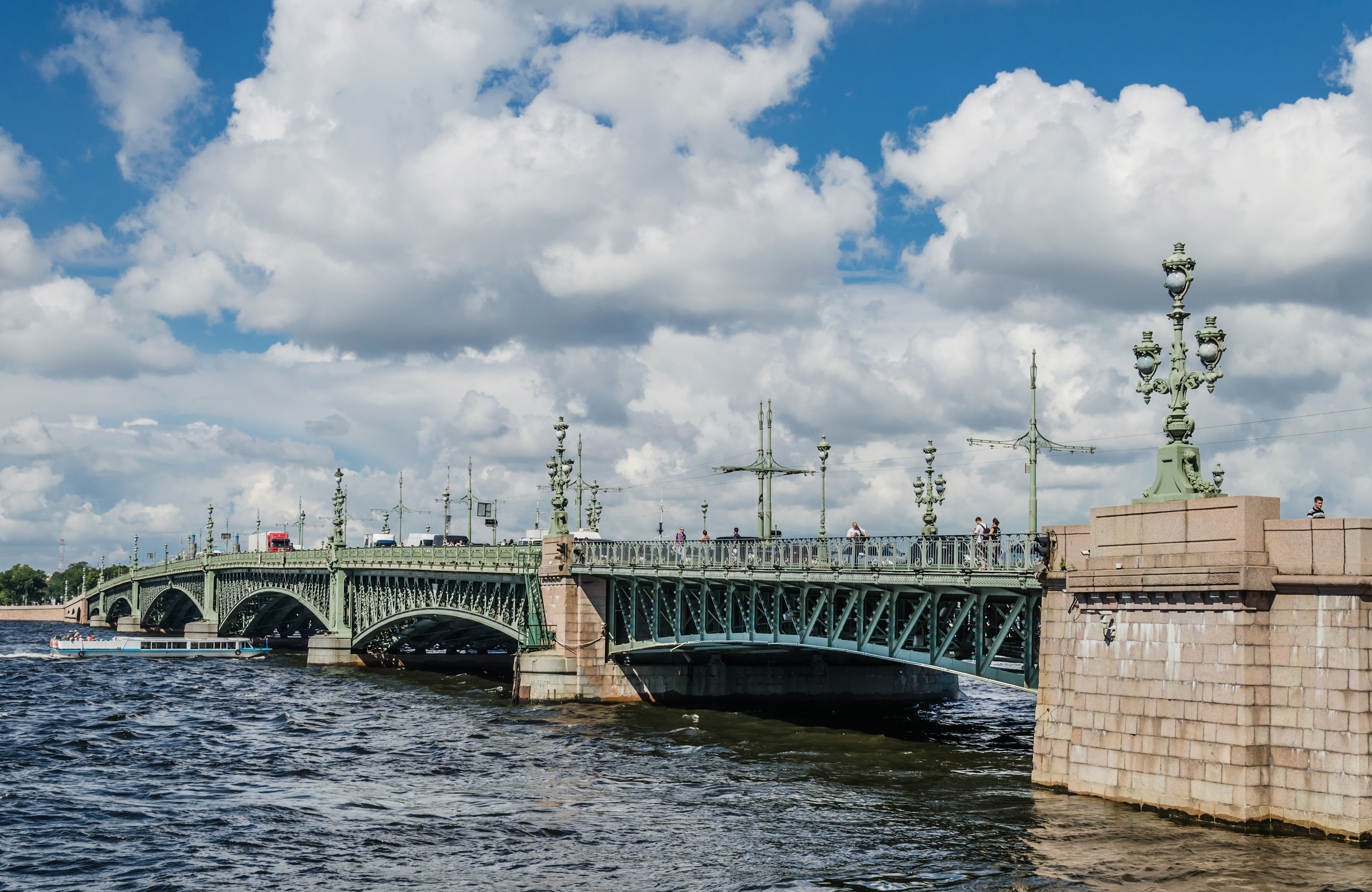
Pont de la Trinité sur la Neva.

La ville de Saint-Pétersbourg se situe à 635 km au nord-ouest de Moscou, à 317 km à l'est-nord-est de Tallinn et à 300 km à l'est d'Helsinki. Elle est construite sur le delta marécageux de la Neva au fond du golfe de Finlande en mer Baltique. La ville a une superficie de 606 km2 (1 431 km2 en incluant les agglomérations annexées par la ville en 1999 comme Peterhof et Pouchkine), dont 10 % d'étendues d'eau. Elle s'étend sur 90 km du nord-ouest au sud-est. La ville compte 42 îles et est construite de 2 à 4 mètres au-dessus du niveau de la mer. La nappe phréatique est très proche de la surface. Les rives du fleuve ont été consolidées à l'aide de pierres granitiques qui non seulement protègent la ville des eaux, mais également contribuent à lui donner son cachet. Alexandre Pouchkine écrit en parlant de Saint-Pétersbourg : « La Neva s’est habillée de granit. »

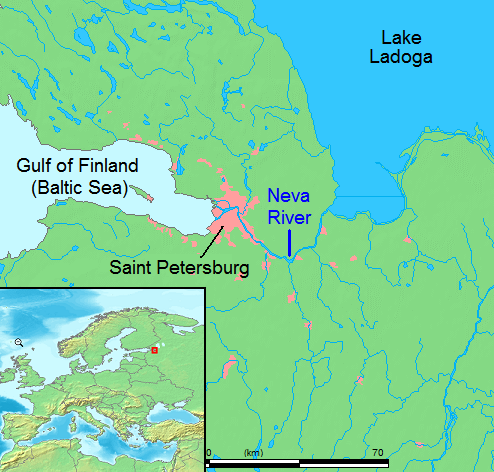
Saint-Pétersbourg, la Neva et le lac Ladoga.

Du fait de sa faible élévation au-dessus du niveau de la mer, Saint-Pétersbourg est souvent victime d'inondations. En 2003, les statistiques officielles décomptaient 295 inondations depuis sa fondation, dont 44 depuis 1980. Les inondations les plus sévères ont lieu en 1824 (elle aurait fait, selon les statistiques, de 200 à 500 victimes) et en 1924.
| Golfe de Finlande, Privetninskoïe, Sopki, Rochtchino, Ilitchevo, Léninskoïé | Arfa, Zapadnaïa Litsa, Sertolovo, Dranichniki, Ioukki, Porochkino, Mistolovo                          | Enkolovo, Bougry, Lavriki, Mourino                                                |
| Golfe de Finlande, Malaïa Ijora, Peniki, Soïkino, Porzolovo | Saint-Pétersbourg                                                                                     | Kovaliovo, Sannikko, Koudrovo, Novossaratovka, Krasnaïa, Zaria, P. im. Sverdlovka |
| Sachino, Teppola, Sanino, Marino, Novopolié, Novosselié, Pseki, Annino, Piguelevo, Mikhaïlovka, Laakala, Znit, Villasi, Pikkolovo, Krasnogorskoïe, Novogorelovo, Maloïe Karlino, Novo-Tuutari | Doni Kommolovo, Bougry, Pokrovskaïa, Ladoga, Annolovo, Possaï, Glinka, Voïskorovo, Iam-Ijora, Telmana | Bolchié Porogui, Nikolskoïe, Michkino, Porkouzi                                   |

### Hydrographie
La longueur totale de tous les cours d'eau sur le territoire de Saint-Pétersbourg atteint 282 km et leur surface d'eau représente environ 10 % de la superficie totale de la ville. Au cours de l'existence de la ville, le réseau hydrologique a subi des changements importants. Sa construction dans un endroit bas marécageux a nécessité la construction de canaux et d'étangs de drainage. La terre draguée a été utilisée pour élever la surface. À la fin du XIXe siècle, le delta de la Neva se composait de 48 rivières et canaux, formant 101 îles. Au fil du temps (au fur et à mesure de la construction de la ville), de nombreux réservoirs ont perdu leur valeur d'origine, se sont pollués et se sont remplis. Au XXe siècle, à la suite du remblayage des canaux et embranchements, le nombre d'îles a été réduit à 42.
93 rivières et bras de rivières traversent Saint-Pétersbourg. La principale voie navigable de la ville est la rivière Neva, qui se jette dans la baie de la Neva du golfe de Finlande, qui appartient à la mer Baltique. La Neva est un fleuve très court (74 km de long), mais son débit (2 510 m3/s) en fait un des plus puissants d'Europe : en effet, la Neva collecte, via plusieurs lacs, les eaux d'un bassin versant de 218 000 km2 (2/5e de la superficie de la France). À Saint-Pétersbourg, la Neva est large de 600 mètres et la vitesse du courant est élevée. Sur les 74 km de son cours, 28 sont situés à l'intérieur des limites de la ville. Les branches les plus importantes du delta sont : Grande Neva et Petite Neva, Grande Nevka et Petite Nevka, Fontanka, Moïka, Yekateringofka, Krestovka, Karpovka, Jdanovka, Smolenka, Priajka, détroit Kronverksky. Les principaux canaux sont le canal de la mer, le canal Obvodny, le canal Griboïedov, le canal Krioukov. Les principaux affluents de la Neva au sein de la ville sont, à gauche : Ijora, Slavïanka, Mourzinka, et à droite : Okhta, Tchernaïa Retchka.

### Îles
Saint-Pétersbourg compte de nos jours 42 îles. À l'origine, il y en avait un plus grand nombre, mais de nombreux canaux ont été comblés. Les plus grandes îles du delta de la Neva sont l'île Vassilievski, l'île Petrogradski, l'île Krestovski, l'île des Décembristes et l'île Elaguine. La plus grande île du golfe de Finlande est Kotline (qui abrite la ville de Cronstadt). Environ 800 ponts ont été jetés sur les plans d'eau de la ville (sans compter les ponts sur les territoires des entreprises industrielles), dont 218 piétons et 22 ponts-levis.

### Problèmes environnementaux
Jusqu'au XIXe siècle, les eaux peu profondes du golfe de Finlande arrivaient à recycler naturellement les effluents produits par la ville. D'ailleurs de nos jours, les eaux usées des 5 millions d'habitants et des nombreuses industries ne représentent toujours que 2 % des eaux déversées par la Neva. Mais, au milieu du XIXe siècle, une première épidémie de choléra et de typhus éclata à cause de la mauvaise qualité des eaux. En 1908, une épidémie de typhus fit 9 000 victimes. Le problème fut réglé en 1910 par une modification du lieu de captage des eaux de la ville. Dans les années 1950 et 1960, l'accroissement rapide de la population remit le sujet à l'ordre du jour. Circonstance aggravante, les eaux de la Neva étaient alors très polluées avant même de pénétrer dans la ville : issues du lac Ladoga, elles étaient à la fois dégradées par les nombreuses usines installées sur le pourtour de ce lac et par la qualité médiocre des eaux des rivières alimentant le lac. Une usine de traitement fut construite à l'époque, mais, de nos jours, 25 à 30 % des eaux usées ne sont toujours pas traitées. Le golfe de Finlande abrite essentiellement des espèces d'eau douce et quelques espèces d'eau saumâtre. L'écosystème local est fortement menacé par les activités humaines.

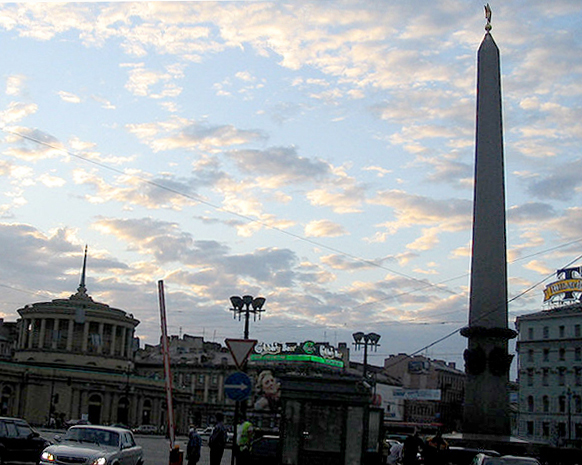
Nuit blanche sur la place de l'insurrection (Восстания) le 28 juin 2006 à (59,6° N).

Pour protéger Léningrad des inondations, le gouvernement soviétique a lancé en 1978 la construction du barrage de Saint-Pétersbourg, long de 25 km : celui-ci barre tout le fond du golfe à 20 km au large, à la hauteur de l'île de Kotline sur laquelle est édifiée Kronstadt. Ces inondations ne sont pas liées aux périodes de hautes eaux de la Neva, mais à la pression exercée par les vents d'ouest sur les eaux du golfe qui empêchent les eaux du fleuve de s'écouler dans le golfe et qui, dans les cas extrêmes, les refoulent vers l'amont. Pour des raisons écologiques, la construction du barrage fut arrêtée à la fin des années 1980 alors que la moitié nord était déjà achevée : on s'était rendu compte que le barrage perturbait fortement la circulation des eaux côtières et avait fortement fait baisser leur qualité en les rendant en partie stagnantes. On craignait à l'époque que tout le fond du golfe se transformât en marécage. La construction reprit en 1990 avec l'aide technique des Néerlandais, spécialistes reconnus dans ce domaine, et l'appui financier de la Banque européenne d'investissement. Dans la mesure où les menaces pour l'environnement existent toujours, le barrage reste un sujet très controversé chez les habitants de Saint-Pétersbourg.

### Climat
Saint-Pétersbourg se trouve à la même latitude que les villes d'Oslo et de Helsinki ainsi que du Sud des îles Shetland ou de l'Alaska ou de la pointe sud du Groenland. Elle bénéficie d'un climat continental humide caractérisé par de forts contrastes thermiques entre l'hiver et l'été. Les étés sont relativement chauds avec une température moyenne comprise entre 19 et 22 °C, tandis qu'en hiver la température moyenne se situe entre -4 et −8 °C. La neige est présente 123 jours par an. Les précipitations (625 mm par an) sont particulièrement importantes durant l'été. Du fait de sa latitude très septentrionale, les nuits qui encadrent le solstice d'été ne sont jamais complètement obscures (« nuits blanches »). Le record de température à Saint-Pétersbourg est de 37,1 °C le 7 août 2010.
| Mois                                        | jan.       | fév.       | mars       | avril      | mai       | juin      | jui.      | août      | sep.      | oct.       | nov.       | déc.       | année      |
| ------------------------------------------- | ---------- | ---------- | ---------- | ---------- | --------- | --------- | --------- | --------- | --------- | ---------- | ---------- | ---------- | ---------- |
| Température minimale moyenne (°C)           | −7,2       | −7,6       | −4         | 1,7        | 7,2       | 12,2      | 15,3      | 13,9      | 9,4       | 4,1        | −0,9       | −4,5       | 3,3        |
| Température moyenne (°C)                    | −4,8       | −5         | −1         | 5,2        | 11,5      | 16,1      | 19,1      | 17,4      | 12,4      | 6,2        | 0,9        | −2,5       | 6,3        |
| Température maximale moyenne (°C)           | −2,5       | −2,4       | 2,3        | 9,5        | 16,3      | 20,5      | 23,3      | 21,4      | 15,9      | 8,7        | 2,8        | −0,5       | 9,6        |
| Record de froid (°C) date du record         | −35,9 1883 | −35,2 1956 | −29,9 1883 | −21,8 1881 | −6,6 1885 | 0,1 1930  | 4,9 1968  | 1,3 1966  | −3,1 1976 | −12,9 1920 | −22,2 1890 | −34,4 1978 | −35,9 1883 |
| Record de chaleur (°C) date du record       | 8,7 2007   | 10,2 1989  | 15,3 2015  | 25,3 2000  | 33 2014   | 35,9 2021 | 35,3 2010 | 37,1 2010 | 30,4 1992 | 21 1889    | 12,3 1967  | 10,9 2006  | 37,1 2010  |
| Ensoleillement (h)                          | 22         | 54         | 125        | 180        | 260       | 276       | 267       | 213       | 129       | 70         | 27         | 13         | 1 636      |
| Précipitations (mm)                         | 46         | 36         | 36         | 37         | 47        | 69        | 84        | 87        | 57        | 64         | 56         | 51         | 670        |
| dont neige (cm)                             | 15         | 19         | 14         | 1          | 0         | 0         | 0         | 0         | 0         | 0          | 3          | 9          | 61         |
| Record de pluie en 24 h (mm) date du record | 23 1955    | 23 1990    | 26 1971    | 29 1991    | 56 1916   | 44 2004   | 69 2002   | 76 1947   | 34 1912   | 37 2003    | 31 2010    | 28 2009    | 76 1947    |
| Nombre de jours avec précipitations         | 9          | 7          | 10         | 13         | 16        | 18        | 17        | 17        | 20        | 20         | 16         | 10         | 173        |
| Humidité relative (%)                       | 86         | 84         | 79         | 69         | 65        | 69        | 71        | 76        | 80        | 83         | 86         | 87         | 78         |
| Nombre de jours avec neige                  | 25         | 23         | 16         | 8          | 1         | 0,1       | 0         | 0         | 0,1       | 5          | 16         | 23         | 117        |
| Nombre de jours d'orage                     | 0,1        | 0          | 0          | 0,2        | 2         | 4         | 5         | 3         | 1         | 0,2        | 0,1        | 0,03       | 16         |
| Nombre de jours avec brouillard             | 2          | 2          | 3          | 2          | 1         | 0,3       | 0,2       | 1         | 2         | 2          | 2          | 2          | 20         |

| Diagramme climatique                                  |            |         |          |           |            |            |            |           |          |           |            |
| J                                                     | F          | M       | A        | M         | J          | J          | A          | S         | O        | N         | D          |
| −2,5−7,246                                            | −2,4−7,636 | 2,3−436 | 9,51,737 | 16,37,247 | 20,512,269 | 23,315,384 | 21,413,987 | 15,99,457 | 8,74,164 | 2,8−0,956 | −0,5−4,551 |
| Moyennes : • Temp. maxi et mini °C • Précipitation mm |            |         |          |           |            |            |            |           |          |           |            |

## Toponymie
Saint-Pétersbourg ne doit pas son nom à son fondateur, le tsar Pierre le Grand, mais à l'apôtre Pierre. Toutefois, la ville a reçu quatorze désignations différentes à l'origine ; les plus fréquentes sont : Sankt Piter-Bourkh ou Piter-Bourkh (dérivé du néerlandais Sint Pietersburg), mais aussi Petropol, voire Petropolis. La forteresse, embryon de la ville, a porté brièvement le nom de Sankt-Pieterburch, puis la ville a été renommée rapidement Sankt-Peterbourg (avec une forte consonance allemande).

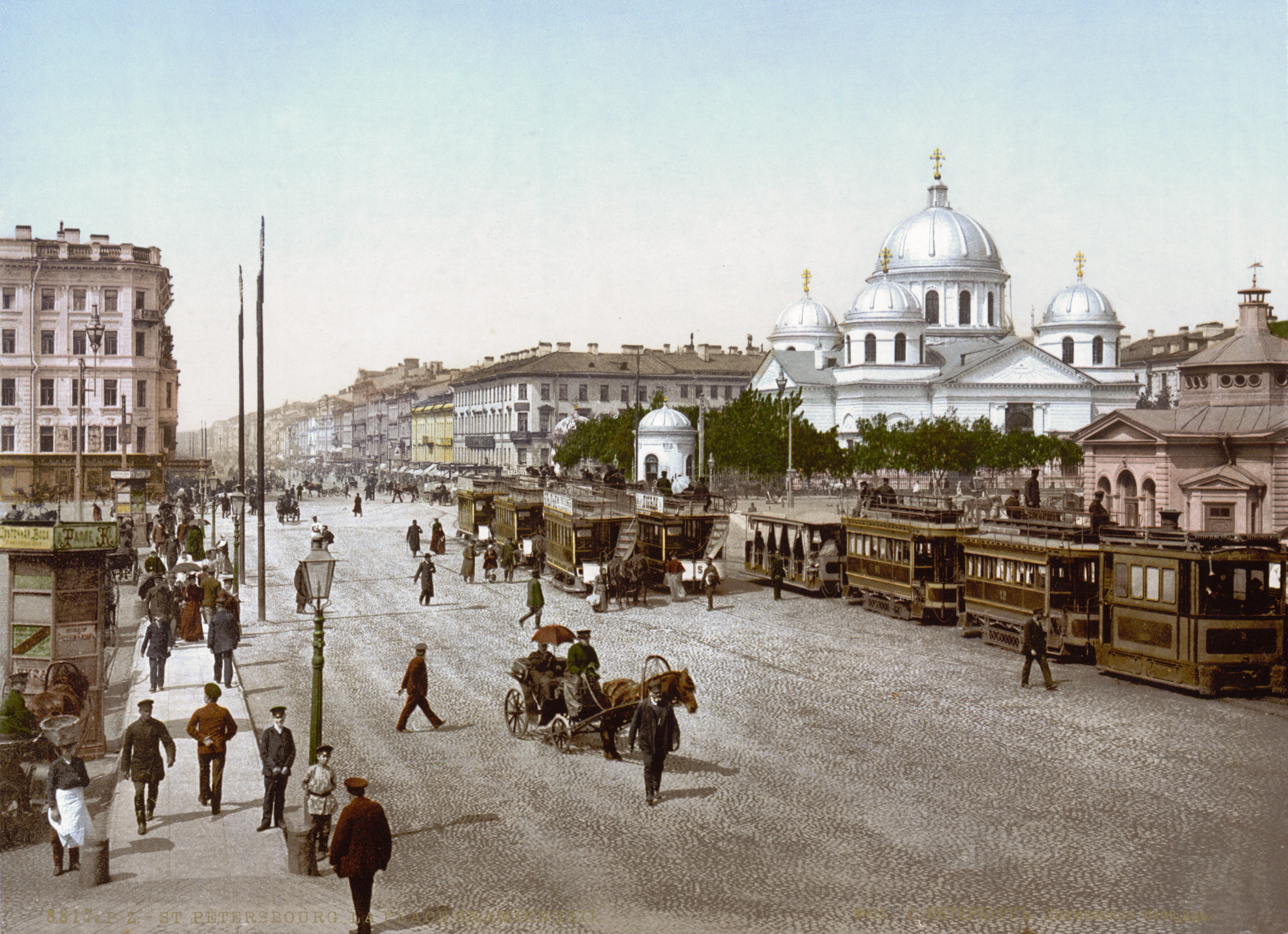
La perspective Nevski percée sous le règne d'Anne (photochrome de 1890).

Au cours du XXe siècle, la ville a été rebaptisée trois fois pour des raisons politiques :
- Tout d'abord, le 31 août 1914, un mois après l'entrée en guerre de la Russie dans le conflit européen, qui s'accompagne d'une poussée de nationalisme slave et d'anti-germanisme, le nom de Saint-Pétersbourg, jugé trop allemand, est russifié en Petrograd (en cyrillique Петроградъ, littéralement : « la ville de Pierre »).
- En 1924, à la mort de Lénine, la ville qui fut le théâtre de la révolution d'Octobre reçoit le nom du fondateur de l'URSS, devenant ainsi Léningrad (Ленинград) (littéralement : « la ville de Lénine »). D'un point de vue symbolique, des raisons plus profondes justifiaient ce changement : les appellations Saint-Pétersbourg, puis Petrograd, étaient rattachées au régime tsariste et à son statut de capitale impériale ; il convenait donc pour les révolutionnaires de faire table rase du passé. Elle était également la deuxième ville de la Russie, ce qui concourait à rehausser le prestige du fondateur et dirigeant du parti bolchevik.
- Enfin, le 12 juin 1991, peu avant la disparition de l'URSS, le changement de nom est soumis à un référendum au cours duquel une majorité de 55 %[15] se prononce pour le retour à l’appellation d'origine, Saint-Pétersbourg. Le changement de nom devient effectif le 6 septembre 1991.

Le territoire administratif régional a gardé après un référendum le nom d'oblast de Léningrad.
Saint-Pétersbourg est également appelée familièrement « Piter » (Питер) par ses habitants. Pour les Russes, c'est la « capitale du Nord » (северная столица, severnaïa stolitsa). Par son histoire mouvementée au XXe siècle, elle est également dénommée « berceau / ville des trois révolutions », (колыбель / город трёх революций, kolybel / gorod triokh révolioutsi). Elle est surnommée la « Palmyre du Nord » (en russe : Пальмира Севера, Palmira Severa), la « Palmyre septentrionale » (en russe : Северная Пальмира, Severnaïa Palmira) ou la « Palmyre finlandaise » (en russe : Финская Пальмира, Finskaïa Palmira).

## Histoire
Pour des articles plus généraux, voir Histoire de la Russie et Union des républiques socialistes soviétiques.

### Une fenêtre sur l'Europe

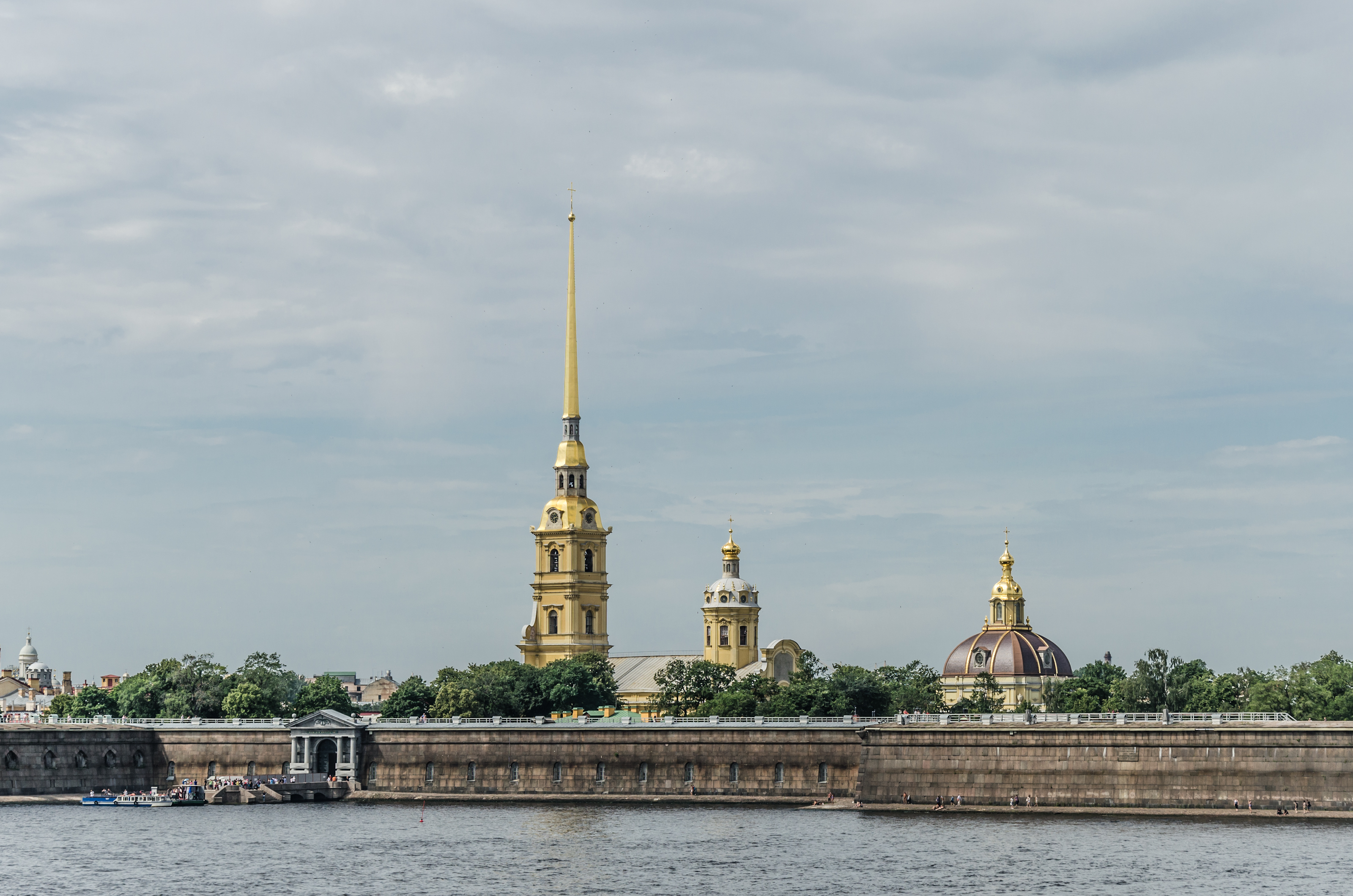
La forteresse Pierre-et-Paul, le premier bâtiment construit.

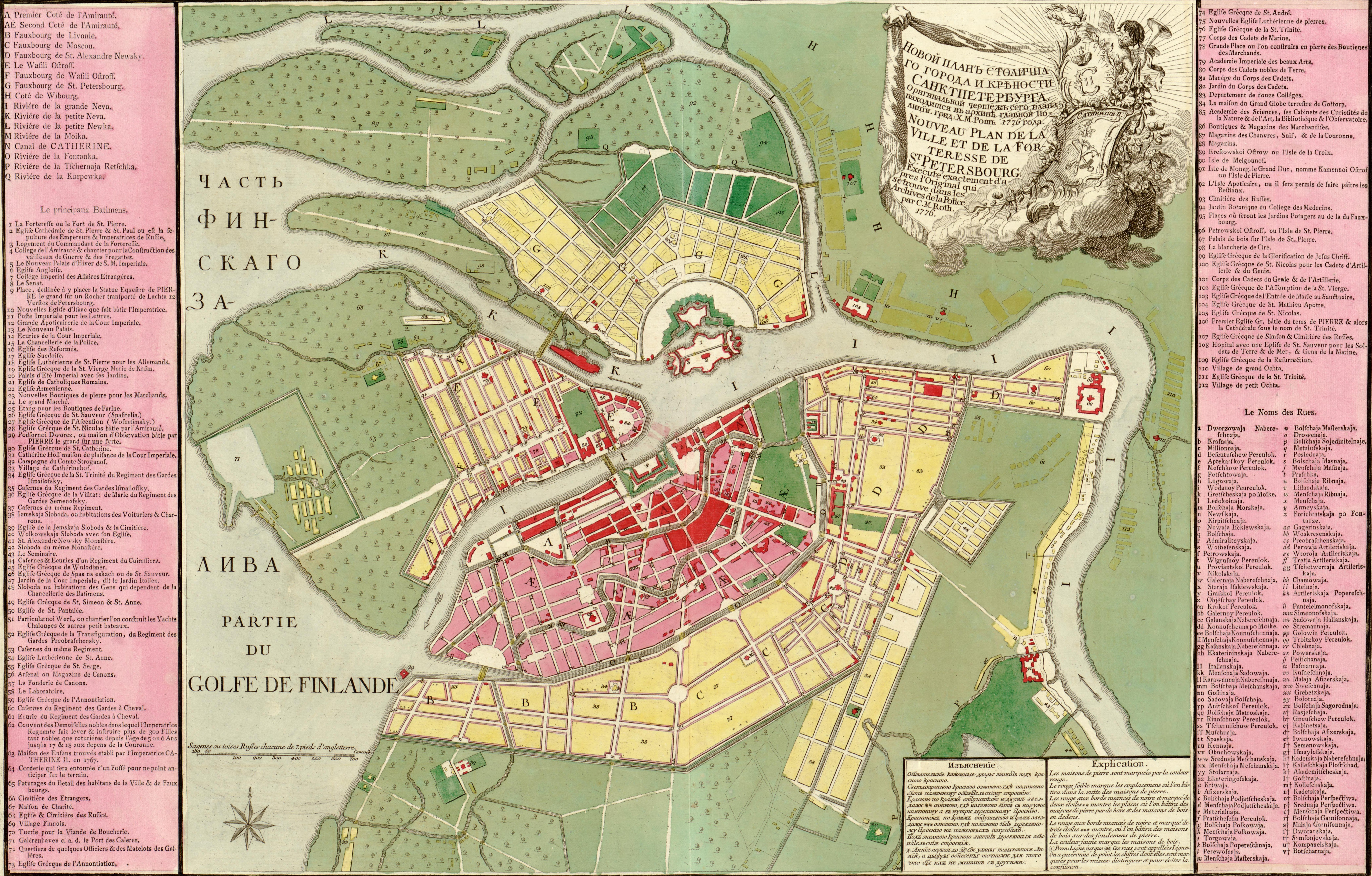
Plan de la ville en 1776 sous le règne de Catherine II.

La fondation d'une nouvelle capitale fait partie de la série de réformes entreprises par le tsar Pierre le Grand pour faire de la Russie un pays moderne et une puissance européenne. Lorsque Pierre le Grand arrive au pouvoir, la Russie est un pays sans universités, sans scientifiques ni techniciens, placé sous la coupe d'une Église et d'une noblesse terrienne particulièrement conservatrices. Dépourvue de marine et défendue par une armée sans cadres professionnels ni armements modernes, la Russie n'arrive pas à s'imposer face à ses puissants voisins que sont la Suède et l'Empire ottoman. Hormis ses églises et le Kremlin, Moscou est une ville de maisons en bois. De plus, Pierre le Grand n'apprécie pas Moscou pour ses traditions qu'il juge passéistes, notamment les « coins rouges », foyers religieux remplis d'icônes dans chaque maison moscovite, et certains de ses quartiers vétustes régulièrement victimes d'incendies.
La création de Saint-Pétersbourg va permettre à Pierre de disposer d'un véritable port en eaux libres qui lui permet de créer une marine de guerre et de commercer facilement avec les autres pays d'Europe. Sa création doit lui permettre également de disposer d'une capitale moderne, semblable aux villes européennes qu'il a pu découvrir durant la Grande Ambassade. Il s'agit d’« ouvrir une fenêtre sur l'Europe » source de progrès et de modernité, selon la formule attribuée au voyageur et écrivain italien Francesco Algarotti (1736).

### La fondation

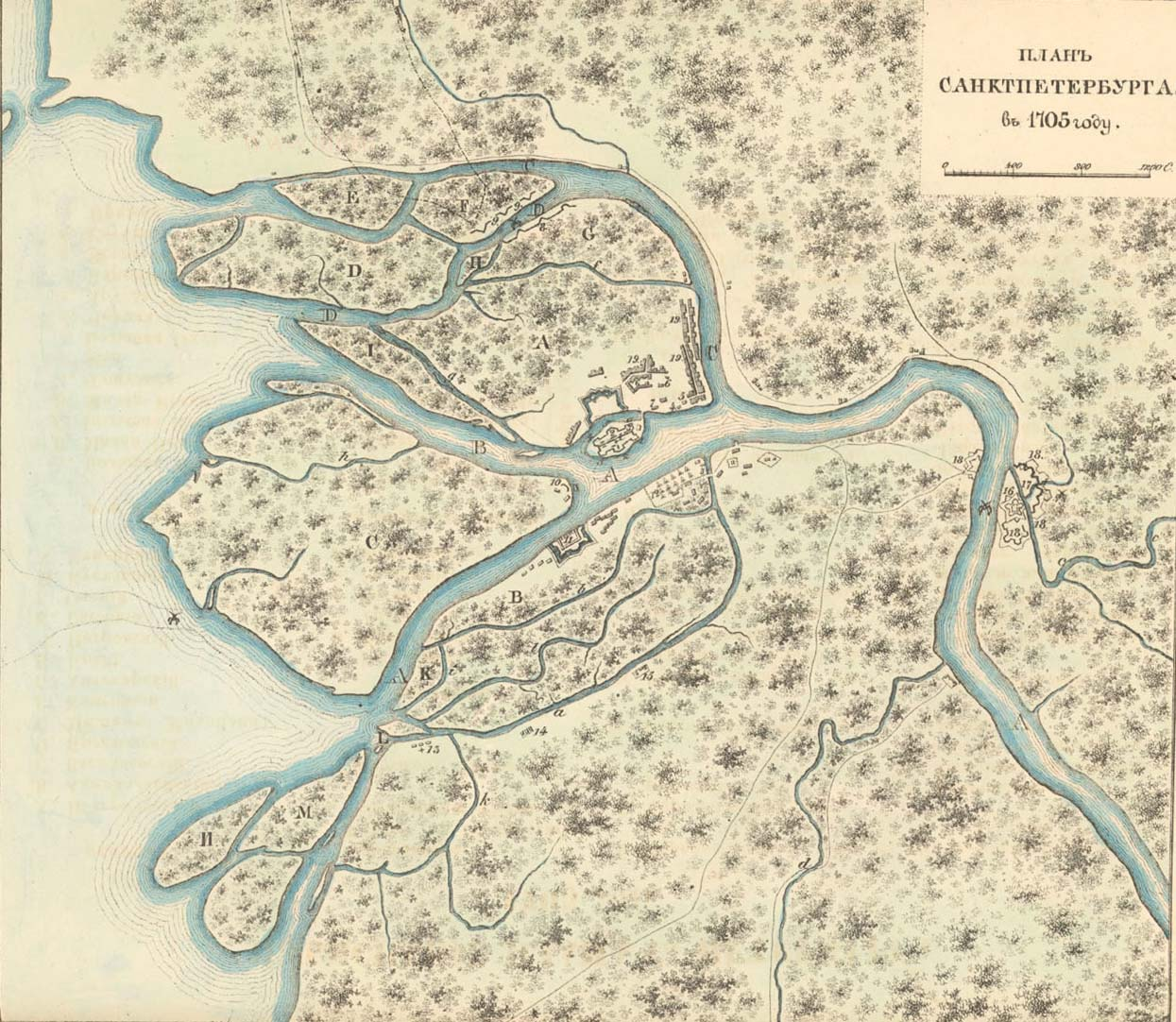
Les débuts de la ville : plan de 1705.

Les circonstances du choix de l'emplacement de Saint-Pétersbourg sont l'objet d'un mythe qui attribue à Pierre le Grand un rôle central. Selon cette légende, le tsar visionnaire aurait choisi au premier coup d'œil d'implanter sa future capitale dans une région de marécages dépourvue d'habitants située à l'embouchure de la Neva. L'illustration la plus connue de la « capitale sortie du néant » par la volonté créatrice d'un souverain inspiré se trouve dans le poème Le Cavalier de bronze d'Alexandre Pouchkine (1834).
En réalité, la région qui borde le cours inférieur de la Neva, l'Ingrie, était déjà peuplée par des Finno-Ougriens qui vivaient depuis le Xe siècle essentiellement du travail de la terre. Au début du XIVe siècle, la Suède et la république de Novgorod se disputèrent le contrôle de cette région. Une colonie suédoise, sans doute située sur l'emplacement de la ville, fut détruite en 1301. Finalement, les deux puissances se mirent d'accord pour faire de la région une zone tampon dans laquelle aucune fortification ne pourrait être construite. Au cours des siècles suivants, la région servit de lieu de débarquement pour les navires empruntant la Neva et peut-être également de place commerciale. Ce dernier rôle est attesté à compter de 1611, date à laquelle les Suédois, profitant de leur suprématie du moment sur la région, construisent la forteresse de Nyenschantz ainsi que la colonie voisine de Nyen, un peu plus tard. Toutes deux se trouvaient à l'emplacement actuel de Saint-Pétersbourg, sur la rive nord (c'est-à-dire droite) de la Neva. Il existe également des preuves que la Suède envisageait, au XVIIe siècle, la construction d'une ville d'une taille supérieure. Mais les Suédois subirent un revers cinglant au cours de la Première Guerre russo-suédoise (1656) et la ville et la forteresse furent détruites par les troupes russes.
La construction du premier édifice par les Russes se situe en 1703 après la conquête définitive de Nyenkans (Nyenschantz) par les troupes russes placées sous les ordres de Cheremetev durant la grande guerre du Nord. Nyenschantz avait été préventivement évacuée et partiellement détruite par les Suédois. La date officielle de la fondation de la ville est le 16 mai 1703 (27 mai dans le calendrier grégorien) : ce jour-là, sur l'île des Lièvres (l'île Jänisaari en finnois), la première pierre de la forteresse Pierre-et-Paul, du nom des saints patrons du tsar, est posée.

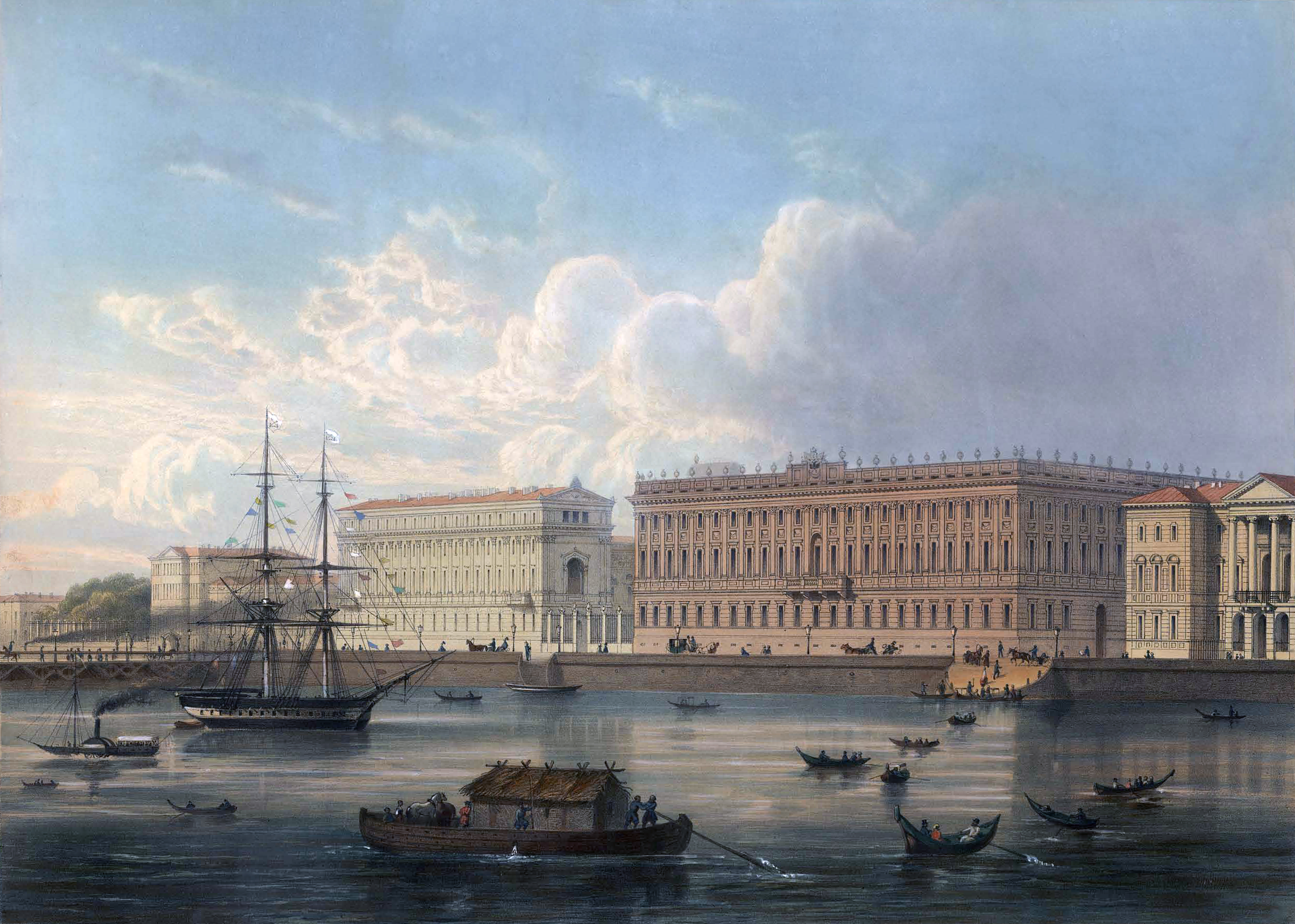
Palais de Marbre.

Pierre le Grand ne semble pas avoir projeté, dès le début, de faire de la forteresse le noyau d'une ville de plus grande taille et a fortiori de sa future capitale. La fonction de la forteresse Pierre-et-Paul était en premier lieu de reprendre le rôle de Nyenschantz, c'est-à-dire de protéger l'accès à l'embouchure de la Neva, mais cette fois au bénéfice des Russes. L'endroit était peu propice à la création d'une ville. Une grande partie des environs n'était pas cultivable. Le delta était fréquemment sujet à des inondations : celles-ci feront à plusieurs reprises de nombreuses victimes parmi les habitants de la ville.
En dépit de ce contexte défavorable, Pierre le Grand choisit finalement en 1706 d'y construire sa nouvelle capitale, sans doute parce que l'emplacement de Saint-Pétersbourg en fait un bon port maritime le plus souvent libre des glaces et bien relié au réseau fluvial de la Russie. Les armoiries de la ville, qui représentent un sceptre, une ancre de marine et un grappin de péniche illustrent bien ces motivations. Le deuxième atout de cet emplacement est la proximité de l'Europe occidentale, que Pierre le Grand souhaite utiliser pour moderniser la Russie. Une fois ses intentions arrêtées, Pierre y consacre une grande partie des ressources de la Russie.
Les conditions de travail sont éprouvantes : on estime que des dizaines de milliers de travailleurs et de serfs trouvent la mort, victimes de la fièvre des marais (marais de l'Ingrie), du scorbut, de la dysenterie ou tout simplement morts de faim ou d'épuisement. Une grande partie de la ville repose sur des pilotis, mais les habitants ont coutume de dire que la ville est bâtie sur les squelettes de ses constructeurs. Au début, près de la moitié des ouvriers contraints à travailler réussissent à s'enfuir vers le nord-ouest. Les ouvriers qui sont rattrapés sont sévèrement punis[réf. nécessaire].
Les premières années, le chantier est menacé par un revers des armées russes face aux troupes suédoises qui ont pénétré profondément dans le pays : la défaite des Suédois à la bataille de Poltava en 1709 écarte finalement tout danger : la paix est signée en 1721.

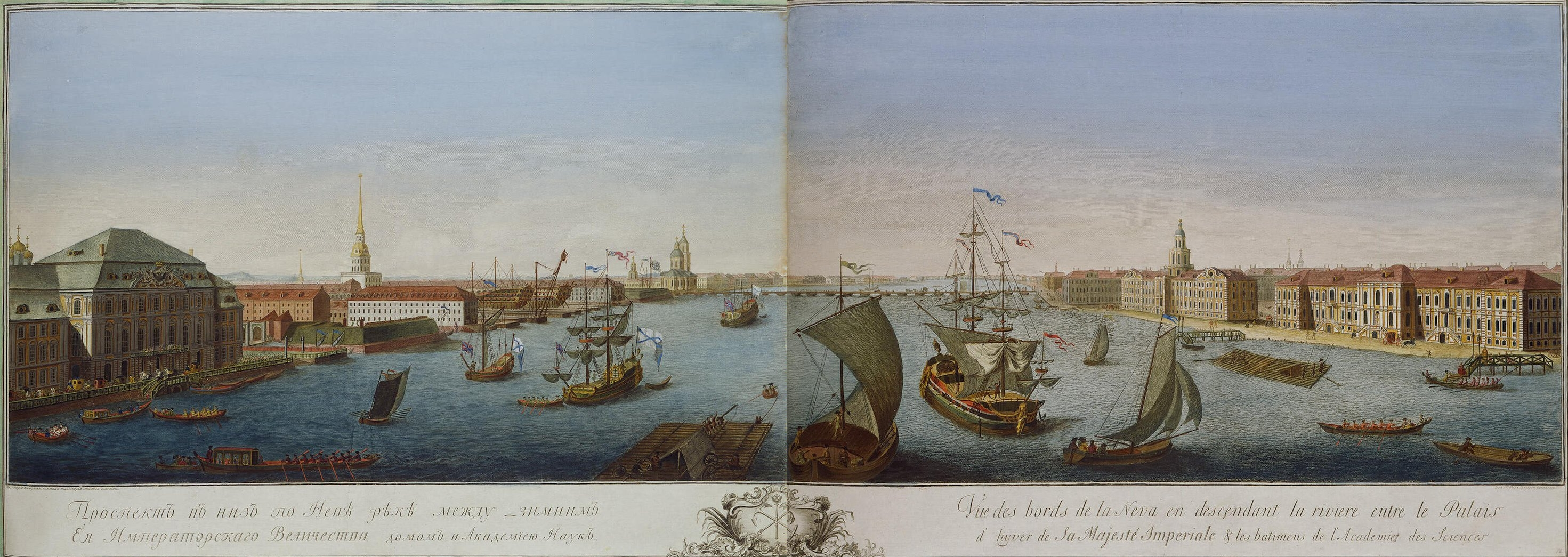
Eau-forte : Saint-Pétersbourg en 1753.

En 1712, la Cour, les ambassades et le sénat sont transférés dans la nouvelle capitale. Pour peupler Saint-Pétersbourg, Pierre le Grand donne l'ordre aux principales familles nobles de Moscou de s'installer dans la nouvelle ville. Celles-ci sont contraintes d'emménager avec toute leur maisonnée dans des constructions dont l'apparence et les dimensions sont imposées et qui sont construites à leurs frais. Tous les habitants sont contraints de planter des arbres. Dès 1714, 50 000 logements sont occupés ; Saint-Pétersbourg est la première ville de Russie à disposer d'une police municipale et d'un système de couvre-feu qui fonctionne. Le centre-ville est éclairé la nuit.

### L'épanouissement

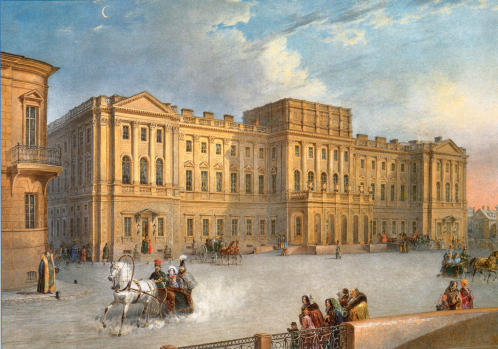
Palais Marie en 1849.

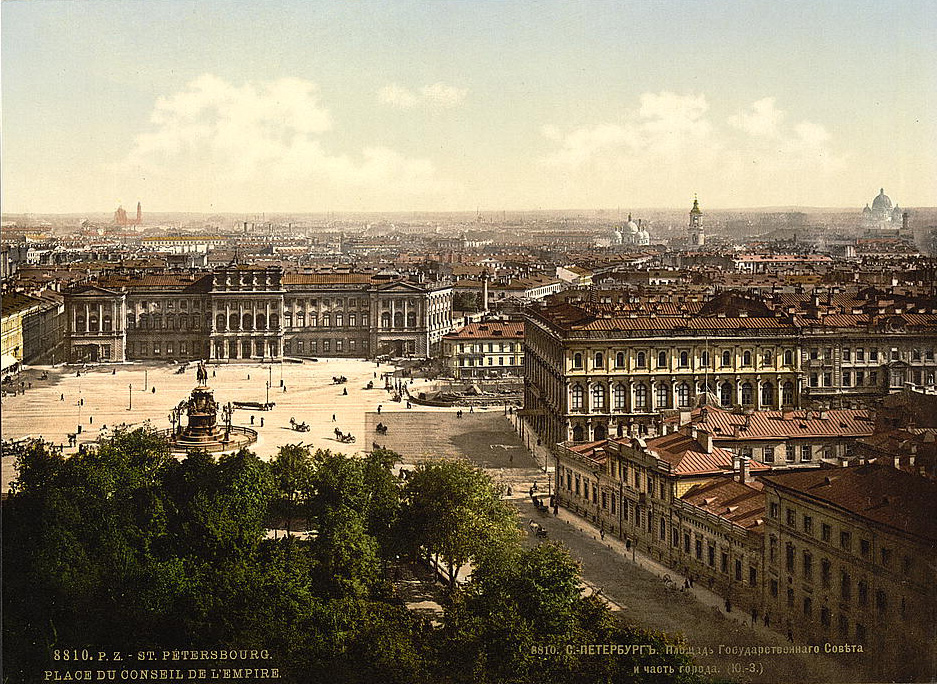
Place Saint-Isaac à la fin du XIXe siècle (vue depuis la cathédrale Saint-Isaac.

Pierre le Grand fait venir dès la fondation de la ville des artisans et ingénieurs de toute l'Europe, en particulier des Pays-Bas, pour faire de la ville un centre majeur des techniques et des sciences.
Après la mort de Pierre le Grand en 1725, l'enthousiasme des souverains russes pour la « fenêtre sur l'Occident » retombe. En 1728, d'après l'ordre de l'empereur Pierre II, Moscou redevient la capitale. Mais en 1730 il meurt et, avec l'arrivée au pouvoir d'Anne, Saint-Pétersbourg retrouve la priorité. Elle redevient la capitale de l'Empire. Les travaux menés par Anne ont laissé une profonde empreinte : elle fait construire le centre-ville du quartier de Pétrograd sur la rive gauche de la Neva, côté Amirauté et fait tracer les grandes avenues : les perspectives Nevski et Voznessenski et la rue Gorokhovaïa. Pourtant, elle préfère Moscou où elle réside le plus fréquemment.
Les impératrices Élisabeth (1741-1761) et surtout Catherine II renforcent la politique d'ouverture vers l'Europe occidentale et font venir à Saint-Pétersbourg des artistes et des architectes. Les prestigieux bâtiments qui ont forgé l'image de la ville sont construits sous le règne d'Élisabeth : elle fait ainsi édifier le palais d'Hiver et le monastère Smolny. Elle fait reconstruire le palais Catherine, en ayant recours à l'architecte baroque d'origine italienne Bartolomeo Rastrelli qui réalise plusieurs des grands bâtiments de la ville.
Catherine II a joué le rôle décisif dans le destin urbanistique de Saint-Pétersbourg : trouvant le style « Baroque Rastrelli » trop vieillot, elle le limoge et recrute de jeunes architectes et sculpteurs au style néo-classique comme Jean-Baptiste Vallin de La Mothe, Étienne Maurice Falconet, Nicolas-François Gillet et Antonio Rinaldi. C'est une représentante du siècle des Lumières, au moins jusqu'à la Révolution française, et Catherine fait fortement progresser la culture et l'art. Catherine II crée 25 établissements académiques ainsi que l'institut Smolny, la première école publique russe pour les filles. La statue équestre de Pierre le Grand, monument emblématique de la ville, date également de son règne.

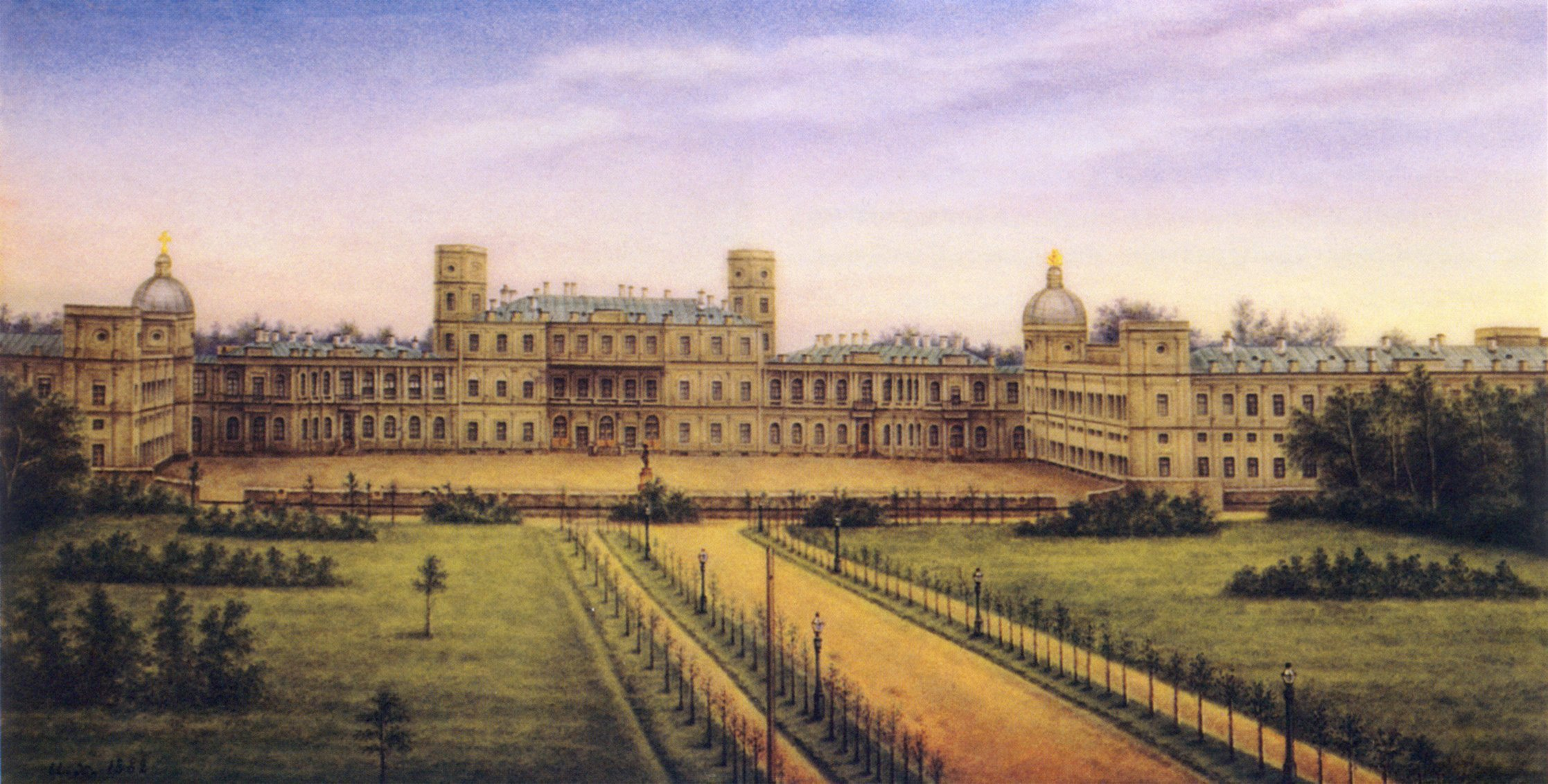
Palais Gatchina, fin du XIXe siècle.

À la fin du XVIIIe siècle et durant la première moitié du XIXe siècle, la ville connaît un épanouissement, d'abord culturel, puis scientifique et technique. La première école de ballet russe est créée en 1738. En 1757, c'est au tour de l'Académie impériale des beaux-arts dans laquelle sont formés encore aujourd'hui peintres, sculpteurs et architectes. Des universités et des bibliothèques sont créées : en 1783 s'ouvre le théâtre Mariinsky, dans lequel seront joués les premiers opéras russes de Mikhaïl Glinka. En 1804, l'Académie du génie Nicolas est ouverte puis, en 1819, l'université d'État de Saint-Pétersbourg.
L'abolition du servage de 1861 par Alexandre II fait affluer dans la ville un grand nombre de paysans qui ne peuvent se nourrir sur les terres qui leur ont été attribuées. La population (en particulier ouvrière) augmente très rapidement en quelques années.
Les écrivains et les intellectuels se réunissent dans des cercles littéraires et publient des dictionnaires et des revues. Parmi les principales revues, l’Étoile polaire de Ryleïev et Bestouchev et Le Contemporain d'Alexandre Pouchkine.

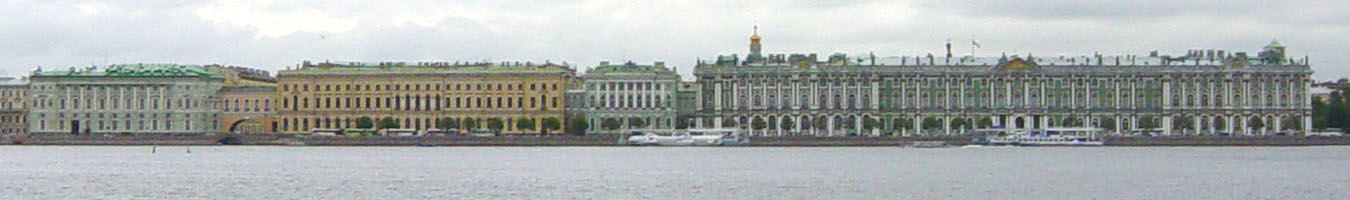
Le complexe du musée de l'Ermitage. De gauche à droite : théâtre de l'Ermitage – Vieil Ermitage – Petit Ermitage – palais d'Hiver (le Nouvel Ermitage n'est pas visible derrière le Vieil Ermitage).

### Soulèvements, attentats et révolutions

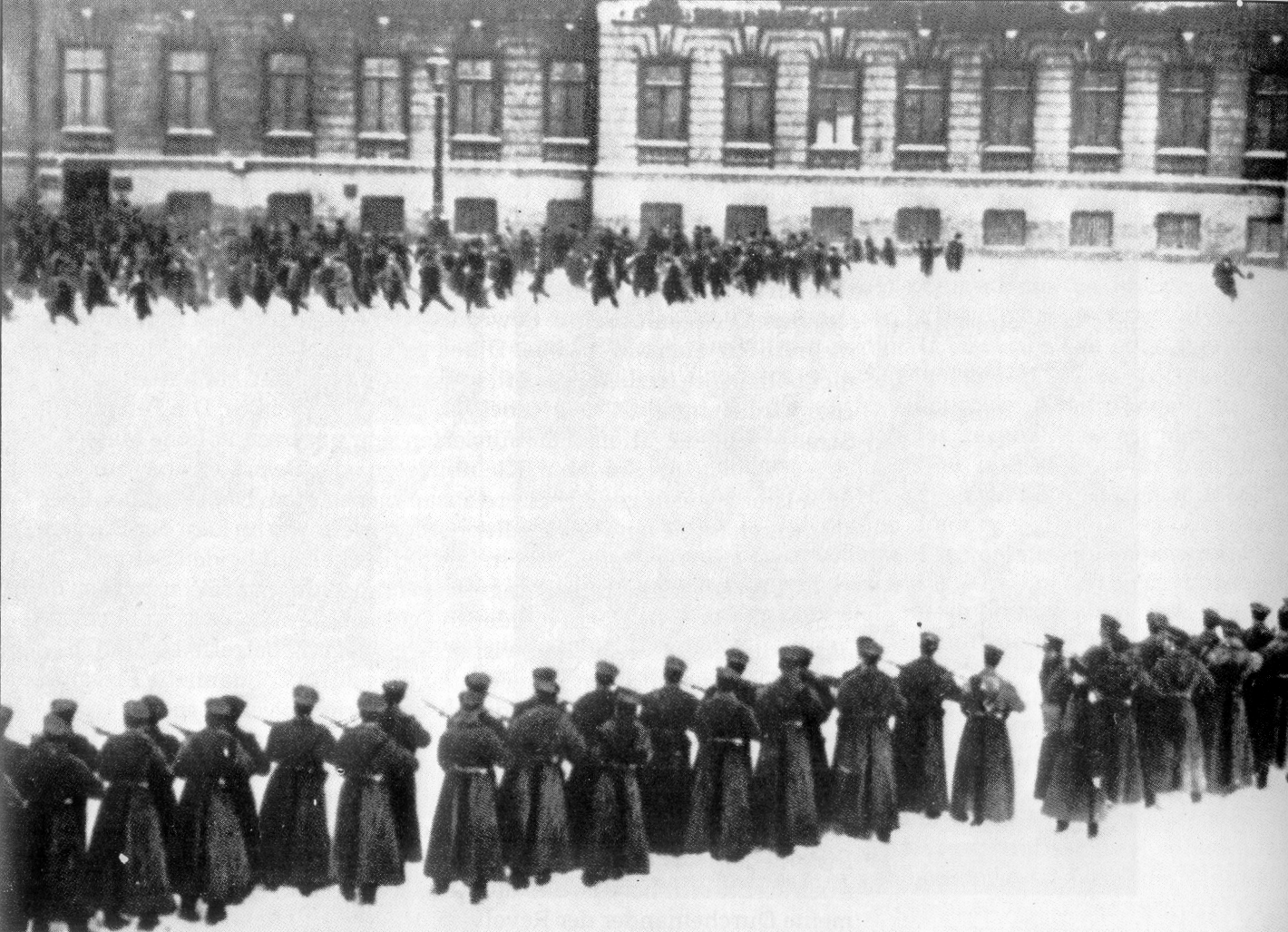
Le 22 janvier 1905, l'armée mitraille la foule assemblée devant le Palais d'hiver (reconstitution). Appelé « Dimanche rouge », l'événement lance la révolution de 1905.

Les principales grèves, révoltes et révolutions de la période moderne de l’histoire russe, depuis l'insurrection décabriste en décembre 1825 jusqu’à la révolution russe, ont lieu à Saint-Pétersbourg. À la fin du XIXe siècle, les troubles et les petits soulèvements sont un phénomène fréquent dans la ville.

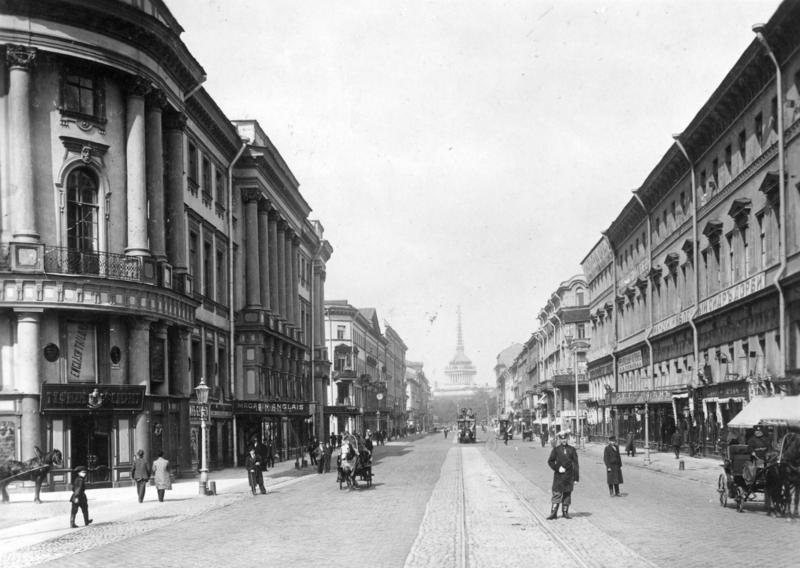
La perspective Nevski en 1901.

Celle-ci est le théâtre d’un grand nombre d’attentats contre des représentants de l'empereur et de l’administration russes, le plus connu étant l'assassinat d'Alexandre II en mars 1881. Port et ville industrielle importante, sa population ouvrière est nombreuse et sensible aux idées socialistes dès la fin du XIXe siècle.
Des partis et associations révolutionnaires sont créés à Saint-Pétersbourg et réprimés de manière sanglante par la police. Le 20 janvier 1905, le pont égyptien s'effondre lors du passage d'un escadron de cavalerie. La révolution de 1905 se déclenche à Saint-Pétersbourg durant l’épisode du Dimanche rouge. À la suite de cette révolution, la deuxième douma de l’histoire de Russie est convoquée dans la ville. La révolution de février 1917 a également lieu pour l’essentiel à Saint-Pétersbourg. Le signal de départ de la révolution d’Octobre, la même année, est un coup de canon tiré par le croiseur Aurore ancré dans le port de Pétrograd. Lénine transfère la capitale à Moscou peu après.
En 1921, le port voisin de Kronstadt est le centre d’une révolte armée de marins qui contestent le pouvoir bolchevik. Ce soulèvement est durement réprimé puis écrasé par l'armée rouge dirigée par Léon Trotski.

### Léningrad

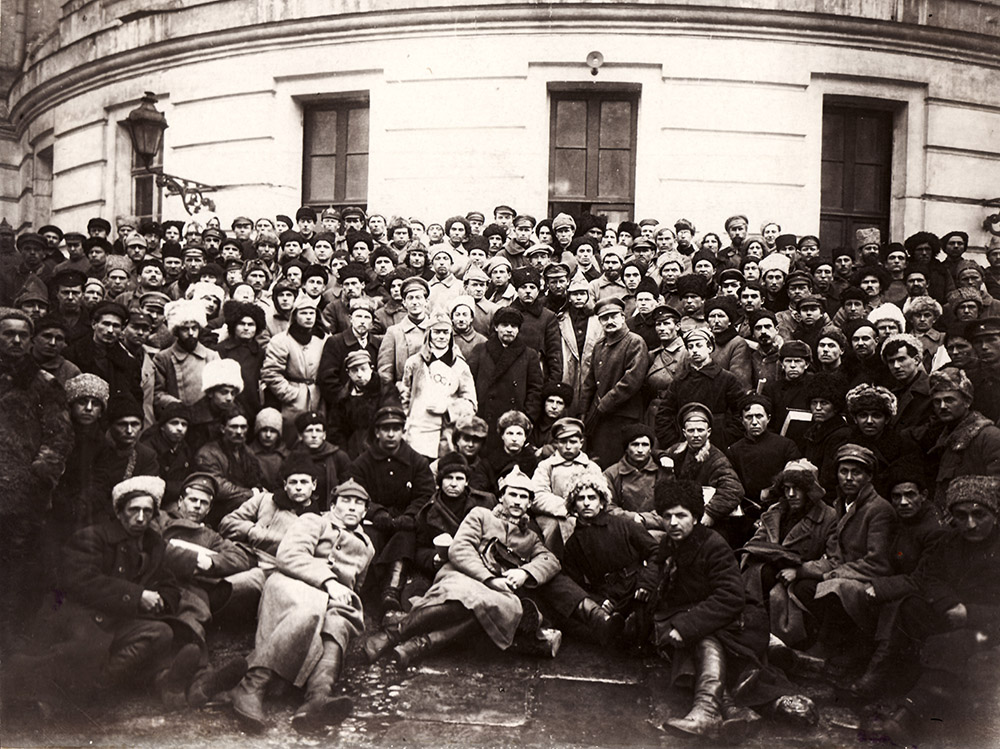
Lénine et Trotski au milieu des soldats de l'Armée rouge ayant combattu à Kronstadt, le 22 mars 1921 à Moscou.

La population de la ville qui avait atteint plus de 2 millions d'habitants avant la révolution est divisée par trois : l'émigration (et l'élimination) de la noblesse, d'une grande partie de l'intelligentsia ainsi que des classes moyenne et aisée libèrent des milliers d'appartements au cœur de la ville qui sont rapidement transformés en appartements communautaires par les familles ouvrières venues de la périphérie. La famine due à la guerre civile (1917-1923) chasse les habitants. La perte du statut de capitale entraîne le transfert de beaucoup d'emplois vers Moscou.
Après la mort de Lénine en 1924, la ville est rebaptisée Léningrad. Le centre du pouvoir soviétique se déplace à Moscou. Staline écarte les dirigeants du parti communiste de Léningrad qui exercent encore une influence sur la direction de l’État soviétique : en décembre 1934, le responsable du parti à Léningrad, Sergueï Kirov, est assassiné à l'Institut Smolny. L'assassinat sert de prétexte au déclenchement d'une féroce répression dans la région de Léningrad d'abord, puis dans toute l'URSS (Grandes Purges), qui va décimer l'élite historique du parti et la population soviétique et permettre à Staline d'asseoir sa dictature : l’ancien président du soviet de Léningrad Grigori Zinoviev est, avec Lev Kamenev, l'une des victimes les plus connues.
L’opposition entre Moscou et Léningrad se manifeste également à cette époque à travers la stratégie de développement de la ville. Le nouveau plan d’urbanisme de Léningrad prévoit de déplacer le centre de la ville autour de la nouvelle place de Moscou et de la perspective Moskovski, au sud des quartiers historiques. La forme et les noms choisis sont destinés à nier le rôle historique de la ville et à la faire rentrer dans le rang des villes soviétiques. Le centre-ville hérité de l'ancien régime est laissé à l'abandon, les monuments religieux sont fermés ou reconvertis, et de nombreuses appellations sont modifiées (la perspective Nevski devient l'« avenue du 25 octobre »).
La campagne de collectivisation des terres (1929-1933) entraîne l'arrivée de centaines de milliers de paysans qui se font embaucher dans les usines locales. La population remonte à près de 3 millions d'habitants à la veille de la Seconde Guerre mondiale.

### Le siège de Léningrad

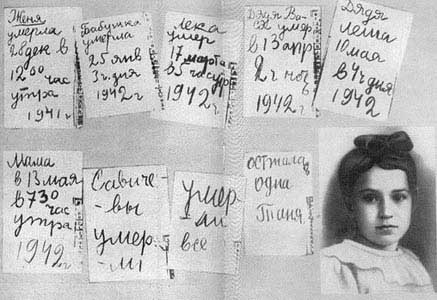
Tania Savitcheva, 12 ans, a noté les décès des membres de sa famille. Sa dernière note dit : Tous morts, je suis toute seule..

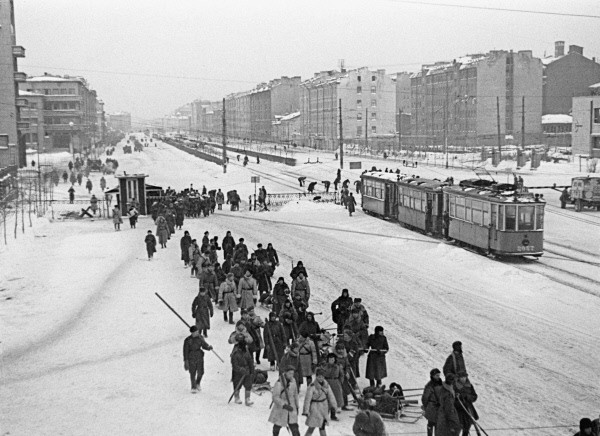
L'avenue de Moscou en décembre 1941.

Au cours de la Seconde Guerre mondiale, la prise de Léningrad fait partie des objectifs stratégiques assignés par Hitler aux armées allemandes. L'avance des troupes en territoire russe leur permet d'encercler presque complètement Léningrad à compter du 8 septembre 1941 avec l'aide des troupes finlandaises, qui sont revenues sur leur ancienne frontière en Carélie. Les Allemands renoncent à prendre d'assaut la ville, bien défendue par des lignes de tranchées et des obstacles antichars préparés dès juin 1941 et par des troupes placées sous le commandement de Joukov. Les Allemands décident de mettre le siège en coupant toutes les lignes d'approvisionnement en vivres et munitions en espérant ainsi affamer les trois millions d'habitants et les défenseurs. Le siège dure 900 jours, mais la ville résiste jusqu'à son dégagement par les troupes russes en 1944. Les pertes sont colossales : 500 000 victimes militaires, mais surtout 1,2 million de civils, morts de faim pour la plupart. Durant le siège, 150 000 obus d'artillerie et 100 000 bombes aériennes tombent sur la ville. Les objectifs visés sont les grandes entreprises, mais également les principaux monuments de la ville, les écoles, les dépôts de tramway ainsi que les quartiers résidentiels pour tenter de démoraliser la population. L'unique lien avec l'extérieur est assuré par la voie aérienne (mais les Allemands ont la maîtrise des airs) et par le sud du lac Ladoga dont les Soviétiques conservent la maîtrise. Sur ce dernier, durant l'hiver 1941, une route est tracée (en russe : Дорога жизни la route de la vie) et une voie de chemin de fer est posée, mais une partie du parcours est sous le feu de l'artillerie allemande : sur trois camions tentant de forcer le blocus, un seul parvient en moyenne à Léningrad. Plus d'un million de personnes sont évacuées par ce chemin, pour la plupart des enfants. La première année, la famine est terrible et fait près de 500 000 victimes. Les autorités de la ville sont mal préparées au siège et l'évacuation comme le ravitaillement sont désorganisés. Les attaques aériennes anéantissent une partie du stock de nourriture. Dès octobre 1941, les rations tombent à 400 grammes de pain par travailleur, 200 grammes pour les enfants et les femmes. Cette ration est à nouveau réduite en novembre respectivement à 200 grammes et 125 grammes. L'hiver est particulièrement froid avec des températures de −40 °C et les habitants manquent de combustible pour se chauffer. En janvier 1942, la famine est à son comble. Les gens tombent et meurent dans la rue sans que personne n'intervienne. Les morts ne sont plus enterrés. Le nombre de victimes civiles culmine en janvier 1942 avec près de 100 000 décès. Le blocus est total jusqu'à ce que l'opération Iskra desserre l'étau en janvier 1943 : les troupes soviétiques de Léningrad et celles du front de Volkhov réussissent après des combats acharnés à ouvrir un corridor au sud du lac Ladoga, par lequel peut passer le ravitaillement à partir du 18 janvier 1943. En janvier 1944, une offensive soviétique sur le front sud permet de lever le blocus : une route terrestre est enfin ouverte. Durant l'été 1944, les troupes finlandaises sont à leur tour repoussées.

### L'après-guerre
Léningrad se retrouve après la Seconde Guerre mondiale dans une situation paradoxale. D'un côté, la ville devient le symbole de la résistance soviétique aux envahisseurs et des souffrances endurées par le pays, d'un autre côté, cette période est marquée jusqu'aux années 1950 et au-delà par les luttes de pouvoir entre les fonctionnaires de Moscou et de Léningrad. La reconstruction de la ville est une question de prestige pour l'Union soviétique. Aussi en très peu de temps, un million d'ouvriers se mettent à reconstruire la ville avec la volonté de restaurer les édifices les plus prestigieux. En 1945, Léningrad se voit décerner le titre de « ville héroïque ».
Après-guerre, de nouveaux quartiers sont édifiés : le volume de logements construits culmine en 1963. Par contre, le 250e anniversaire de la ville en 1953 est repoussé car à cette époque, la lutte de pouvoir avec Moscou est toujours en cours et une célébration de ce type aurait pu être mal interprétée. Par ailleurs, la mort récente de Staline s'accommodait mal d'une fête. La célébration a finalement lieu en 1957 sous Nikita Khrouchtchev sans mentionner qu'il s'agit en fait du 254e anniversaire.
Au cours des années suivantes, la ville conserve son rôle de grande ville industrielle et de centre scientifique majeur de l'Union soviétique. Mais il est clair à cette époque que le centre politique et culturel se trouve désormais à Moscou. La population avait été marquée par les événements de la guerre et une grande partie de ses habitants s'y étaient installés après-guerre, aussi leur attachement à Léningrad était de plus en plus faible.
En 1988, un incendie à l'Académie des sciences détruisit près d'un million d'ouvrages stockés dans la bibliothèque. En 1989, le centre-ville est déclaré zone protégée.

### Le Saint-Pétersbourg contemporain

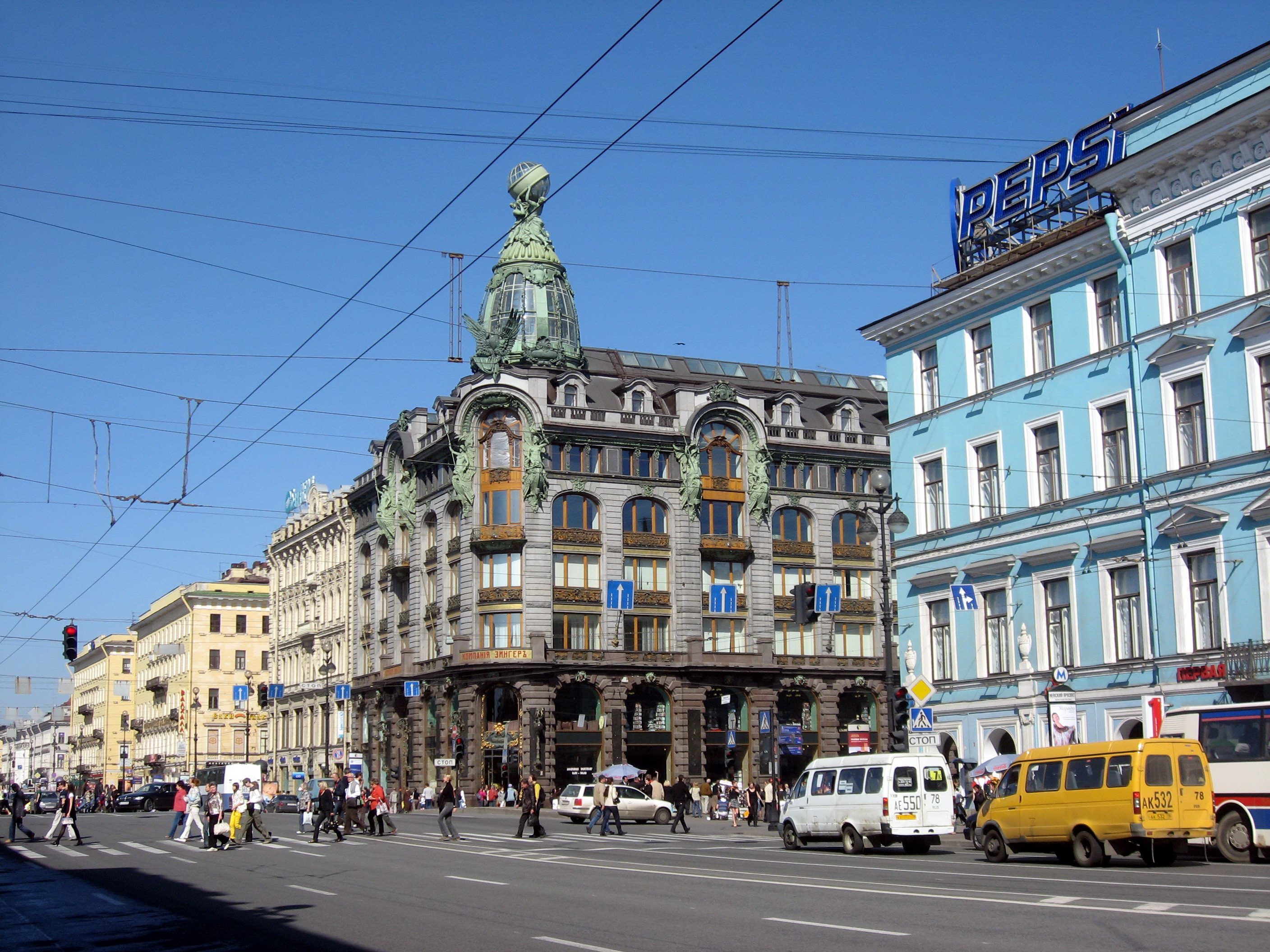
L'ancien immeuble de la compagnie Singer, actuellement « Maison du livre », la plus grande librairie de la ville, le long de la perspective Nevski.

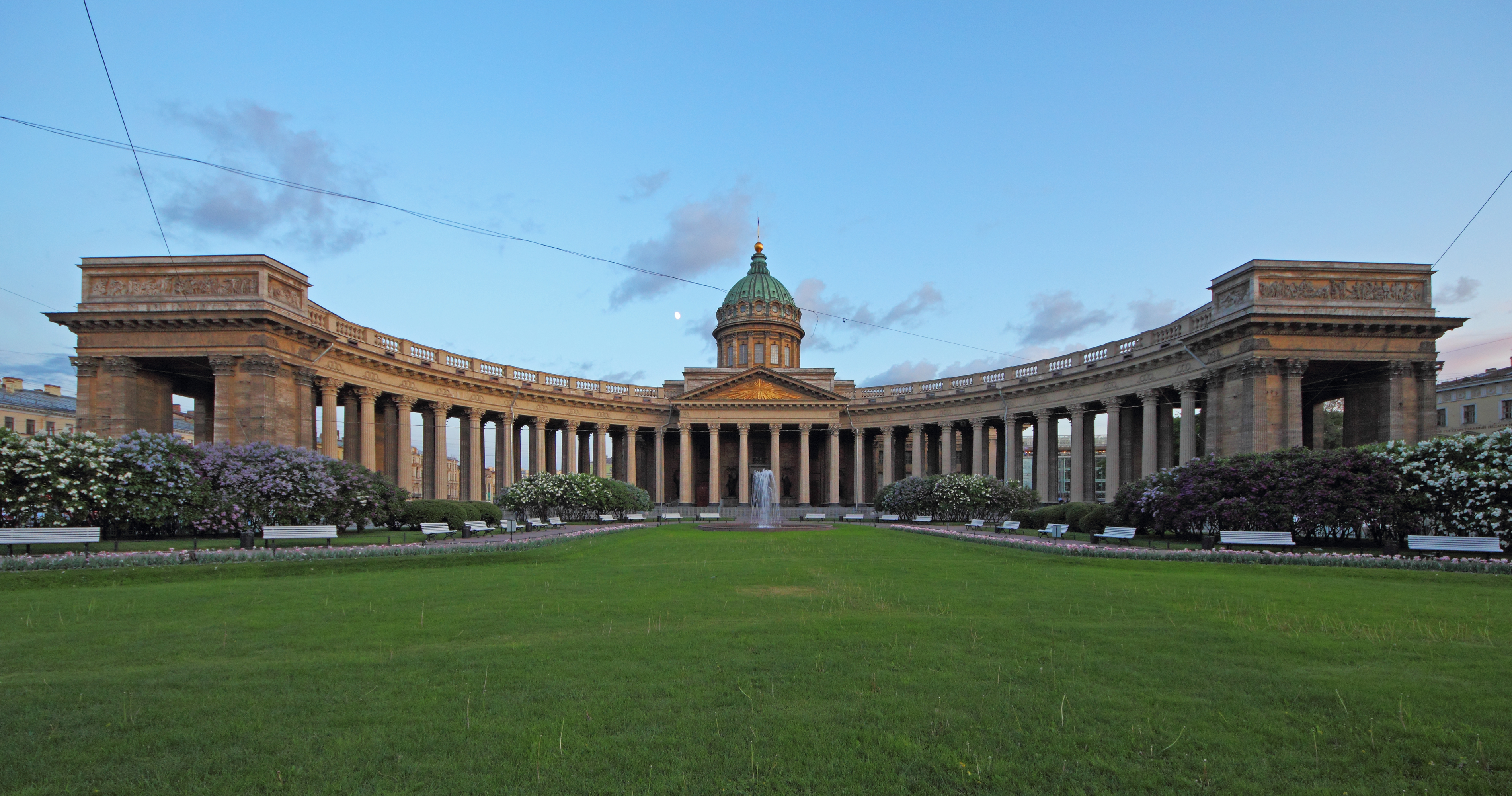
La cathédrale Notre-Dame-de-Kazan.

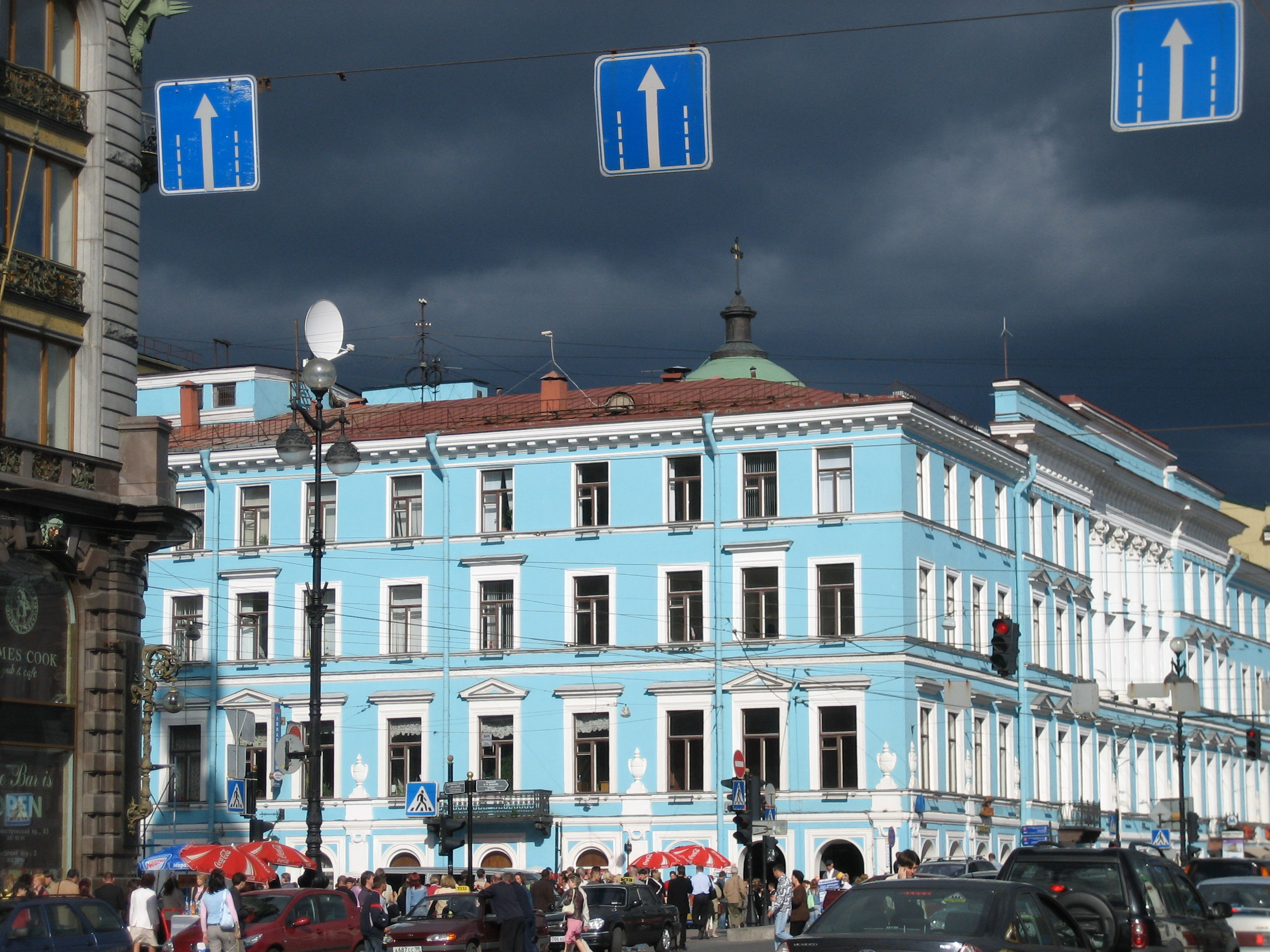
Image de la perspective Nevski, Saint-Pétersbourg

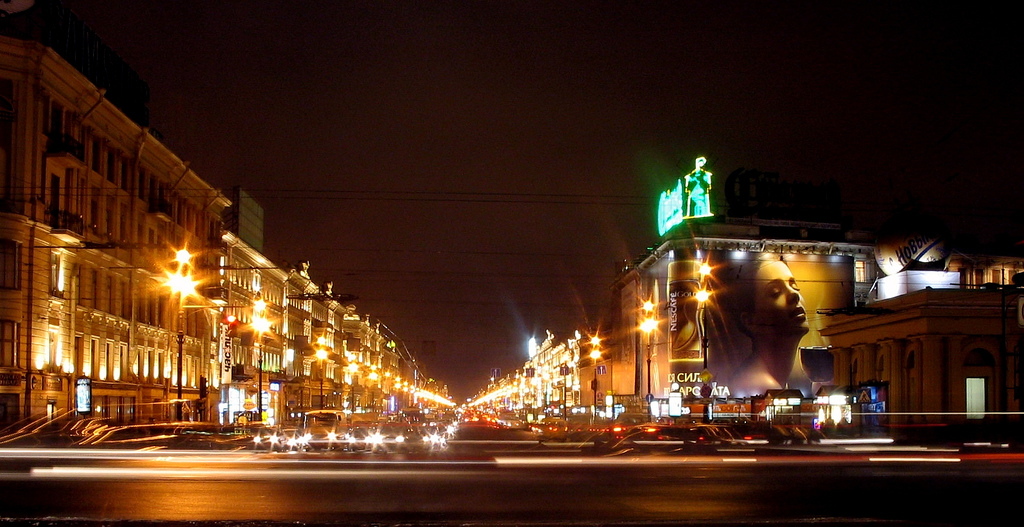
La perspective Nevski de nuit.

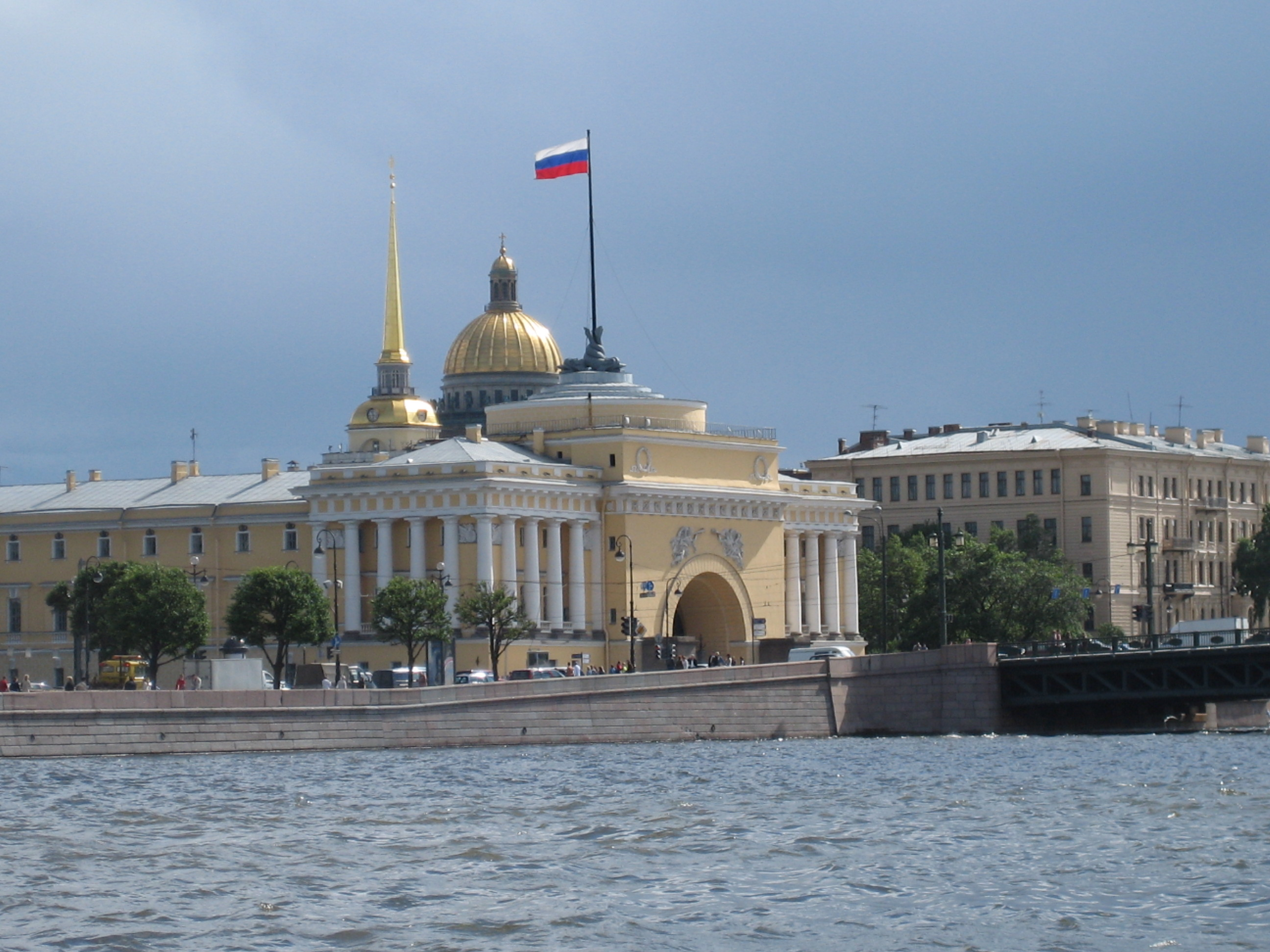
Le bâtiment de l'Amirauté à Saint-Pétersbourg

Le 12 juin 1991, les habitants de la ville se sont prononcés par référendum pour que la ville retrouve son nom originel ce qui devient effectif le 6 septembre 1991. Toutefois, la région a gardé son nom soviétique (l'oblast de Léningrad).
Durant la tentative de putsch contre le président Boris Eltsine en octobre 1993, le maire de Saint-Pétersbourg Anatoli Sobtchak rassemble les partisans de la démocratie pour manifester devant le palais d'Hiver contre les putschistes.
En 1991, la superficie de la ville de Saint-Pétersbourg augmente considérablement par intégration des villes satellites de Kolpino, Krasnoïe Selo, Pouchkine, Lomonossov, Pavlovsk, Kronstadt, Peterhof, Sestroretsk et Zelenogorsk. Ces villes sont désormais considérées comme des quartiers de Saint-Pétersbourg et ne font plus partie du territoire de l'oblast de Léningrad.
Le 27 mai 2003, les fêtes du 300e anniversaire de la fondation de la ville sont célébrées. À cette occasion, des quartiers de la vieille ville et plusieurs palais sont restaurés. La ville se retrouve pour la première fois depuis longtemps au centre de l'attention du monde entier. Comme les rénovations avaient surtout concerné les façades et certains édifices prestigieux, des critiques soulignèrent qu'il s'agissait d'une restauration à la manière des villages de Potemkine. Toutefois, ces critiques cessèrent par la suite, car les travaux se poursuivirent après le jubilé et continuent encore aujourd'hui en partie grâce à des investisseurs privés.
Le 3 avril 2017, une attaque terroriste kamikaze à la bombe dans le métro de Saint-Pétersbourg fait 14 morts et 51 blessés.

## Administration et politique

### Statut et sujet

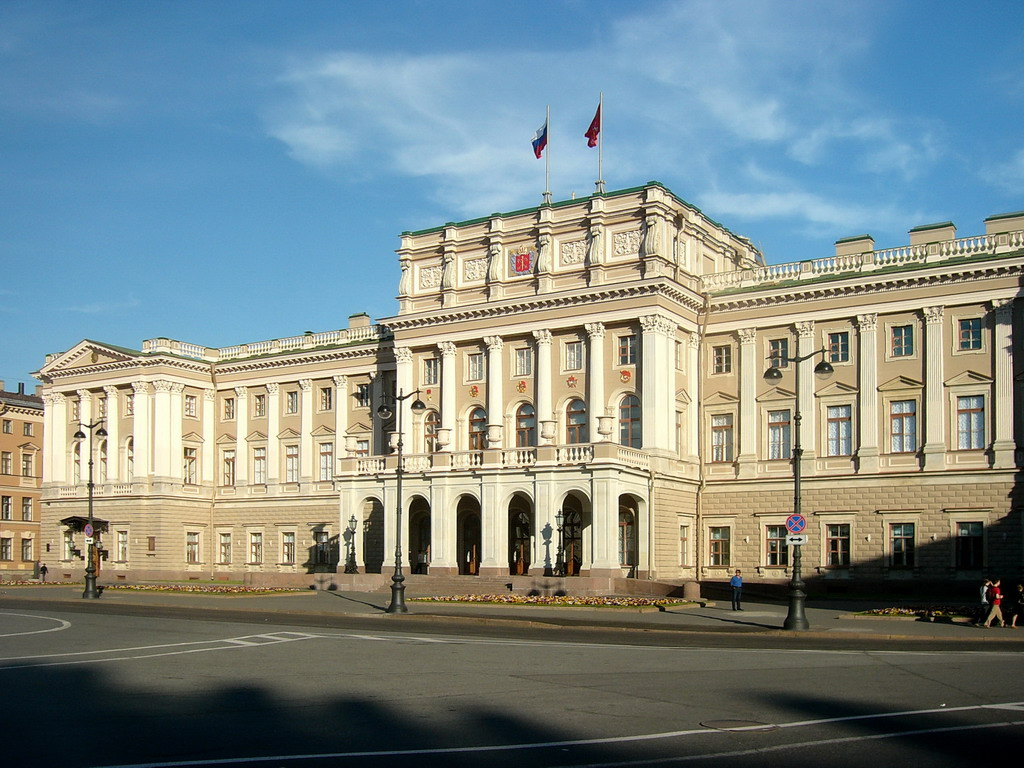
Hôtel de ville de Saint-Pétersbourg.

Saint-Pétersbourg est le chef-lieu du district fédéral du Nord-Ouest, et était jusqu'au 3 avril 2023 la capitale de l'oblast de Léningrad. Par ailleurs, la ville forme, tout comme Moscou, une région administrative, dite une ville fédérale, (un sujet) à part entière.

### Autorités
Le chef de l'exécutif est un gouverneur élu pour 4 ans au suffrage universel. Le corps législatif, la douma de la ville, est composé de 40 membres qui sont également élus pour 4 ans. Sur le plan protocolaire, le chef de la Douma est situé au même rang que le gouverneur.
En 1996, Vladimir Yakovlev remplace Anatoli Sobtchak. Il se présente comme un pragmatique sans attache idéologique. Sobtchak était au contraire un réformateur de la période post communiste, qui avait accumulé beaucoup de rancœurs contre lui du fait de ses positions libérales radicales. Il refuse à plusieurs reprises de licencier Vladimir Poutine accusé de corruption, quand celui-ci fait partie de l'équipe municipale. Poutine organise sans succès la campagne électorale de Sobtchak en 1996.
Iakovlev ne se représente pas aux élections d'octobre 2003.
Depuis 2018, le gouverneur est Aleksandr Beglov.
Le comité des mères des soldats de Saint-Pétersbourg s'est fait connaître pour son combat contre la guerre en Tchétchénie et contre la violence au sein des armées. En juillet 2006, le sommet annuel du G8 a eu lieu dans la ville, alors que la Russie détenait la présidence tournante.

### Tendances politiques
| Scrutin                  | 1er tour | 1er tour | 1er tour | 1er tour | 1er tour | 1er tour | 1er tour | 1er tour | 1er tour | 1er tour | 1er tour | 1er tour | 2d tour                  | 2d tour                  | 2d tour                  | 2d tour                  | 2d tour                  | 2d tour                  | 2d tour                  | 2d tour                  | 2d tour                  | 2d tour                  |
| Scrutin                  | 1er | 1er      | %        | 2e       | 2e       | %        | 3e       | 3e       | %        | 4e       | 4e       | %        | 1er                      | 1er                      | %                        | 2e                       | 2e                       | %                        | 3e                       | %                        | 4e                       | %                        |
| ------------------------ | --- | -------- | -------- | -------- | -------- | -------- | -------- | -------- | -------- | -------- | -------- | -------- | ------------------------ | ------------------------ | ------------------------ | ------------------------ | ------------------------ | ------------------------ | ------------------------ | ------------------------ | ------------------------ | ------------------------ |
| Présidentielle 2012      | | ER       | 58.77    |          | SE       | 15.52    |          | KPRF     | 13.06    |          | SRZP     | 6.61     | Victoire au premier tour | Victoire au premier tour | Victoire au premier tour | Victoire au premier tour | Victoire au premier tour | Victoire au premier tour | Victoire au premier tour | Victoire au premier tour | Victoire au premier tour | Victoire au premier tour |
| Gouvernorale 2014        | | ER       | 79,30    |          | KPRF     | 9,37     |          | LDPR     | 3,83     |          | Rodina   | 2,36     | Victoire au premier tour | Victoire au premier tour | Victoire au premier tour | Victoire au premier tour | Victoire au premier tour | Victoire au premier tour | Victoire au premier tour | Victoire au premier tour | Victoire au premier tour | Victoire au premier tour |
| Législative 2016         | | ER       | 39,71    |          | LDPR     | 11.36    |          | KPRF     | 11.31    |          | Iabloko  | 9,08     | Tour unique              | Tour unique              | Tour unique              | Tour unique              | Tour unique              | Tour unique              | Tour unique              | Tour unique              | Tour unique              | Tour unique              |
| Législative urbaine 2016 | | ER       | 41,25    |          | LDPR     | 12,40    |          | KPRF     | 11,26    |          | PR       | 10,72    | Tour unique              | Tour unique              | Tour unique              | Tour unique              | Tour unique              | Tour unique              | Tour unique              | Tour unique              | Tour unique              | Tour unique              |
| Présidentielle 2018      | | ER       | 75.01    |          | KPRF     | 9.04     |          | GRANI    | 4.33     |          | LDPR     | 4.09     | Victoire au premier tour | Victoire au premier tour | Victoire au premier tour | Victoire au premier tour | Victoire au premier tour | Victoire au premier tour | Victoire au premier tour | Victoire au premier tour | Victoire au premier tour | Victoire au premier tour |
| Gouvernorale 2019,       | | SE       | 64,43    |          | SRZP     | 16,84    |          | GP       | 16,03    |          |          |          | Victoire au premier tour | Victoire au premier tour | Victoire au premier tour | Victoire au premier tour | Victoire au premier tour | Victoire au premier tour | Victoire au premier tour | Victoire au premier tour | Victoire au premier tour | Victoire au premier tour |
| Législative 2021         | | ER       | 34,99    |          | KPRF     | 17,90    |          | SRZP     | 10,79    |          | NL       | 7,54     | Tour unique              | Tour unique              | Tour unique              | Tour unique              | Tour unique              | Tour unique              | Tour unique              | Tour unique              | Tour unique              | Tour unique              |
| Législative urbaine 2021 | | ER       | 33,29    |          | KPRF     | 17,47    |          | SRZP     | 12,71    |          | NL       | 10,05    | Victoire au premier tour | Victoire au premier tour | Victoire au premier tour | Victoire au premier tour | Victoire au premier tour | Victoire au premier tour | Victoire au premier tour | Victoire au premier tour | Victoire au premier tour | Victoire au premier tour |
|                          | Notes : les législatives (fédérales et locales) sont des scrutins à système mixe. Seulement le résultat à la proportionnelle est affichée, et non le nombre de sièges qui peut considérablement différer. |          |          |          |          |          |          |          |          |          |          |          |                          |                          |                          |                          |                          |                          |                          |                          |                          |                          |

### Arrondissements

Carte des districts de Saint-Pétersbourg.

Conformément à loi de Saint-Pétersbourg du 25 juillet 2005 no 411-68 « Sur la structure territoriale de Saint-Pétersbourg », la ville de Saint-Pétersbourg est divisée en 18 raïons administratifs (arrondissements), qui sont les suivants:
|    | Arrondissement   | Dénomination française   | Pop légale 1er janvier 2023 | superficie | Remarques         |
| -- | ---------------- | ------------------------ | --------------------------- | ---------- | ----------------- |
| 1  | Admiralteïski    | Arrond. Amirauté         | 155 981                     | 13.82      | Centre historique |
| 17 | Frounzenski      | Arrond. Frounze          | 413 983                     | 37.52      |                   |
| 4  | Kalininski       | Arrond. Kalinine         | 536 794                     | 40.18      |                   |
| 5  | Kirovski         | Arrond. Kirov            | 335 774                     | 47.46      |                   |
| 6  | Kolpinski        | Arrond. Kolpino          | 186 169                     | 102.25     | depuis 1999       |
| 7  | Krasnogvardeïski | Arrond. Krasnaïa Gvardia | 366 971                     | 56.35      |                   |
| 8  | Krasnosselski    | Arrond. Krasnoïe Sélo    | 366 971                     | 56.35      |                   |
| 9  | Kronstadt        | Arrond. Kronstadt        | 44 414                      | 19.53      | depuis 1999       |
| 10 | Kourortni        | Arrond. Kourortny        | 83 491                      | 268.19     |                   |
| 11 | Moskovski        | Arrond. Moscou           | 335 221                     | 73.07      |                   |
| 12 | Nevski           | Arrond. Neva             | 547 896                     | 60,66      |                   |
| 13 | Petrodvortsovi   | Arrond. Petrodvorets     | 134 148                     | 107.08     | depuis 1999       |
| 14 | Petrogradski     | Arrond. Pétrograd        | 115 757                     | 19h54      | Centre historique |
| 15 | Primorski        | Arrond. Primorski        | 699 243                     | 109,90     |                   |
| 16 | Pouchkinski      | Arrond. Pouchkine        | 263 732                     | 240.09     | depuis 1999       |
| 18 | Centre           | Arrond. central          | 200 654                     | 17.77      | Centre historique |
| 2  | Vassileostrovski | Arrond. Île Vassili      | 206 680                     | 21.47      | Centre historique |
| 3  | Vyborgski        | Arrond. Vyborg           | 541 590                     | 115.52     |                   |

## Population et société

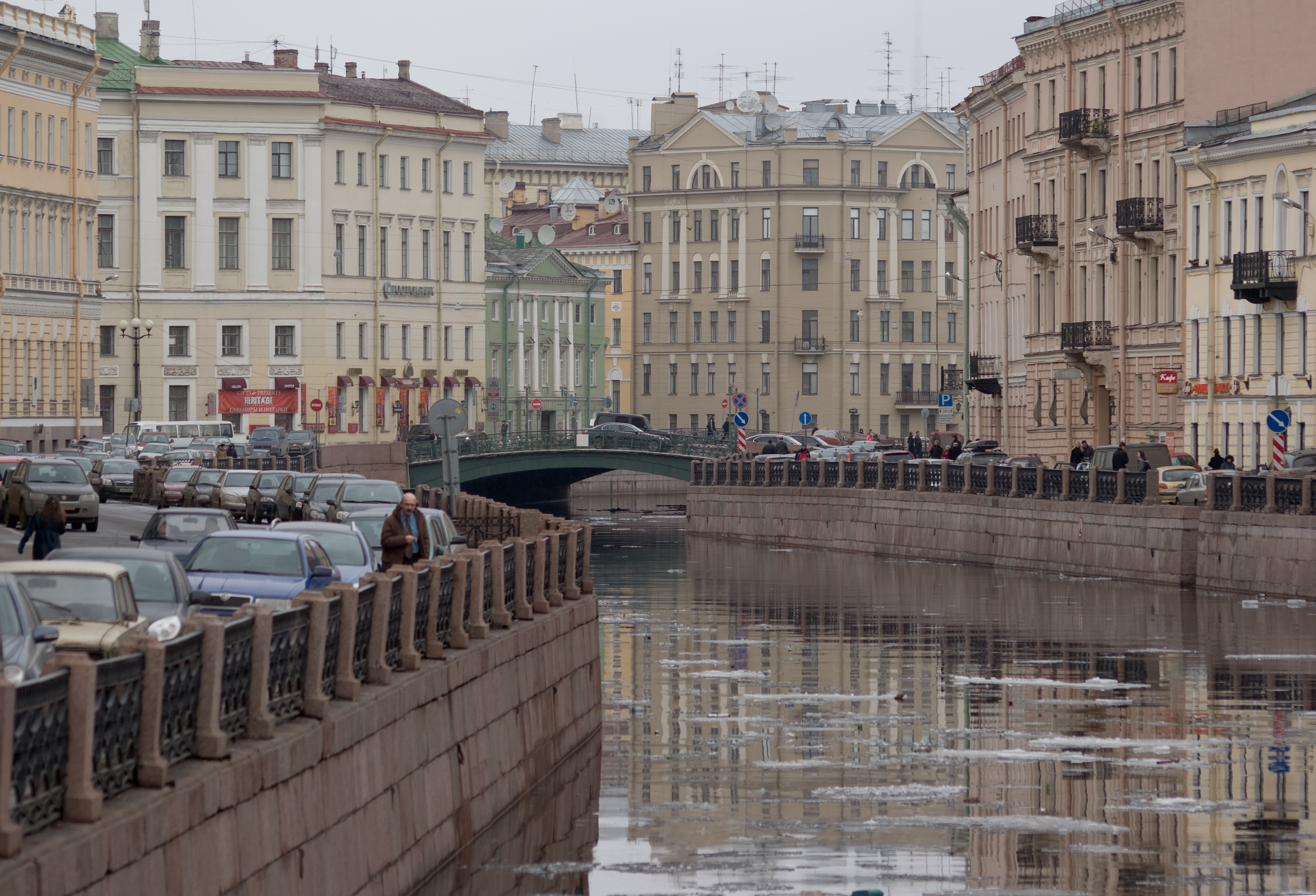
Centre-ville près du pont des Chanteurs sur la Moïka.

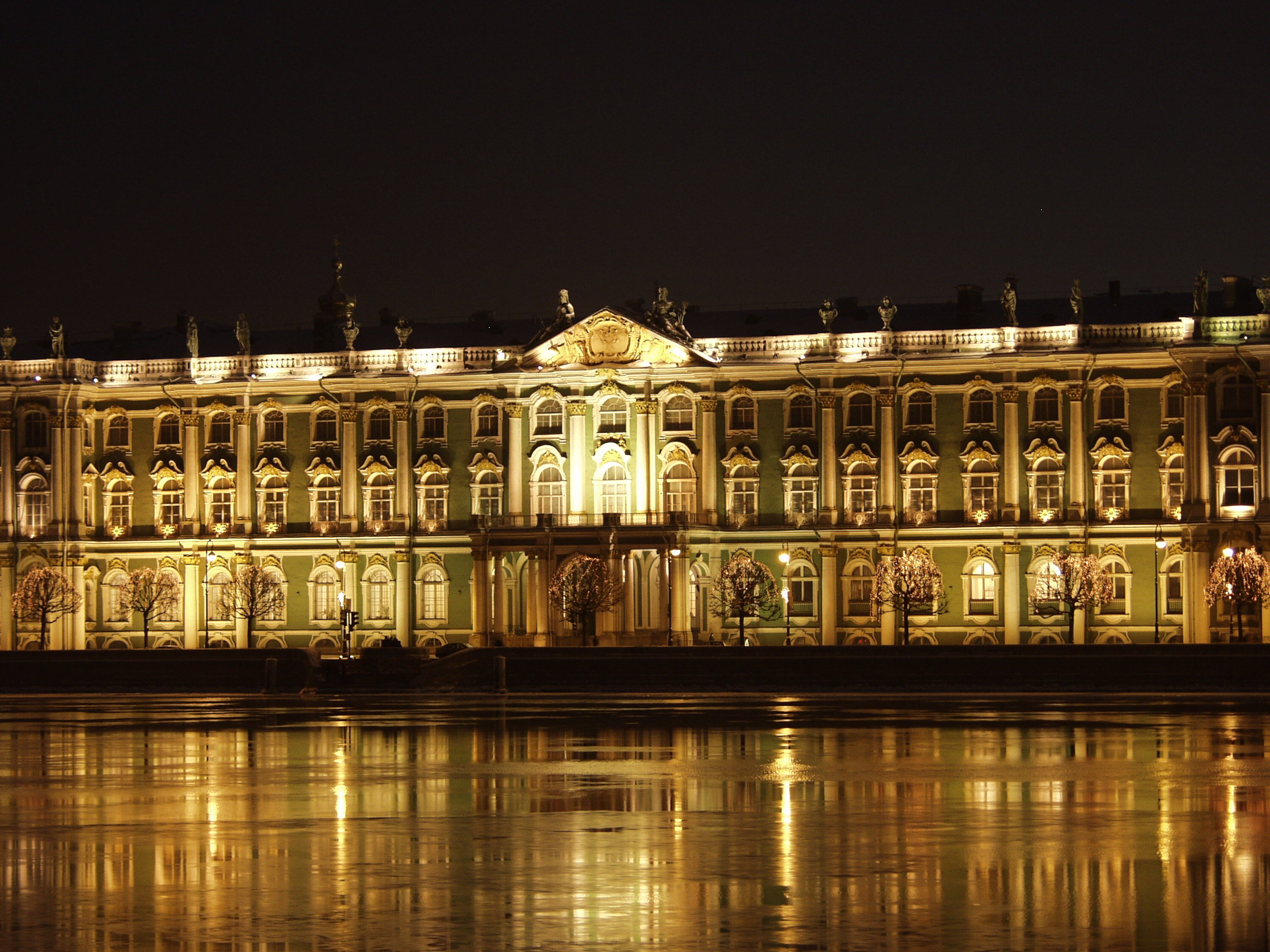
Le palais d'Hiver de nuit.

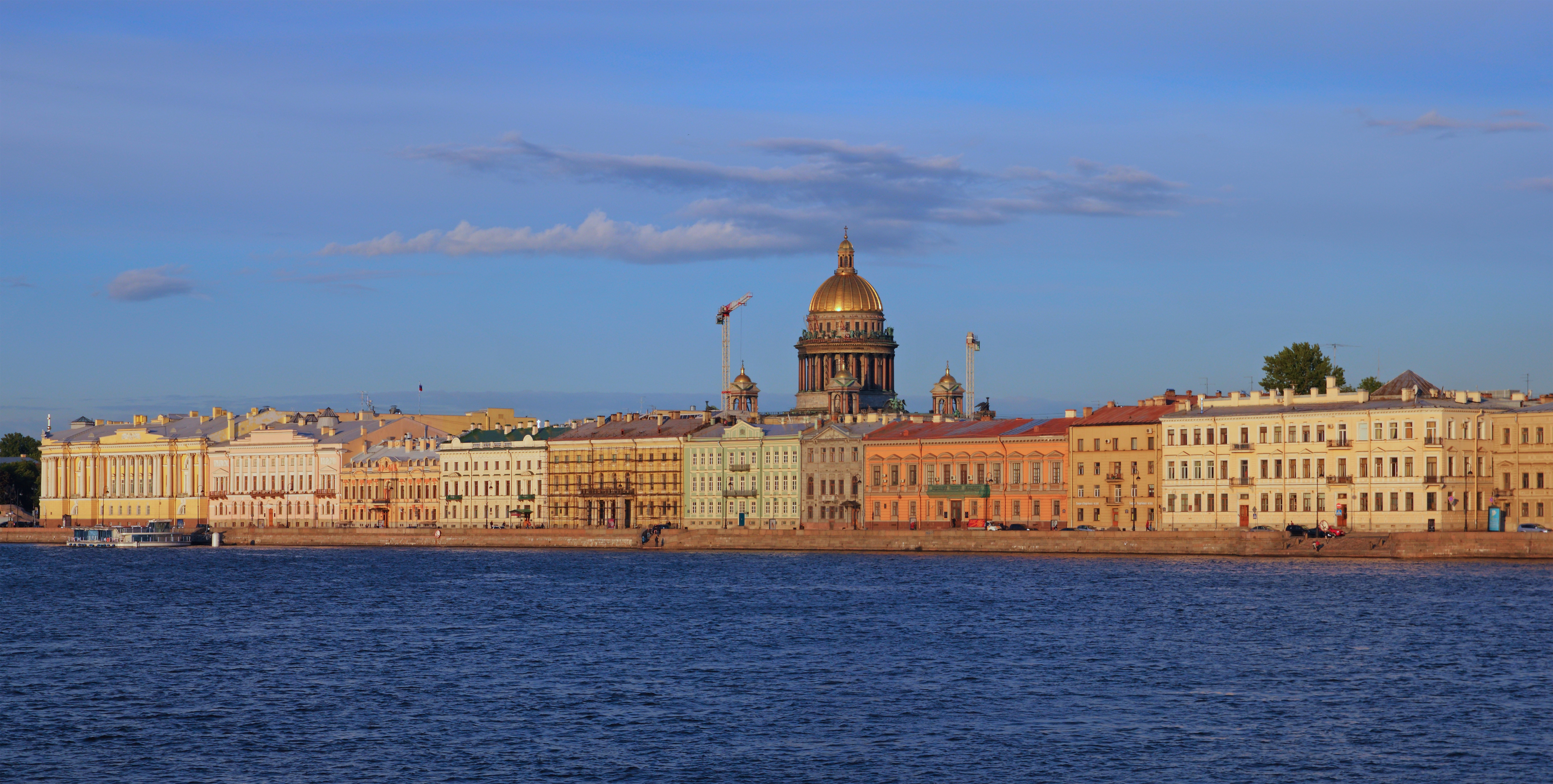
Le quai des Anglais.

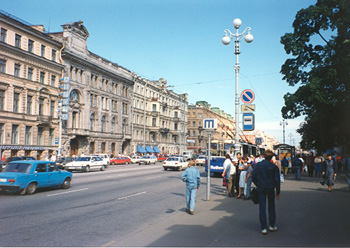
Saint-Pétersbourg de jour.

Saint-Pétersbourg est la quatrième ville la plus peuplée d'Europe, la ville la plus peuplée sur la mer Baltique, ainsi que la ville la plus septentrionale du monde avec plus d'un million d'habitants. Selon le recensement de Rosstat 2017, la population de Saint-Pétersbourg est de 5 281 579 habitants, soit environ 3,6% de la population totale de la Russie.
Depuis sa fondation, la ville connaît de grands contrastes sociaux. Depuis la perestroïka et la dissolution de l'Union soviétique, ceux-ci se sont encore renforcés. Les gens qui mendient ou vendent leurs dernières possessions, ne sont certes plus visibles dans le centre-ville depuis le jubilé de 2003, mais font partie du paysage quotidien des quartiers périphériques. Environ 15 % de la population continue à vivre dans les kommunalkas, ces appartements communautaires dans lesquels plusieurs familles doivent partager un appartement comportant une seule cuisine et une seule salle de bains et ne disposent que d'une seule pièce en propre. Lorsque des nouveaux quartiers furent construits à la périphérie de Saint-Pétersbourg dans les années 1950-1980, près d’un demi-million de familles purent emménager dans des appartements neufs et environ 100 000 appartements en ville furent achetés par des familles appartenant à la classe moyenne. Bien que l’activité économique et sociale soit concentrée dans le centre historique, la partie la plus riche de la ville, la majorité de la population vit dans les quartiers périphériques.
L'emménagement à Saint-Pétersbourg n'est autorisé que si on dispose d'un logement et d'un travail ou si on épouse un habitant[réf. nécessaire]. Les organisations internationales du travail estiment qu'il y avait 16 000 enfants des rues en 2000. La ville qui était autrefois connue pour son caractère multiculturel est aujourd'hui dominée, selon les statistiques officielles, par les Russes « ethniques » qui représenteraient 89,1 % de la population. On compte par ailleurs 2,1 % de Juifs, 1,9 % d'Ukrainiens, 1,9 % de Biélorusses et de petits groupes de Tatars, Caucasiens, Ouzbeks, Caréliens et Finnois.
En dépit de l'athéisme prôné par le régime soviétique, on estimait en 2004 que seulement 10 % de la population était athée. La majorité est de confession orthodoxe russe, en se répartissant entre les courants réformateur et conservateur. Les bâtiments religieux appartiennent en grande majorité à l'État. Pierre le Grand avait interdit à Saint-Pétersbourg les tours à bulbe aussi n'existe-t-il dans toute la ville qu'un seul monument d'avant-guerre doté de tours de ce type : il s'agit de l'église de la Résurrection édifiée sur le lieu de l'assassinat d'Alexandre II. Les très nombreux édifices religieux construits ces dernières années dans les quartiers périphériques comportent des tours à bulbes. En 1914, la communauté tatare de Crimée implantée sur la rive nord de la Neva fit construire la mosquée de Saint-Pétersbourg. À proximité du théâtre Mariinsky se trouve une synagogue construite en 2003 dans un style oriental. C'est la troisième synagogue d'Europe par sa taille.

### Évolution démographique

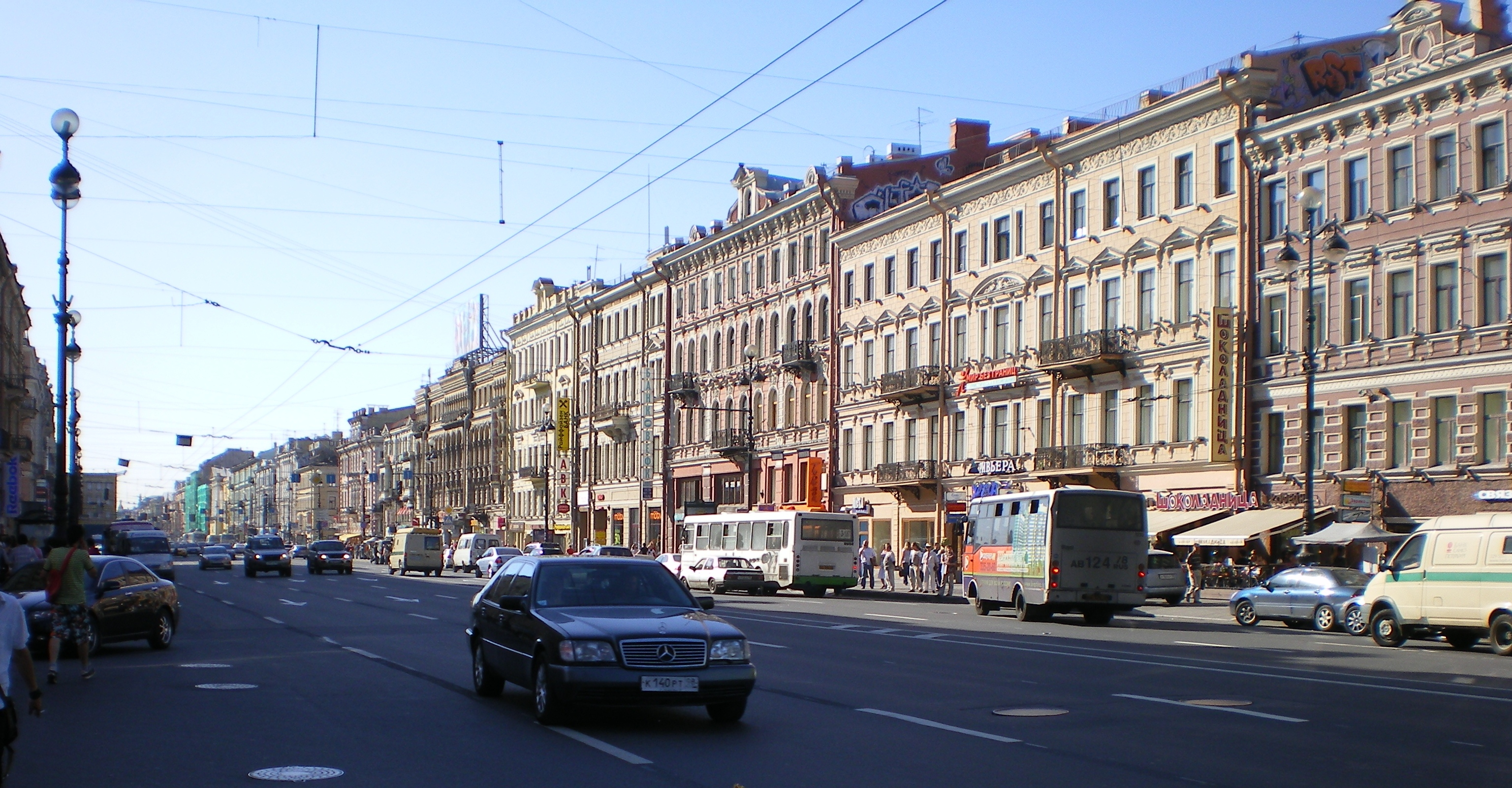
Perspective Nevski.

Graphique : historique de la population de Saint-Pétersbourg.

Au cours du XXe siècle, la population de Saint-Pétersbourg connaît des fluctuations dramatiques. Celle-ci passe de 2,4 millions en 1916 à moins de 740 000 en 1920 à la suite de la révolution d’Octobre de 1917 et de la guerre civile russe. Les ressortissants des principales minorités d’Allemands, Polonais, Finnois, Estoniens et Lituaniens sont pratiquement tous expulsés de Léningrad par le gouvernement soviétique dans les années 1930. Entre 1918 et les années 1990, le gouvernement soviétique nationalise les appartements et oblige les habitants à vivre dans des appartements communautaires. Dans les années 1930, ce type de logement est le lot de près de 68 % des habitants de la ville, la plus forte proportion de toutes les villes russes. De 1941 à 1943, la population chute de 3 millions à moins de 700 000 à la suite du décès de plus d’un million de ses habitants durant le siège de Léningrad, le solde étant imputable aux évacuations. Après la fin du siège, la population revient à son niveau antérieur, mais ceux qui emménagent viennent majoritairement d’autres régions de l’Union soviétique. La ville absorbe près de 3 millions de nouveaux habitants au cours des années 1950 et sa population monte jusqu’à 5 millions dans les années 1980. De 1991 à 2006, la population diminue pour arriver au nombre actuel de 4,6 millions et une proportion croissante de la population vit dans les quartiers périphériques.
Le taux de natalité de 13,6 pour mille en 2015 (contre 13,1 pour mille en 2014 et de 12,8 en 2013) est supérieur au taux de mortalité qui est de 11,9 pour mille (contre 11,7 pour mille en 2014 et de 12,0 en 2013) ; les personnes de plus de 65 ans constituent plus de 15 % de la population et l’âge moyen est de plus de 40 ans. Quant à l'espérance de vie, elle était de 69,83 ans pour les hommes en 2015 (contre de 78,83 ans pour les femmes), et de 74,42 ans pour l'ensemble de la population. Entre janvier et juin 2014, il y eut 31 816 naissances (contre seulement 30 874 l'année précédente) et 29 963 décès (contre 31 074 décès l'année précédente). Cette nette reprise démographique illustre le mini baby-boom que connaît la ville depuis la crise économique de 2008-2009.
Recensements (*) ou estimations de la population, :
| 1725   | 1750    | 1800    | 1846    | 1852    | 1858    | 1864    | 1867    | 1873    |
| ------ | ------- | ------- | ------- | ------- | ------- | ------- | ------- | ------- |
| 75 000 | 150 000 | 300 000 | 336 000 | 485 000 | 520 100 | 539 100 | 667 000 | 842 900 |

| 1881    | 1886    | 1891      | 1897*     | 1901      | 1908      | 1910      | 1915      | 1920    |
| ------- | ------- | --------- | --------- | --------- | --------- | --------- | --------- | ------- |
| 876 600 | 928 600 | 1 035 400 | 1 264 920 | 1 439 000 | 1 678 000 | 1 962 000 | 2 318 000 | 722 000 |

| 1926*     | 1936      | 1939*     | 1944      | 1959*     | 1970*     | 1979*     | 1989*     | 2002*     |
| --------- | --------- | --------- | --------- | --------- | --------- | --------- | --------- | --------- |
| 1 616 118 | 2 739 800 | 3 015 188 | 2 559 000 | 2 899 955 | 3 512 974 | 4 072 528 | 4 460 424 | 4 661 219 |

| 2006      | 2010*     | 2012      | 2013      | 2014      | 2015      | 2016      | - | - |
| --------- | --------- | --------- | --------- | --------- | --------- | --------- | - | - |
| 4 580 620 | 4 879 556 | 4 953 219 | 5 028 000 | 5 131 942 | 5 191 690 | 5 225 690 | - | - |

### Démographie
| Structure par âge | Structure par âge | Structure par âge | Structure par âge |
| Année             | 0-14 ans          | 15-64 ans         | + 65 ans          |
| ----------------- | ----------------- | ----------------- | ----------------- |
| 2010              | 12,0 %            | 74,0 %            | 14,0 %            |
| 2015              | 13,1 %            | 71,4 %            | 15,5 %            |
| 2016              | 13,7 %            | 70,4 %            | 15,9 %            |

| Âge médian en 2010 | Âge médian en 2010 | Âge médian en 2010 |
| Ensemble           | Hommes             | Femmes             |
| ------------------ | ------------------ | ------------------ |
| 40,4               | 36,6               | 44,4               |

| Année | Population | Naissances annuelles | Décès annuels | Solde naturel annuel | Taux de natalité (‰) | Taux de mortalité (‰) | Solde naturel (‰) | Indice de fécondité |
| ----- | ---------- | -------------------- | ------------- | -------------------- | -------------------- | --------------------- | ----------------- | ------------------- |
| 1970  | 3 949 501  | 51 359               | 37 279        | 14 080               | 12,7                 | 9,2                   | 3,5               |                     |
| 1975  | 4 418 000  | 60 509               | 44 577        | 15 932               | 13,8                 | 10,2                  | 3,6               |                     |
| 1980  | 4 635 200  | 63 887               | 53 839        | 10 048               | 13,7                 | 11,6                  | 2,1               |                     |
| 1985  | 4 844 200  | 70 669               | 59 518        | 11 151               | 14,5                 | 12,2                  | 2,3               |                     |
| 1990  | 5 002 444  | 54 322               | 61 534        | -7 212               | 10,9                 | 12,3                  | -1,4              | 1,40                |
| 1991  | 5 007 469  | 46 570               | 62 715        | -16 245              | 9,3                  | 12,6                  | -3,3              | 1,23                |
| 1992  | 4 986 405  | 37 796               | 67 181        | -29 385              | 7,6                  | 13,5                  | -5,9              | 1,03                |
| 1993  | 4 942 891  | 32 336               | 85 687        | -53 351              | 6,6                  | 17,4                  | -10,8             | 0,91                |
| 1994  | 4 881 563  | 34 563               | 83 647        | -49 084              | 7,1                  | 17,2                  | -10,1             | 1,00                |
| 1995  | 4 845 407  | 33 841               | 76 723        | -42 882              | 7,0                  | 15,9                  | -8,9              | 0,99                |
| 1996  | 4 820 213  | 31 551               | 68 022        | -37 471              | 6,6                  | 14,1                  | -7,5              | 0,93                |
| 1997  | 4 806 641  | 31 482               | 63 764        | -32 282              | 6,6                  | 13,3                  | -6,7              | 0,93                |
| 1998  | 4 783 982  | 31 235               | 65 031        | -33 796              | 6,5                  | 13,6                  | -7,1              | 0,92                |
| 1999  | 4 770 897  | 29 438               | 72 463        | -43 025              | 6,2                  | 15,2                  | -9,0              | 0,86                |
| 2000  | 4 741 923  | 31 970               | 76 396        | -44 426              | 6,8                  | 16,2                  | -9,4              | 0,93                |
| 2001  | 4 714 844  | 33 579               | 76 174        | -42 415              | 7,2                  | 16,2                  | -9,0              | 0,98                |
| 2002  | 4 661 219  | 37 213               | 76 568        | -39 355              | 8,0                  | 16,4                  | -8,4              | 1,06                |
| 2003  | 4 656 474  | 40 194               | 77 634        | -37 440              | 8,7                  | 16,7                  | -8,0              | 1,14                |
| 2004  | 4 624 083  | 40 859               | 74 567        | -33 708              | 8,9                  | 16,2                  | -7,3              | 1,14                |
| 2005  | 4 600 000  | 39 462               | 73 371        | -33 909              | 8,6                  | 16,0                  | -7,4              | 1,08                |
| 2006  | 4 580 620  | 40 093               | 70 046        | -29 953              | 8,7                  | 15,3                  | -6,6              | 1,08                |
| 2007  | 4 571 184  | 42 975               | 67 569        | -24 594              | 9,4                  | 14,8                  | -5,4              | 1,14                |
| 2008  | 4 568 047  | 47 455               | 66 709        | -19 254              | 10,4                 | 14,6                  | -4,2              | 1,23                |
| 2009  | 4 581 854  | 52 097               | 64 919        | -12 822              | 11,3                 | 14,1                  | -2,8              | 1,33                |
| 2010  | 4 879 566  | 55 613               | 65 472        | -9 859               | 11,5                 | 13,5                  | -2,0              | 1,38                |
| 2011  | 4 899 344  | 57 004               | 61 665        | -4 661               | 11,7                 | 12,7                  | -1,0              | 1,38                |
| 2012  | 4 953 219  | 62 343               | 61 910        | 433                  | 12,6                 | 12,5                  | 0,1               | 1,48                |
| 2013  | 5 028 000  | 64 374               | 60 491        | 3 883                | 12,8                 | 12,0                  | 0,8               | 1,48                |
| 2014  | 5 131 942  | 67 215               | 60 222        | 6 993                | 13,1                 | 11,7                  | 1,4               | 1,52                |
| 2015  | 5 191 690  | 70 725               | 62 013        | 8 712                | 13,6                 | 11,9                  | 1,7               | 1,59                |
| 2016  | 5 225 690  | 72 879               | 61 459        | 11 420               | 13,9                 | 11,7                  | 2,2               | 1,63                |
| 2017  |            | 66 558               | 60 591        | 5 967                | 12,6                 | 11,5                  | 1,1               | 1,50                |
| 2018  |            | 63 871               | 59 424        | 4 447                | 11,9                 | 11,1                  | 0,8               | 1,47                |
| 2019  |            | 58 990               | 59 192        | - 484                | 11.0                 | 11.0                  | 0.0               | 1,40                |

## La ville et ses monuments

### Lieux et monuments

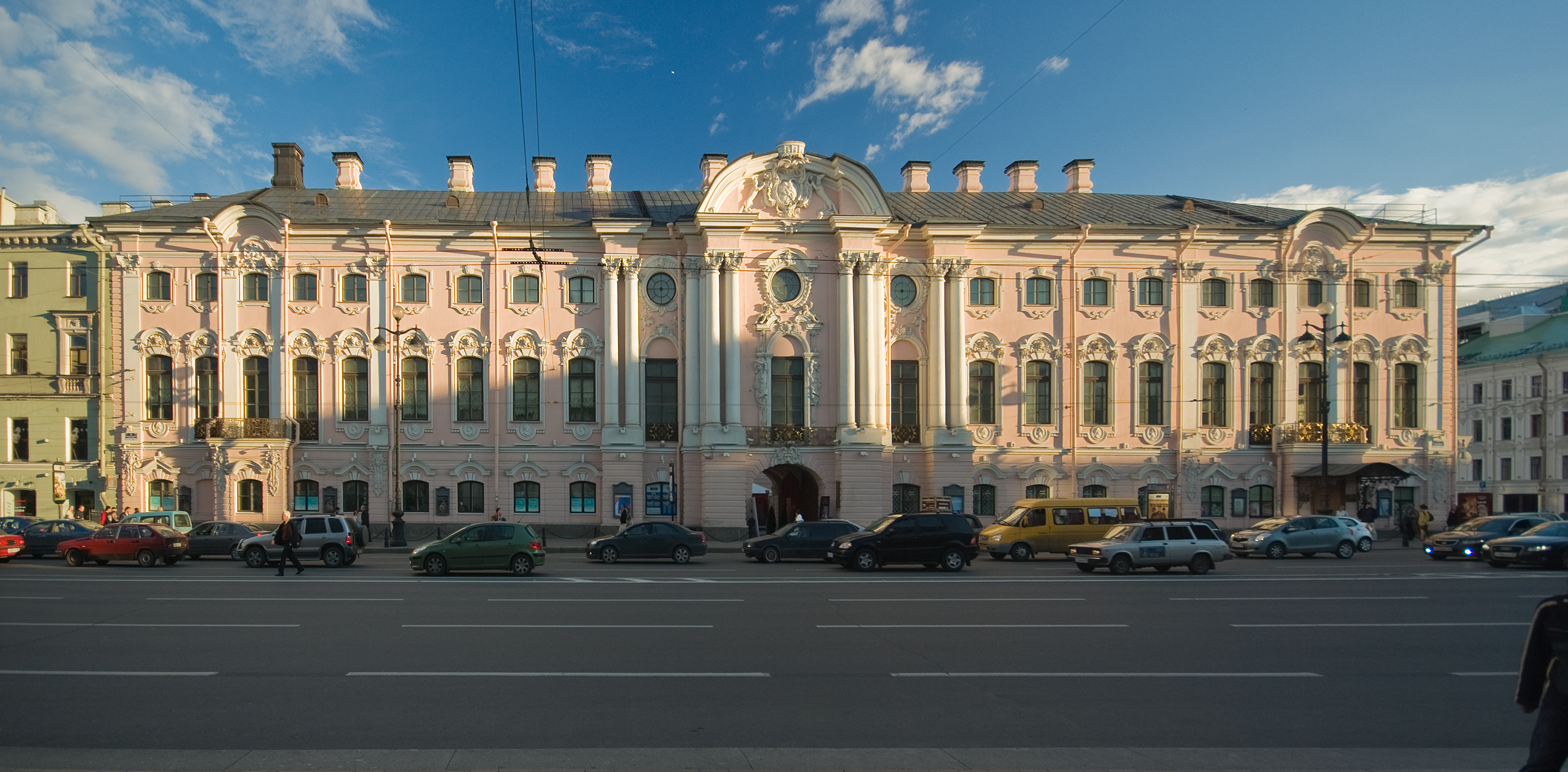
Exemple d’architecture de Saint-Pétersbourg : le palais Stroganoff.

Saint-Pétersbourg a été durant longtemps le siège du pouvoir impérial russe. Les empereurs y ont déployé le faste que leur permettait leur immense richesse dont on peut voir aujourd'hui de nombreux témoignages dans la ville. L'apparence majestueuse de Saint-Pétersbourg découle de la combinaison d'une grande variété de détails architecturaux : de longs boulevards rectilignes, des espaces majestueux, des parcs et des jardins, des grilles en métal forgé, des monuments et des sculptures décoratives. La Neva, les nombreux canaux et leurs quais habillés de granit, ainsi que les ponts contribuent à donner à la ville une apparence unique qui frappe le visiteur. Dans le cadre du tricentenaire de la fondation de Saint-Pétersbourg (2004), de nombreux bâtiments ont été restaurés. Saint-Pétersbourg est un centre culturel d’importance mondiale, souvent appelé la « capitale culturelle » de la Russie. La ville compte 8 464 sites du patrimoine culturel (monuments historiques et culturels), dont 4 213 sites du patrimoine culturel d'importance fédérale, soit près de 10 % de tous les monuments protégés par l'État de la fédération de Russie. La ville possède aujourd'hui 250 musées. 15 % des constructions de Saint-Pétersbourg — soit au total 2 400 immeubles — sont sous la protection de l'UNESCO en tant que témoignage de l'histoire de l'architecture mondiale. Dans ce domaine, Saint-Pétersbourg n'est dépassé que par Venise. Mais la ville a des difficultés à faire face au coût d'entretien des monuments historiques. À côté du nombre, il faut restaurer en profondeur de nombreux immeubles qui ont été fortement dégradés durant la période soviétique et combattre la dégradation des façades engendrée par la pollution industrielle et la circulation automobile intense du centre-ville.

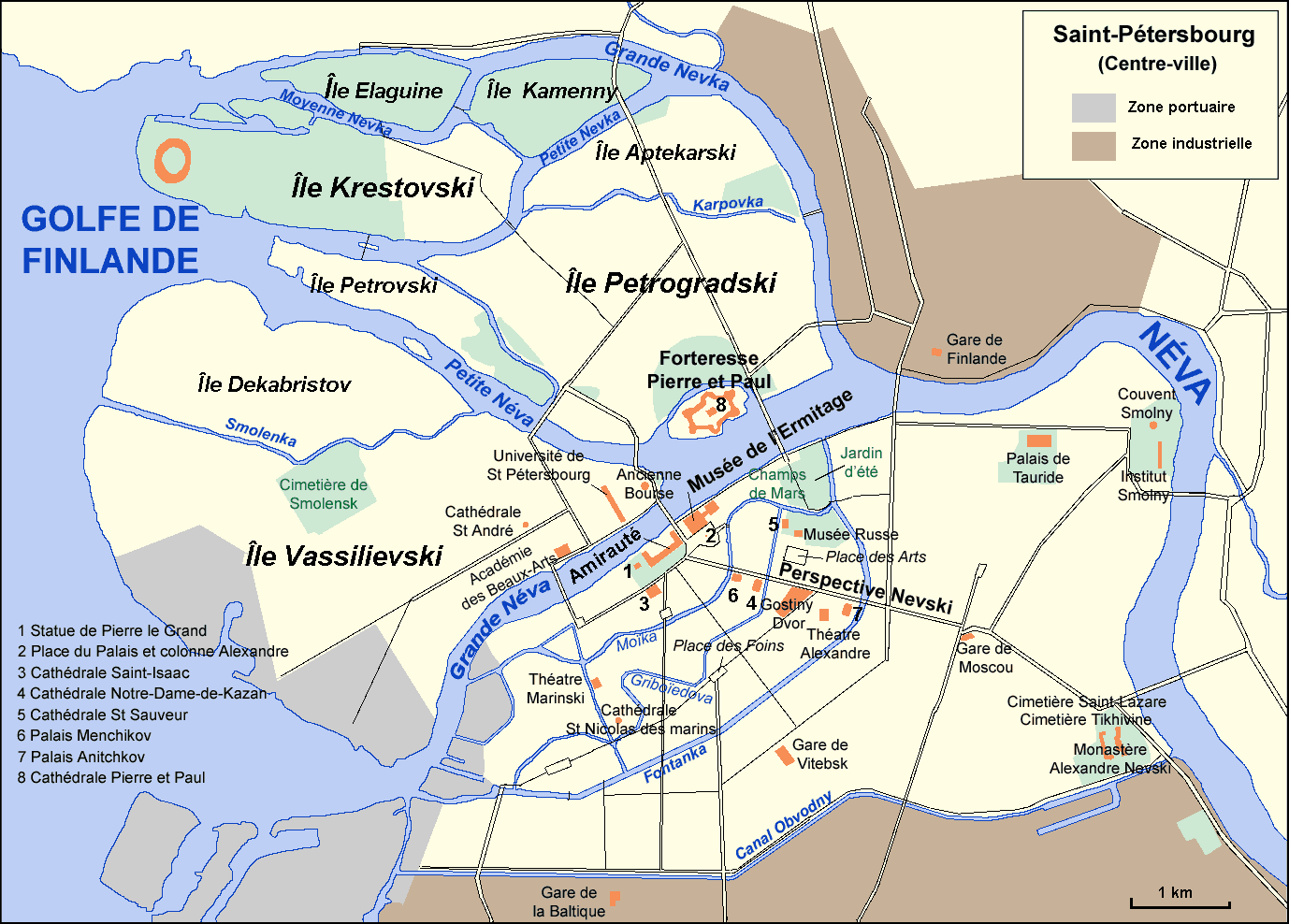
Carte du centre-ville et des principaux monuments.

### Les canaux et les ponts

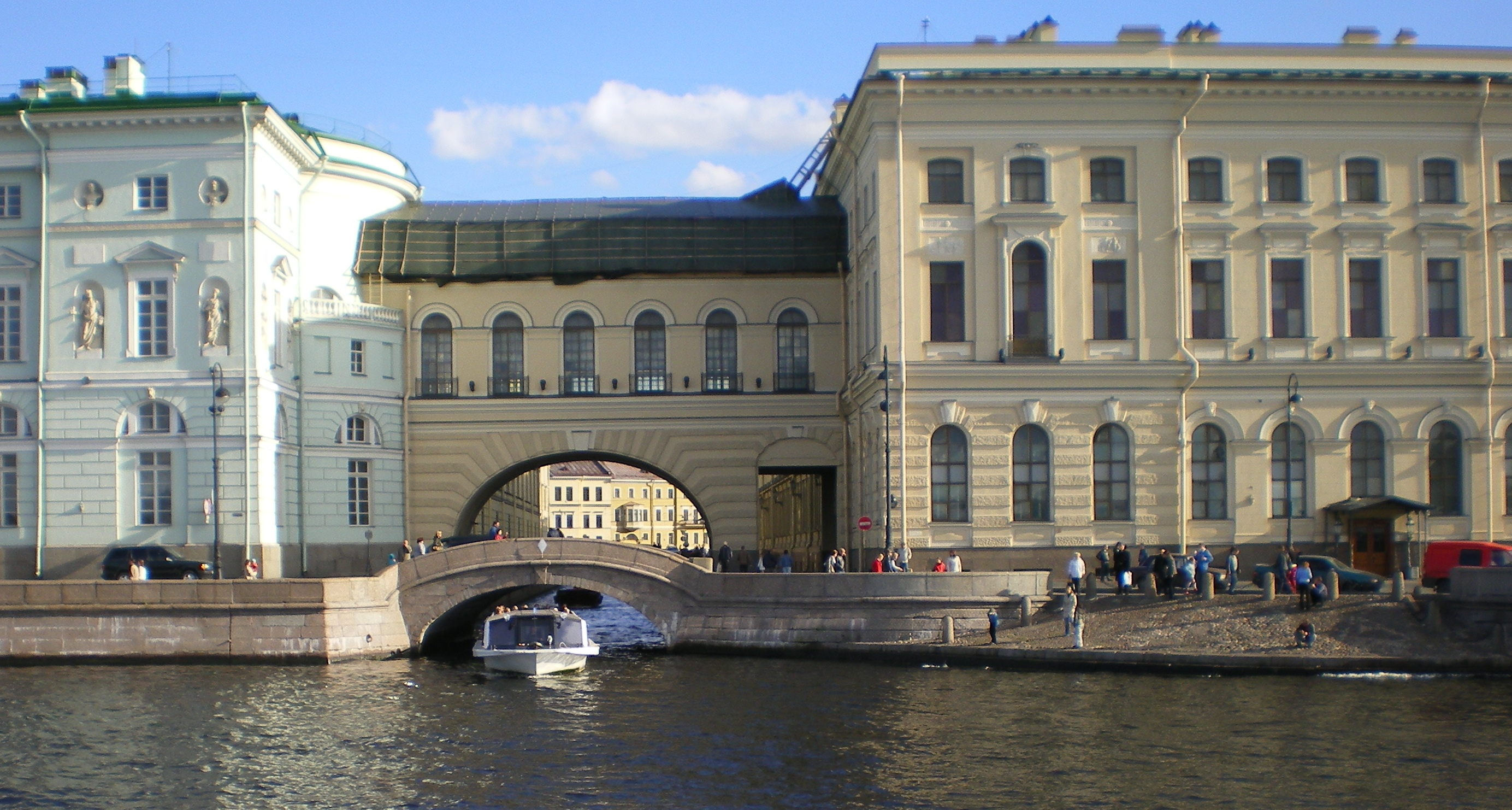
Le canal d'Hiver, qui se jette dans la Neva.

Canal Griboïedov.

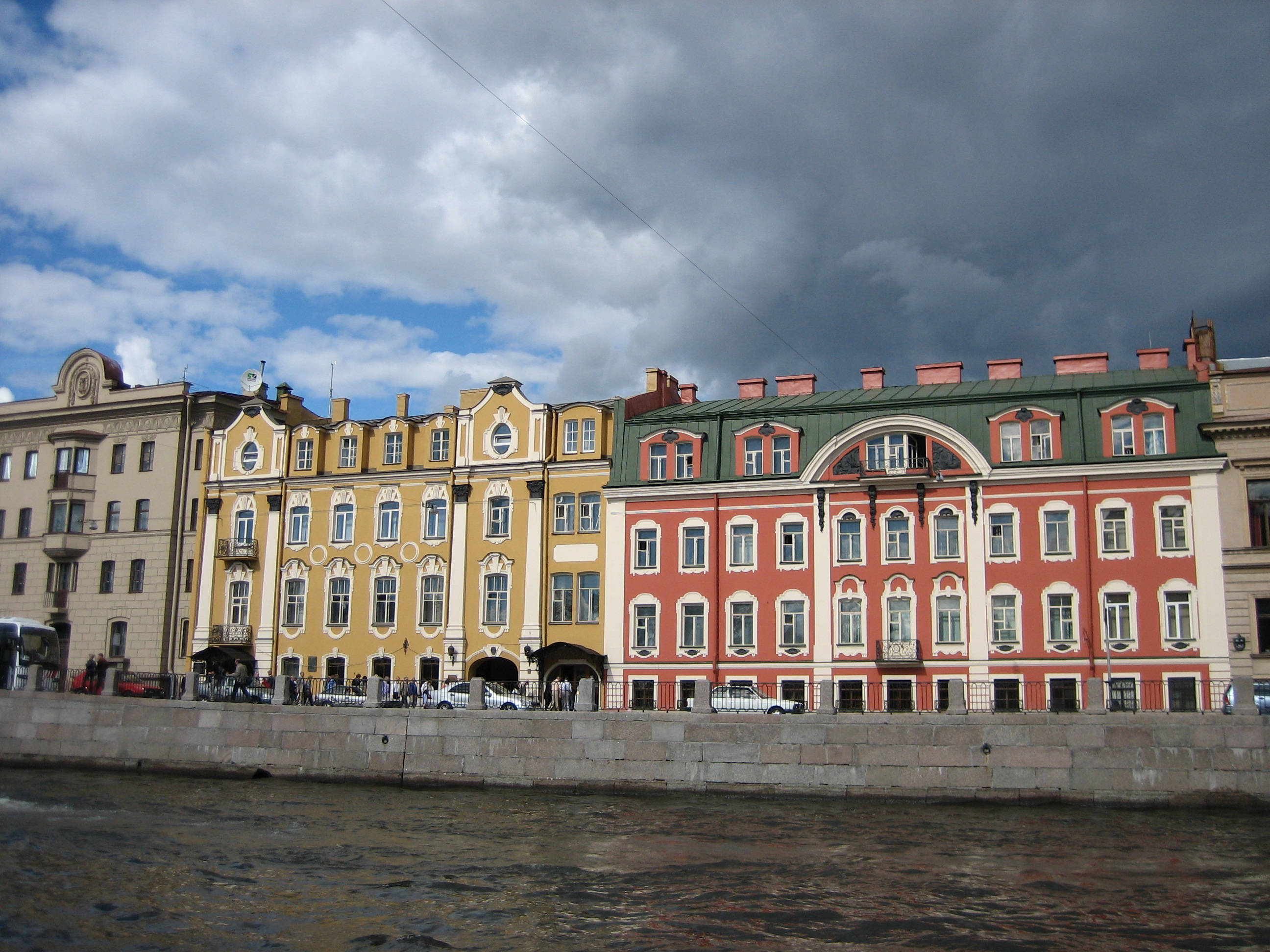
Maisons sur le canal Fontanka

Saint-Pétersbourg s'étendait à l'origine sur plus d'une centaine d'îles créées par les bras de la Neva, ses affluents et les canaux artificiels. Les principales sont l'île de Petrograd sur la rive droite, occupée par des quartiers ouvriers et à laquelle s'adossent la forteresse Pierre-et-Paul et l'île Vassilievski, l'île la plus grande qui fait face au golfe et où se trouvent les principaux locaux de l'université de Saint-Pétersbourg. Au nord de ces deux îles, l'île de la Croix hébergeait le stade Kirov qui est maintenant en train d'être remplacé par un nouveau stade tandis que l'île Elaguine est un grand parc de loisirs. Les canaux qui formaient un damier dans l'île Vassilievski à l'imitation d'Amsterdam ont été comblés. Les canaux les plus connus sont situés sur la rive gauche. Il s'agit de trois canaux concentriques : la Fontanka le plus large situé à l'extérieur, les canaux Moïka et Griboïedov plus sinueux. Quelque 342 ponts de style architectural varié permettent la circulation (pont égyptien, pont de la Banque et ses griffons, pont aux Lions, pont du Palais…). Chaque nuit, lorsque la Neva est navigable (d'avril à novembre), les tabliers de vingt-deux ponts situés sur la Neva et les principaux canaux sont levés pour laisser passer les navires qui entrent et sortent de la mer Baltique.

### Principaux bâtiments

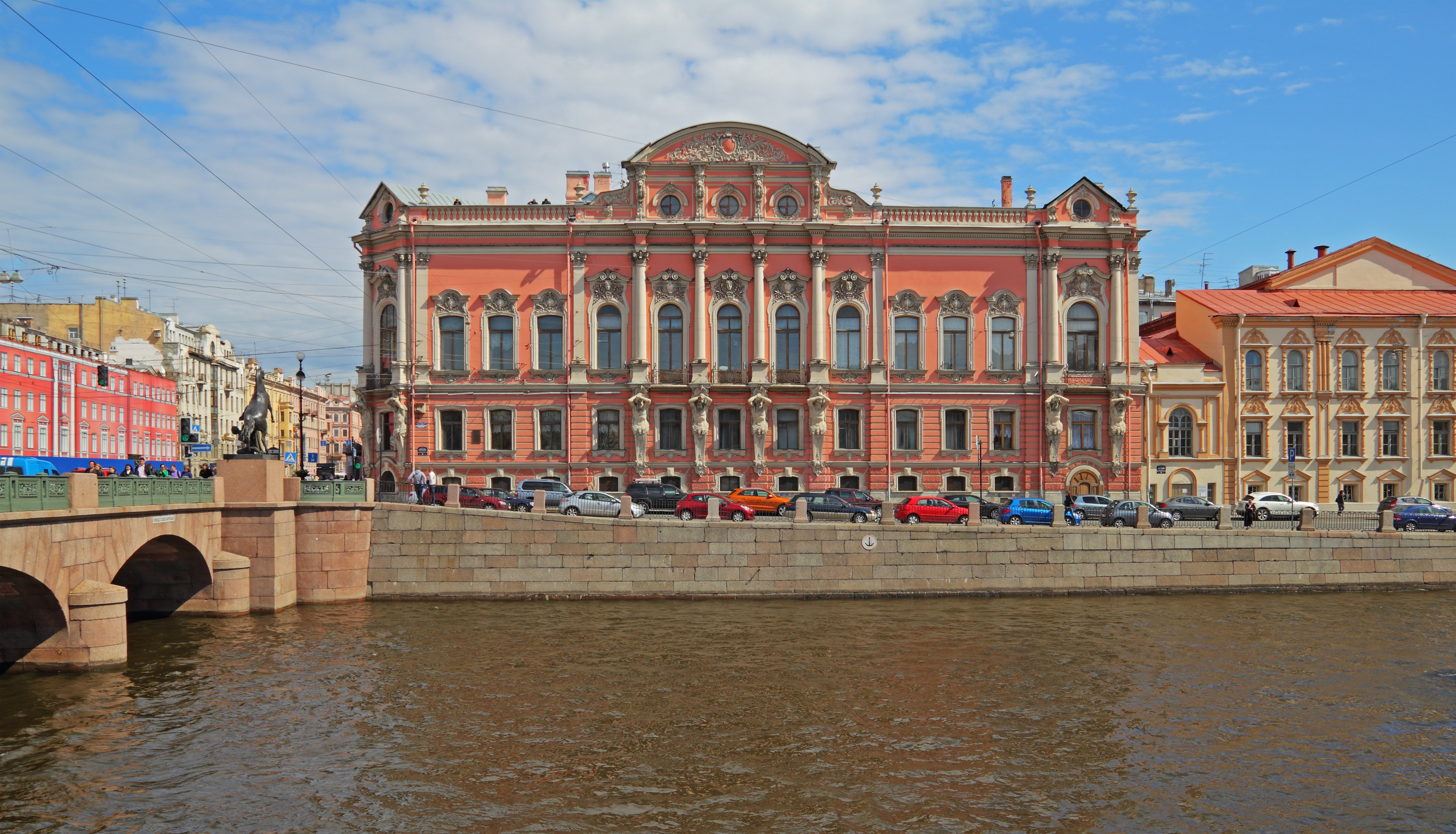
Palais Belosselski-Belozerski.
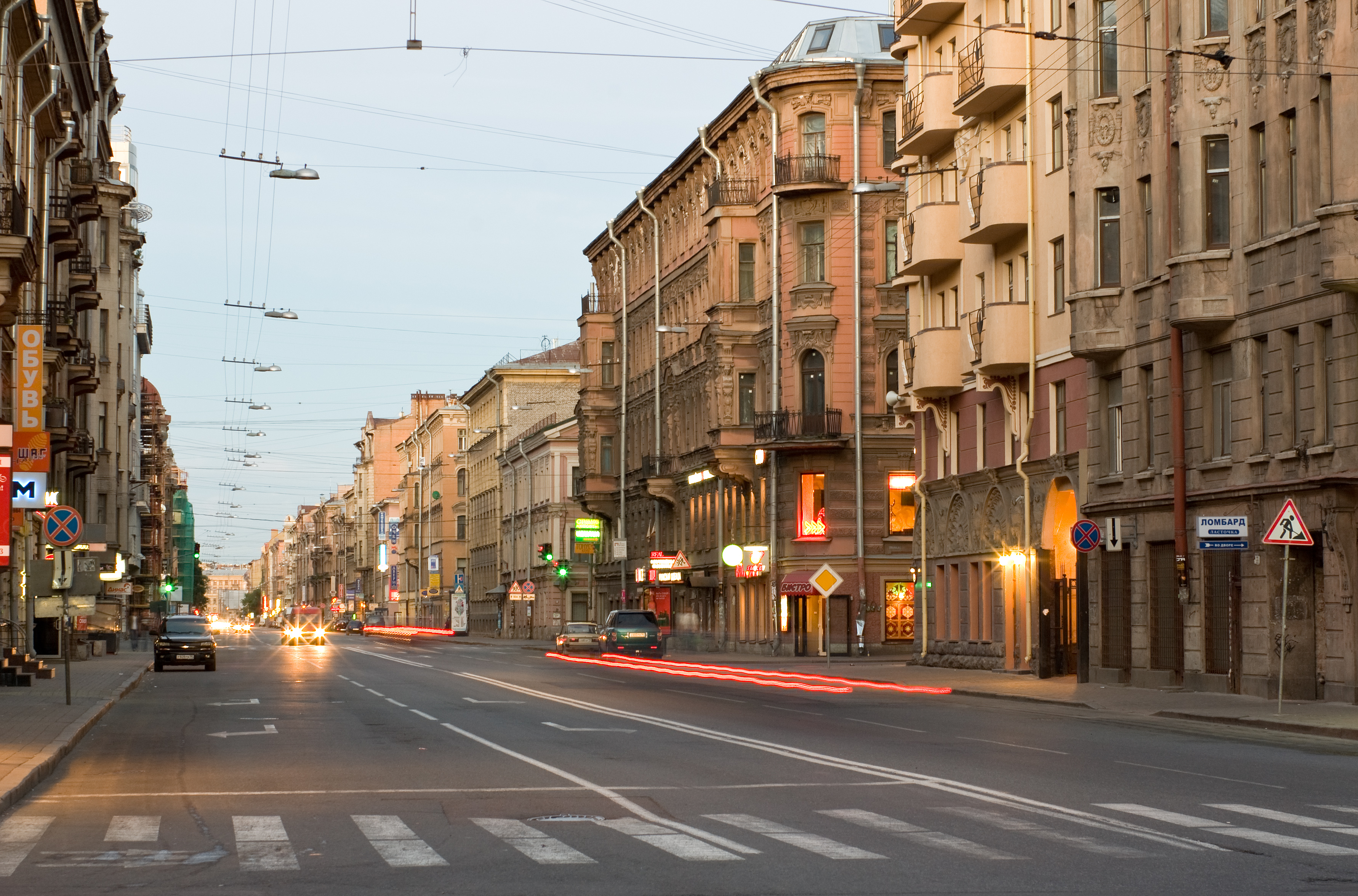
La rue Vosstaniya.
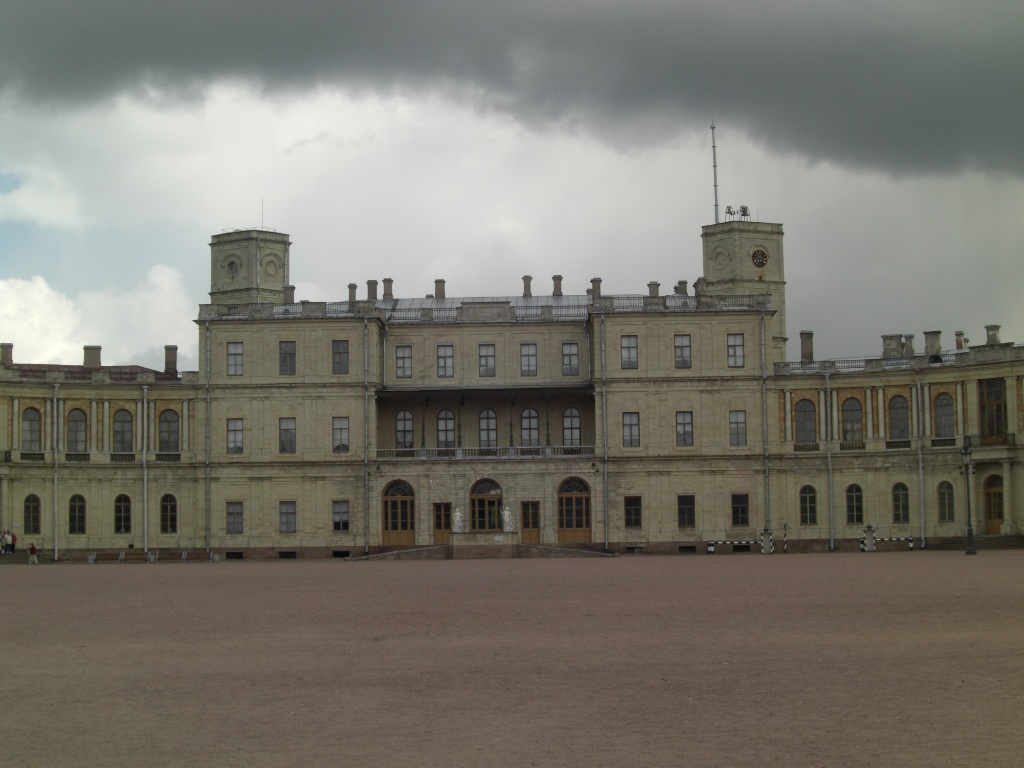
Gatchina.

- La forteresse Pierre-et-Paul occupe une position dominante sur la rive droite de la Neva en face du palais d'Hiver au centre de la ville. Sur l'autre rive de la Neva, la pointe (strelka) de l'île Vassilievsky est occupée par le bâtiment de l'ancienne bourse (1805-1810) de style « renouveau grec » qui héberge aujourd'hui le musée de la marine russe. Un square occupe l'extrémité de l'île dans lequel se trouvent deux grandes colonnes rostrales colorées décorées avec des proues de navires de guerre et des statues. Ce lieu est souvent utilisé pour des événements culturels, dont le Festival des nuits blanches.
- Le monastère côtier Saint-Serge.
- L'Amirauté ;
- Le Passage, une arcade commerciale ;
- Le théâtre Mariinsky (anciennement appelé le Kirov) ;
- La gare de Finlande où Lénine arriva d'immigration le 3 avril 1917 pour diriger la révolution d'Octobre ;
- La prison Kresty : l'immeuble Kresty (en forme de croix) est la plus grande prison d'Europe. L'administration veut le vendre pour une transformation en appartements (comme Boutyrskaïa à Moscou) ;
- La perspective Nevski longue de 4,5 km est la principale avenue de Saint-Pétersbourg : elle court du palais d'Hiver au monastère Saint-Alexandre-Nevski. C'est l'artère commerçante la plus animée de la ville et le centre de la vie culturelle et nocturne. On y trouve des galeries marchandes, des grands magasins (Gostiny Dvor) aux styles architecturaux variés (l'ancien magasin Élisseïev, l'ancien immeuble Singer ou Maison du livre, tous deux de style Art nouveau) ainsi que plusieurs églises et palais (dont le palais Stroganov de Rastrelli de style baroque).
- Le Cavalier de bronze, statue équestre monumentale de Pierre Ier commandée par Catherine II de Russie au sculpteur français Falconet, constitue un des symboles de la ville qui a inspiré un poème célèbre de Pouchkine.

### Résidences impériales près de Saint-Pétersbourg
- Peterhof ;
- Tsarskoïe Selo (actuellement ville de Pouchkine), où se trouve le palais de Catherine, est une des villes rattachées récemment à Saint-Pétersbourg ;
- Palais Constantin ;
- Pavlovsk ;
- Oranienbaum ;
- Gatchina.

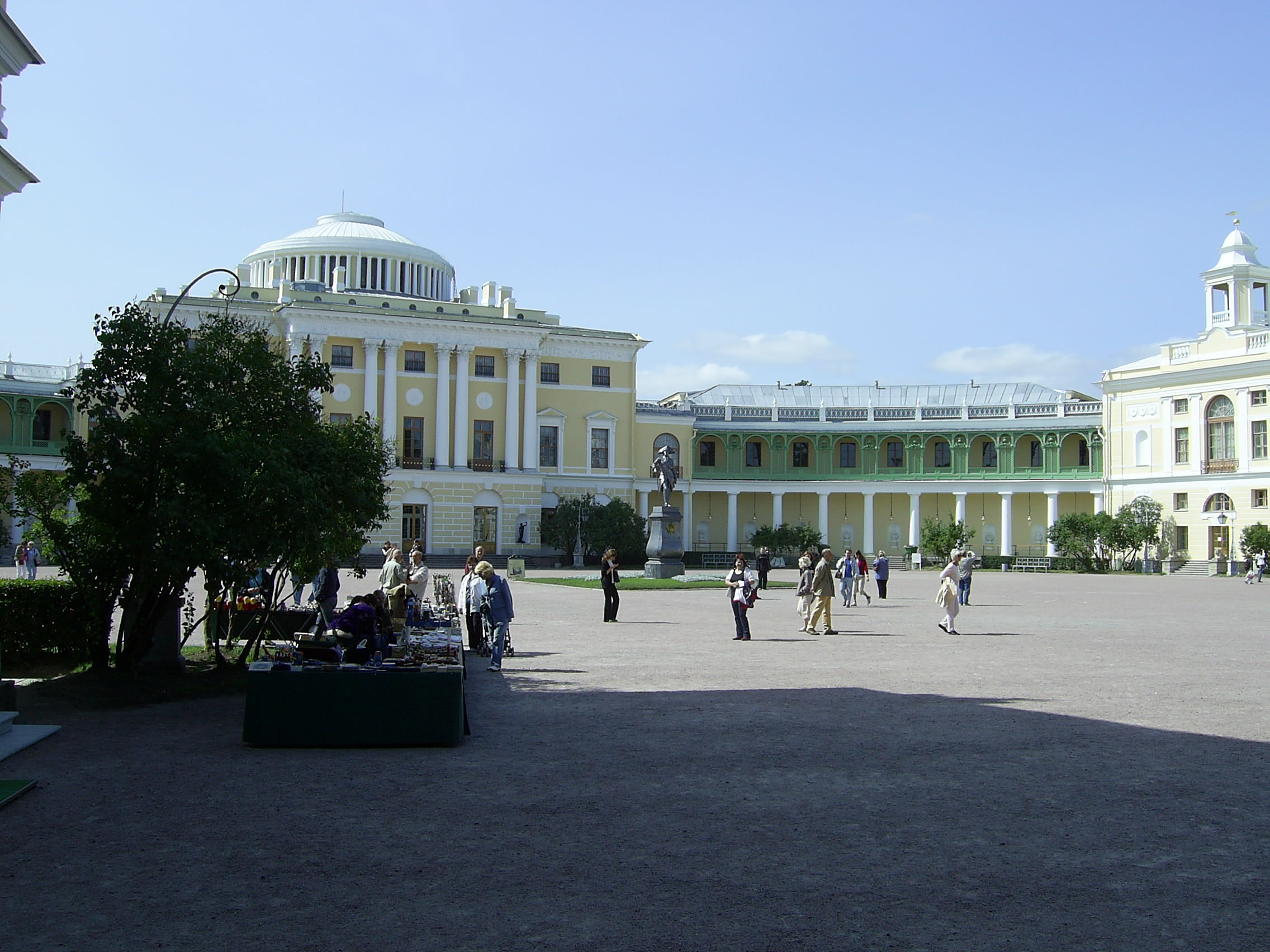
Palais de Pavlovsk.
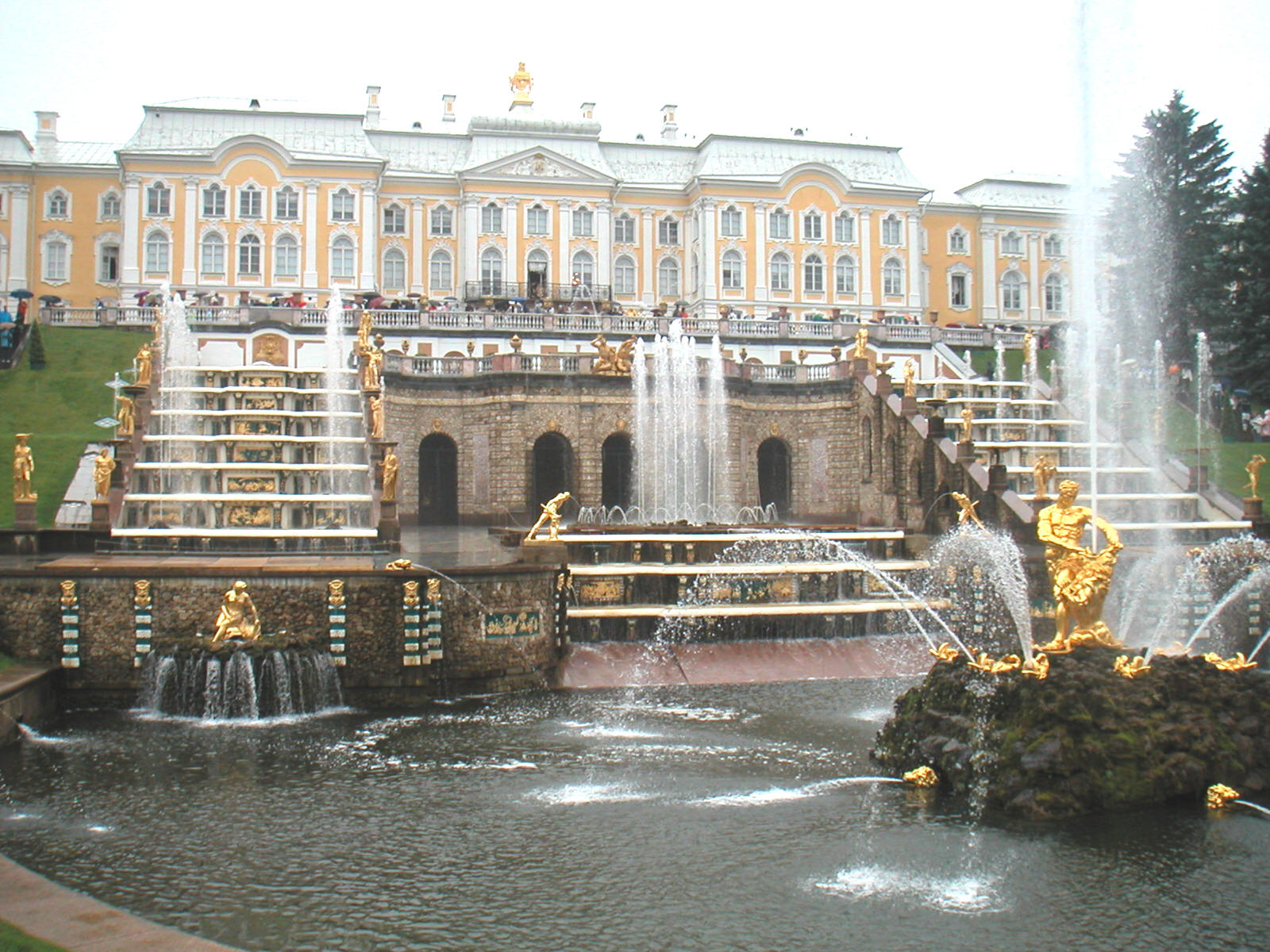
Peterhof.
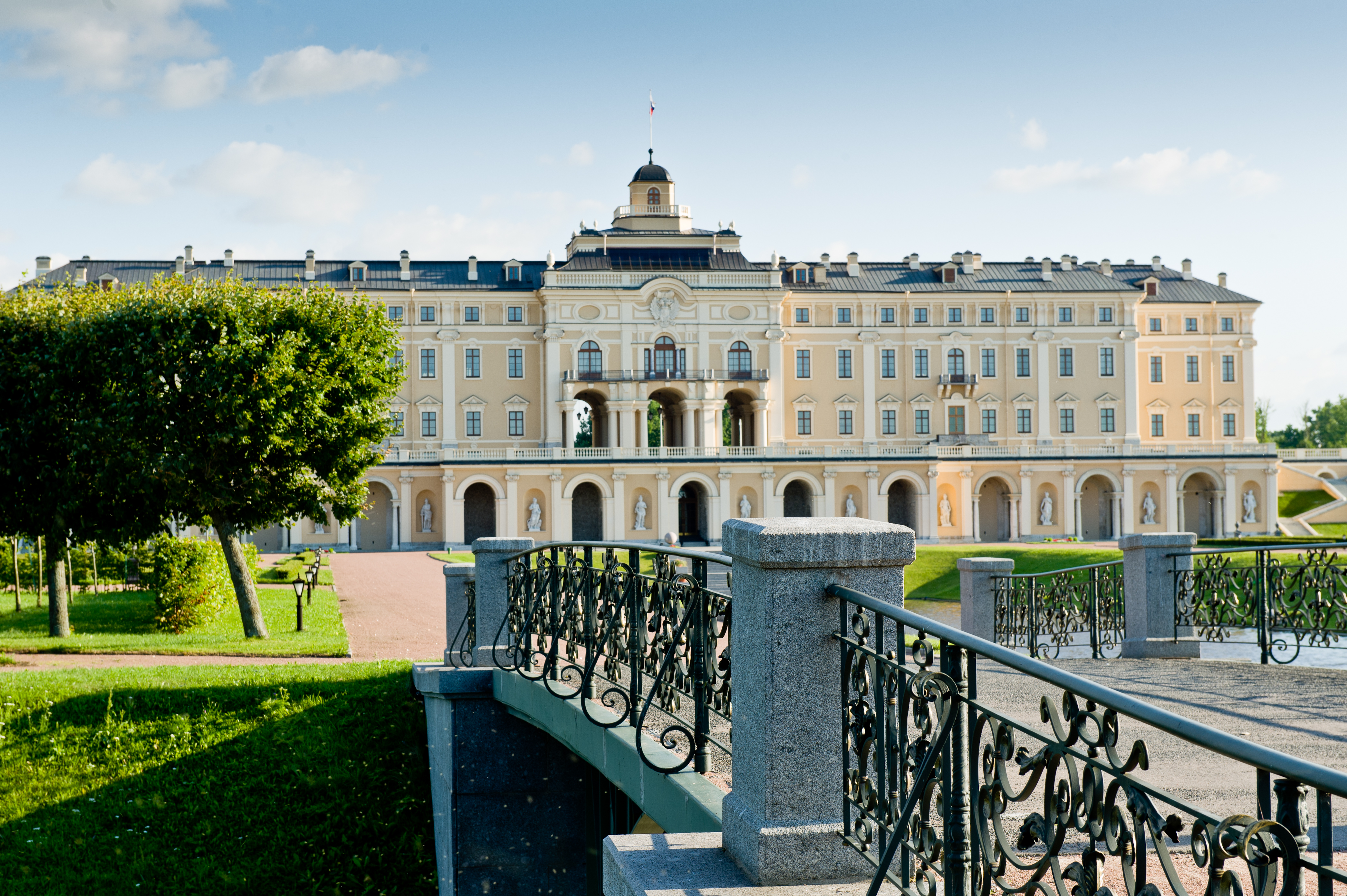
Palais Constantin.
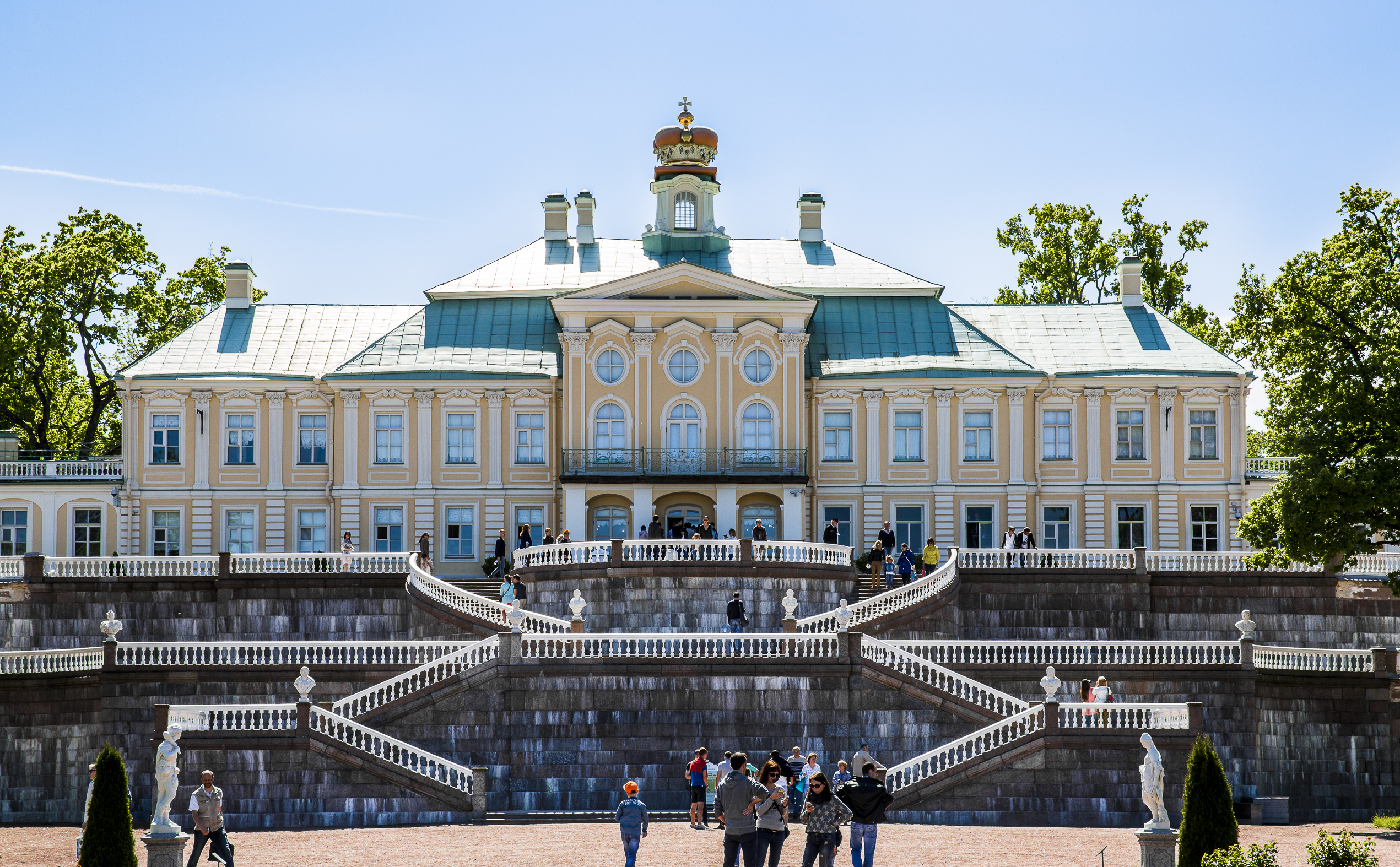
Oranienbaum.

### Édifices religieux

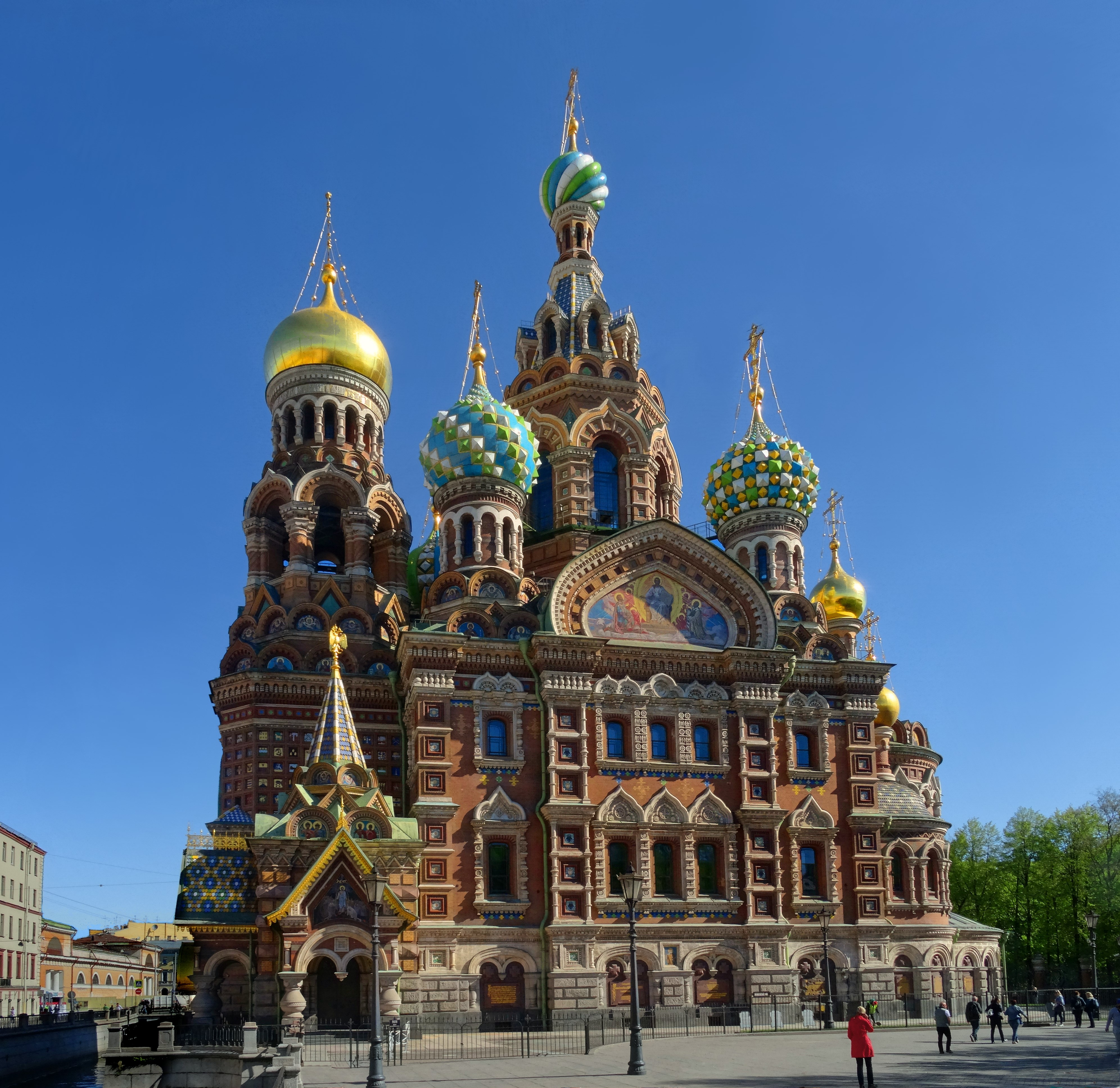
Cathédrale Saint-Sauveur.

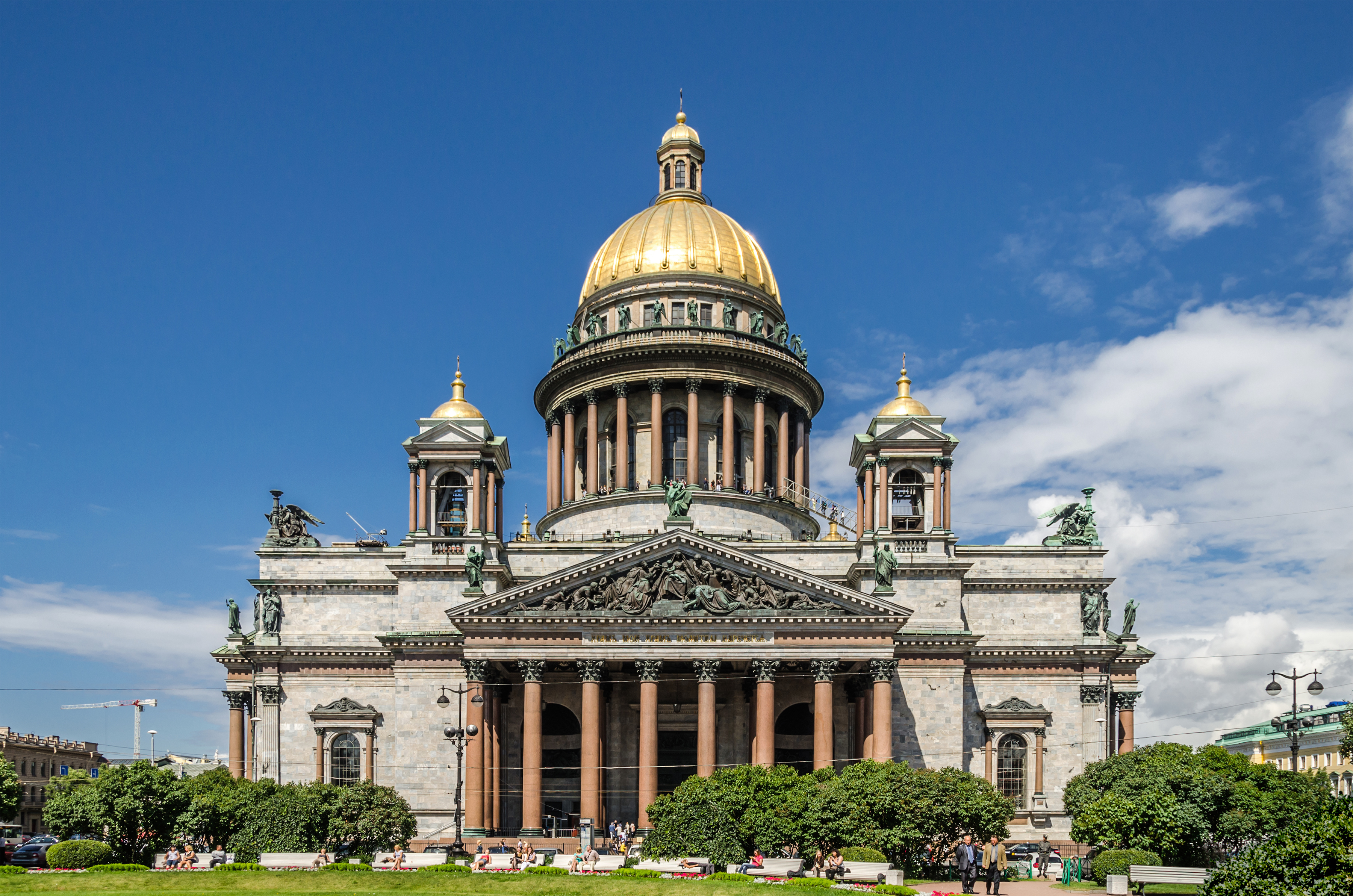
La cathédrale Saint-Isaac.

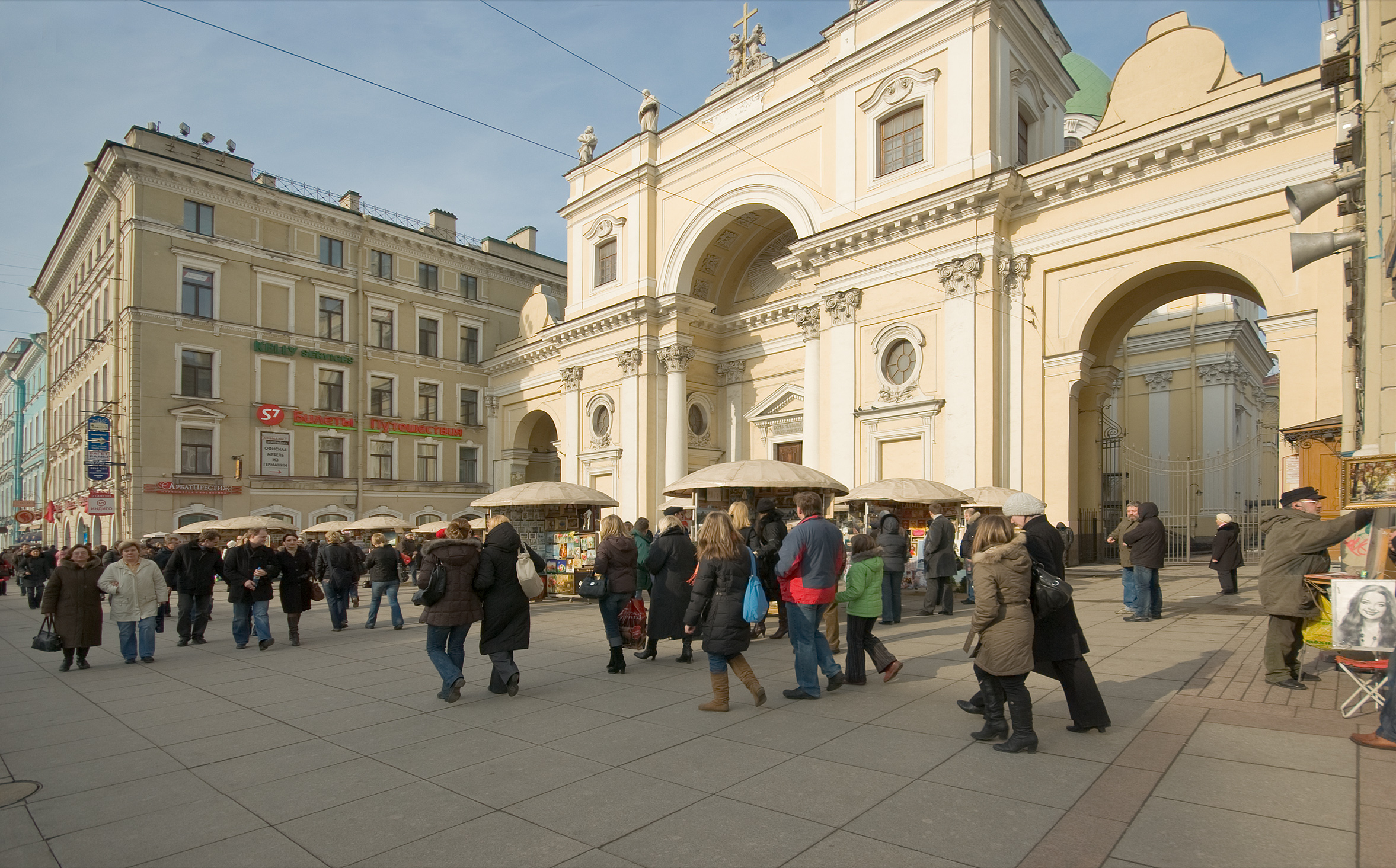
Église catholique Sainte-Catherine, sur la perspective Nevski.

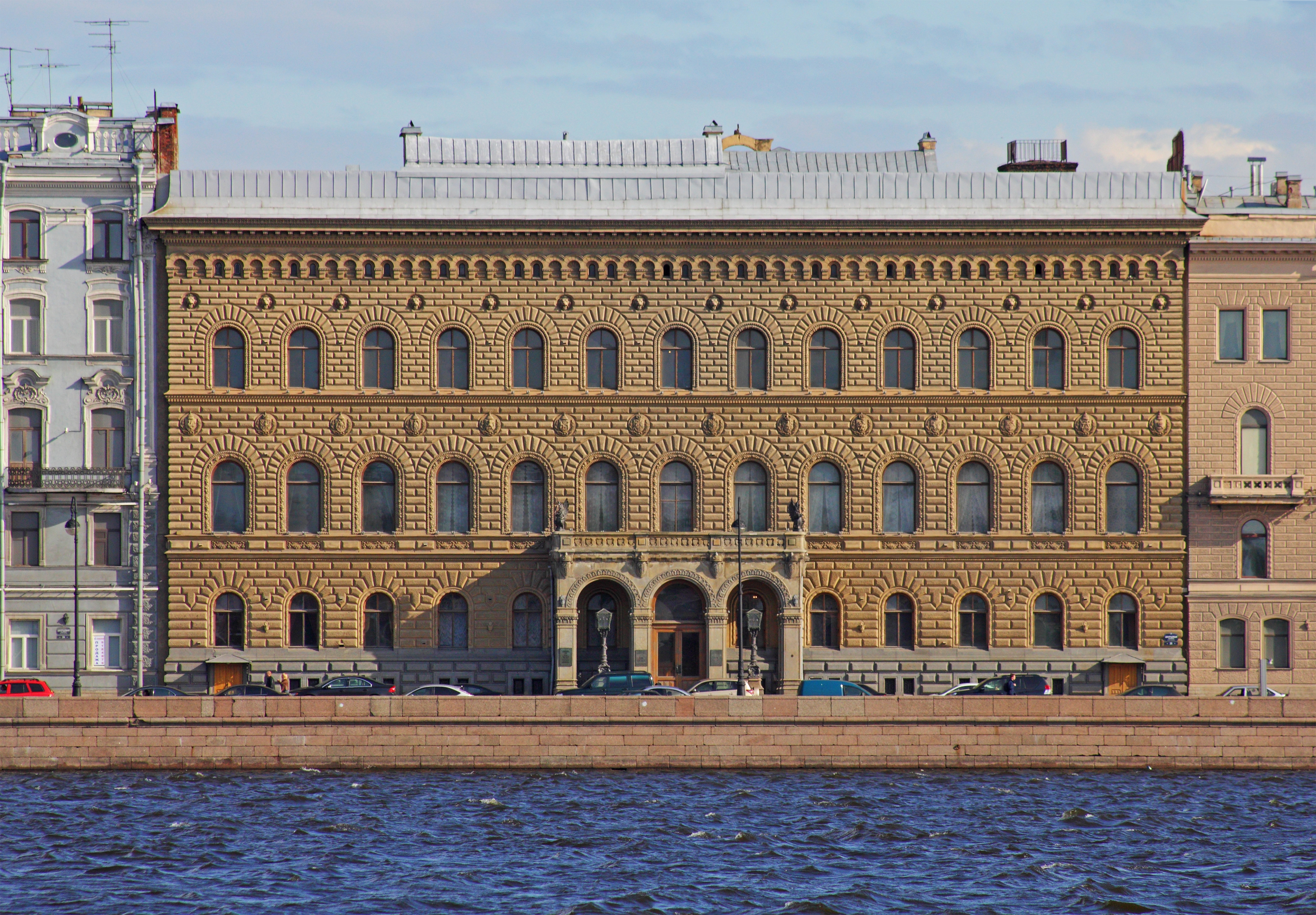
Palais Vladimir.

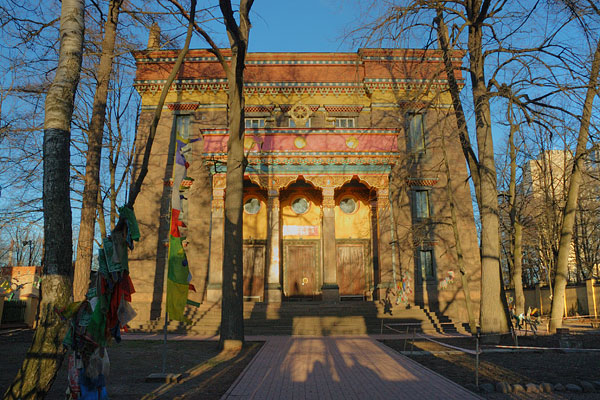
Le temple bouddhiste de Saint-Pétersbourg.

La ville compte de nombreux édifices religieux qui dans le centre historique sont de style baroque ou néo-classique (hormis la cathédrale Saint-Sauveur) et sont dépourvus de bulbes si caractéristiques des édifices traditionnels russes.
- La cathédrale Pierre-et-Paul (1712-1732) située dans la forteresse éponyme noyau initial de la ville, est la première cathédrale en pierre de Saint-Pétersbourg. Sa flèche, qui culmine à 132 mètres et au sommet de laquelle se tient un ange tenant une croix, est un des symboles de la ville. La plupart des tsars russes qui ont succédé à Pierre le Grand y sont enterrés ;
- La cathédrale Saint-Isaac, œuvre de l'architecte français Auguste Ricard de Montferrand avec la collaboration de Vassili Stassov, domine la ville. Elle fut consacrée en 1858. C'est un très vaste édifice de style néo-classique somptueusement décoré à l'intérieur. Haute de 101,5 mètres, elle est visible à des dizaines de kilomètres dans le delta plat du fleuve Neva ;
- La cathédrale Saint-Samson, consacrée en 1740, une des plus anciennes cathédrales de la ville, située dans le district de Vyborg ;
- La cathédrale Notre-Dame-de-Kazan (1801-1811) de André Voronikhine, inspirée de la basilique Saint-Pierre, est située sur la perspective Nevski et est dédiée à la victoire sur les armées de Napoléon ;
- La cathédrale Saint-Sauveur-sur-le-Sang-Versé (1883-1907) est le seul édifice construit selon le style architectural traditionnel russe. Elle a été édifiée sur le lieu de l'assassinat d'Alexandre II. Elle est entièrement recouverte de mosaïques à l'intérieur ;
- L'église Saint-Nicolas-des-Marins (1753-1762) est un bel exemple de l'art baroque importé d'Europe par le tsar Pierre Ier. Elle renferme dix icônes d'or offertes par Catherine II pour commémorer les dix plus belles victoires navales russes ;
- Le couvent Smolny coloré de bleu et de blanc est un chef-d'œuvre baroque de l'architecte italien Bartolomeo Rastrelli qui resta inachevé. Saint-Pétersbourg compte d'autres édifices baroques remarquables comme l'église Syméon et Anne (1731-1740), l'église Saint-Samson (1728-1740) et la cathédrale Saint-André (1764-1780) ;
- Le couvent Ioannovsky, plus grand monastère de la ville et seul monastère stavropégique de la région, construit en 1900 sur les rives de la rivière Karpovka ;
- On trouve de nombreuses églises néo-classiques, qui souvent dominent de vastes places telles que la cathédrale Saint-Vladimir (1769-1789), l'église Notre-Dame de Vladimir (1761-1783), la cathédrale de la Transfiguration (1827-1829) et la cathédrale de la Trinité (1828-1835, endommagée par le feu en 2006) ces deux dernières de l'architecte Vladimir Stassov ;
- Le monastère Alexandre-Nevski a été construit pour abriter les restes du héros russe Alexandre Nevski. Il comprend deux cathédrales et cinq églises de plus petite taille de styles variés. C'est aujourd'hui un des trois principaux centres de formation religieux de Russie et c'est là que réside le métropolite de Saint-Pétersbourg. On trouve non loin le cimetière Tikhvine qui abrite les tombes des artistes les plus célèbres de la ville (César Cui, Dostoïevski, Mikhaïl Glinka, Moussorgski, Rimski-Korsakov, Tchaïkovski) ;
- La cathédrale de la Trinité de la laure Saint-Alexandre-Nevski se trouve au centre de la laure et est une de ses deux cathédrales ;
- Il existe en plus de l'église Sainte-Catherine de style baroque, sur la perspective Nevski, une autre église catholique, construite pour les Français au début du XXe siècle, l'église Notre-Dame-de-Lourdes ;
- La Grande église du Palais d'Hiver est intégrée dans l'architecture du Palais d'Hiver de même que l'église de la Présentation de Jésus au Temple. Ce sont des chapelles palatines destinées à l'entourage de l'empereur et à sa famille ;
- Le temple bouddhiste de Saint-Pétersbourg est un édifice construit dans les années 1910 dans le style des monastères bouddhiques tibétains ;
- On remarque aussi plusieurs églises sur la perspective Nevski, comme l'église arménienne Sainte-Catherine (en style néo-classique), ou l'église luthérienne allemande (en style néo-roman) ;
- L'église du Sacré-Cœur de Saint-Pétersbourg (1907-1917), une église catholique ;
- L'église de la Visitation (1856-1879), une église catholique, architecte Nicolas Benois ;
- L'église de l'Intercession, construite en 1889 dans le style néo-russe ;
- L'église Syméon et Anne ;
- L'église de la Nativité du Christ, datant originellement du XVIIIe siècle, démolie en 1934, et réédifiée en 2017-2020 sur un socle historique ;
- La grande synagogue chorale est la seconde plus grande synagogue d'Europe. Elle est restaurée grâce aux dons d'Edmond Safra.

### Les parcs et les palais

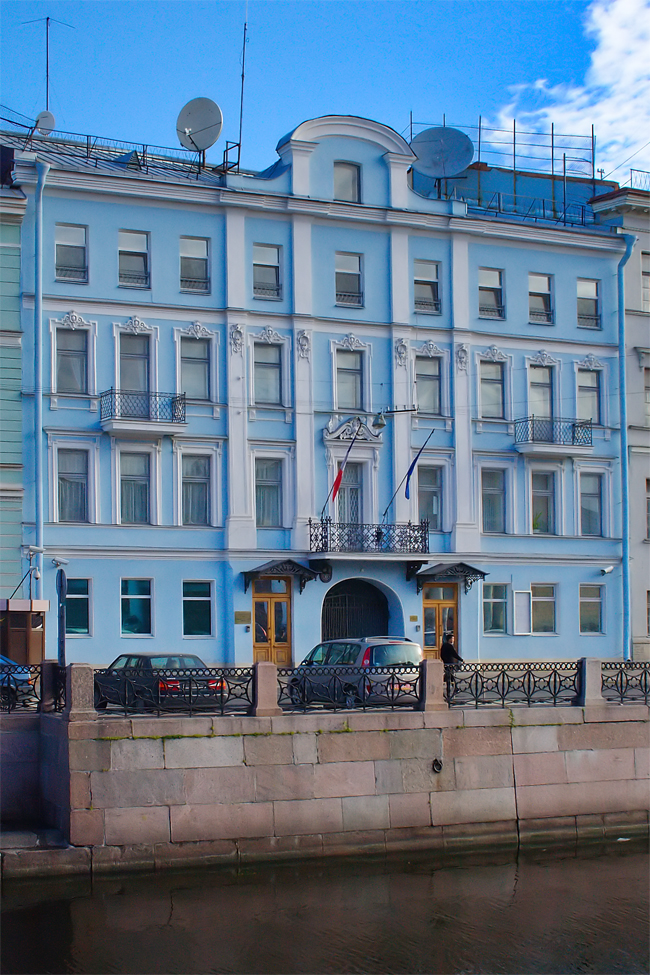
Consulat général de France à Saint-Pétersbourg.

#### Le Consulat général de France
Le Consulat général de France est situé au 15, quai de la Moïka depuis 1972, dans un bâtiment néo-classique remanié par l'architecte A.C. Kolb, en 1858, à la demande de son nouveau propriétaire, le général-major Seyffarth. C'est là qu'Honoré de Balzac avait séjourné en 1843. Le bâtiment a accueilli aussi d'autres artistes : le poète Piotr Viazemski dans les années 1860, et dans les années 1890, le peintre Arkady Alexandrovich Rylov, qui sera plus tard une des figures du symbolisme soviétique.

#### Le Jardin d'été
Le Jardin d'été est un jardin public « à la française » situé au cœur de la ville. Premier jardin de Saint-Pétersbourg, il est réalisé entre les années 1704 et 1719 sur un plan esquissé par le tsar Pierre le Grand. Le parc est situé au bord de la Neva, qui le longe au nord. Il est par ailleurs entouré par le canal des Cygnes à l'ouest, la Fontanka à l'est et la Moïka au sud.

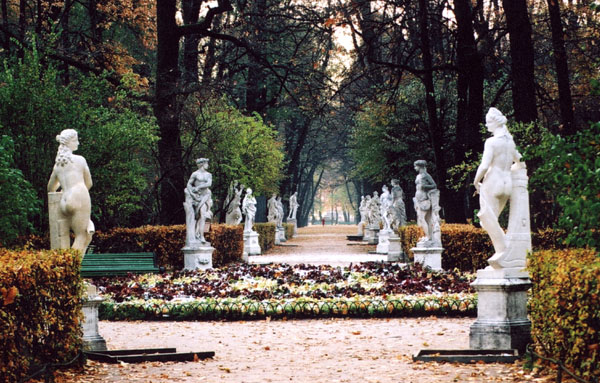
Allée du Jardin d'été.

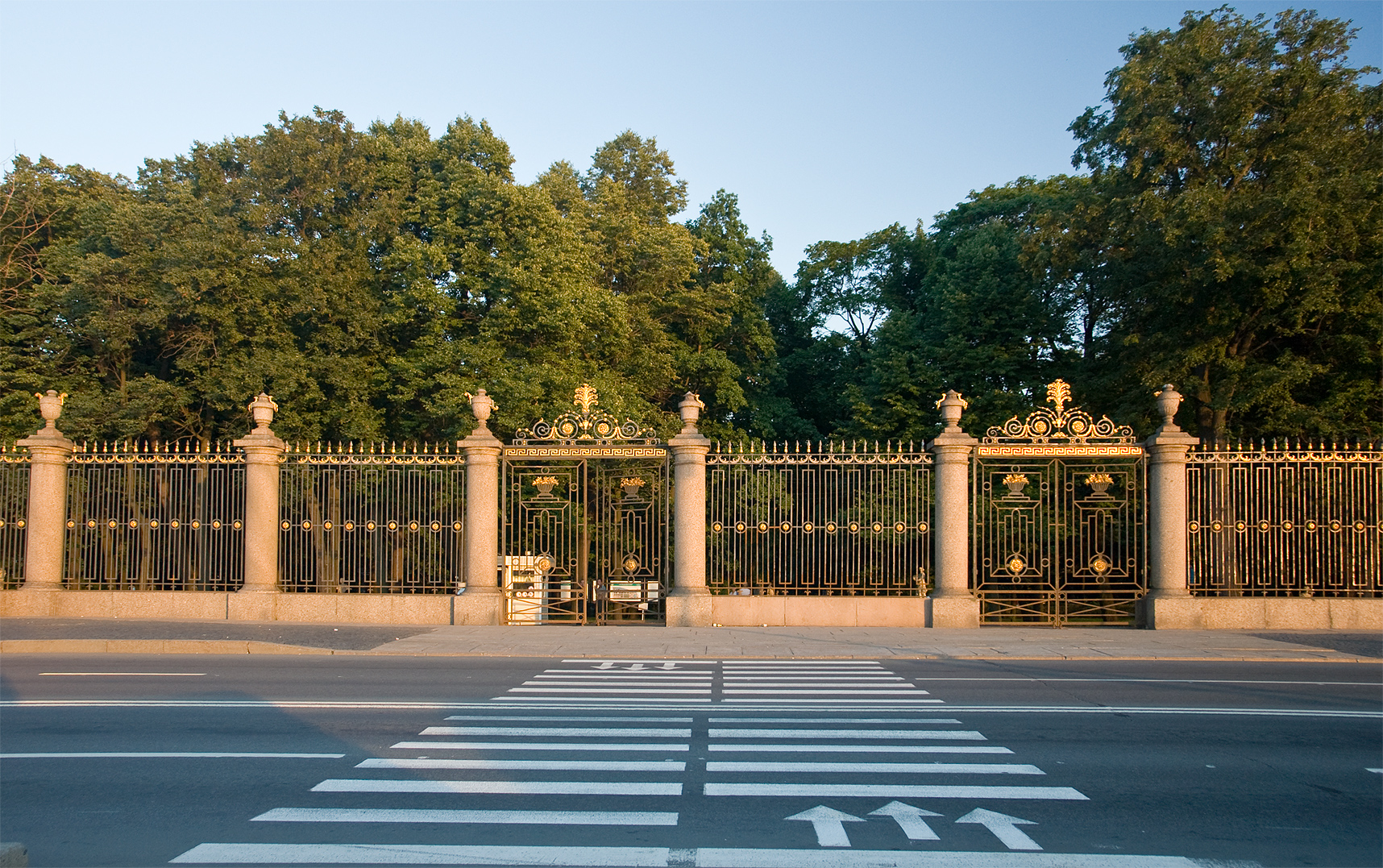
Le portail du Jardin d'été.

Le parc a été conçu par Le Blond, Zemtsov et Matveïev (ru). À l'époque, les jardins à la française sont à la mode : il est organisé en quadrilatères réguliers plantés d'arbres (initialement des arbustes et des parterres de fleurs) séparés par des allées. Des sculptures, que Pierre avait fait ramener d'Italie, représentent des personnages de la mythologie grecque et romaine. Des bals et des feux d'artifice y étaient organisés. Pierre le Grand y a fait édifier entre 1710 et 1714 son palais d’Été (Летний дворец), un bâtiment modeste dans lequel il venait se délasser. En 1763, les berges de la Neva sont aménagées et recouvertes de granit : le quai du Palais longe le jardin qui est alors clôturé entre 1777 et 1784 par une grille, chef-d'œuvre de fer forgé qui constitue désormais un des emblèmes de la ville.

#### Le palais d’Été
Le palais d’Été fut la première résidence estivale de Pierre le Grand à Saint-Pétersbourg à partir des années 1710. Cet édifice ne ressemble guère à ce qu’on appelle généralement un palais. Simple bâtiment en maçonnerie à étage, couronné d’un haut toit couvert au début en tuiles et par la suite en fer-blanc, il s’assimile à la plupart des maisons cossues de l’époque.

## Saint-Pétersbourg, capitale culturelle

### Musées
Saint-Pétersbourg est un centre culturel de premier plan. Destination touristique visitée chaque année par quelque trois millions de touristes étrangers, Saint-Pétersbourg propose notamment plus de 200 musées, tels que le célèbre musée de l'Ermitage, le musée russe ou le musée d'art contemporain Erarta.
Le Musée russe est un grand musée consacré aux beaux-arts russes. Les appartements de certains célèbres Pétersbourgeois, dont Alexandre Pouchkine, Fiodor Dostoïevski, Nikolaï Rimski-Korsakov, Fiodor Chaliapine, Alexander Blok, Vladimir Nabokov, Anna Akhmatova, Mikhail Zoshchenko, Joseph Brodsky, ainsi que certains ensembles de palais et de parcs de la banlieue sud et des monuments architecturaux remarquables tels que la cathédrale Saint-Isaac, ont également été transformés en musées publics.
La Kunstkamera, avec sa collection créée en 1714 par Pierre le Grand pour rassembler des curiosités du monde entier, est parfois considérée comme le premier musée de Russie, qui a évolué pour devenir l'actuel musée Pierre le Grand d'anthropologie et d'ethnographie. Le musée russe d'Ethnographie, qui a été séparé du musée russe, est consacré aux cultures du peuple russe, de l'ex-Union soviétique et de l'empire russe.
Un certain nombre de musées donnent un aperçu de l'histoire soviétique de Saint-Pétersbourg, notamment le Musée du blocus, qui décrit le siège de Leningrad et le Musée d'histoire politique, qui explique de nombreuses caractéristiques autoritaires de l'URSS.
D'autres musées notables incluent le Musée Naval Central, le Musée zoologique, le musée Fabergé, le Musée Stieglitz des arts décoratifs, le Musée des chemins de fer russe, le Musée Souvorov, le Musée du siège de Leningrad, le Musée Erarta d'art contemporain - plus grand musée non gouvernemental d'art contemporain en Russie -, le Musée d'histoire de Saint-Pétersbourg dans la forteresse Pierre et Paul et le musée de l'artillerie, qui comprend non seulement des articles d'artillerie, mais aussi une énorme collection d'autres équipements militaires, uniformes et décorations. Le musée de l'Institut de métrologie Mendeléev possède des témoins uniques du développement de la métrologie : étalons historiques russes et étrangers, balances, instruments de mesure, autographes et photos d'archive, livres du XVIIIe au XXe siècle.

### Le musée de l'Ermitage

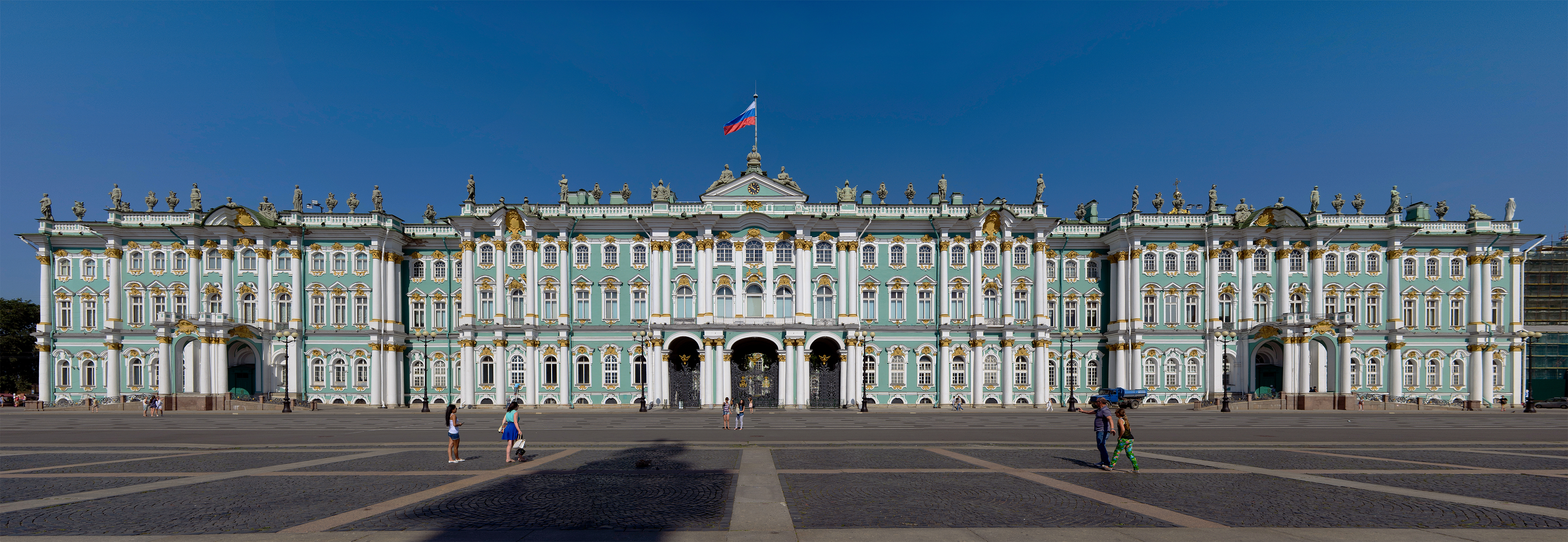
Le palais d'Hiver qui abrite une partie du musée.

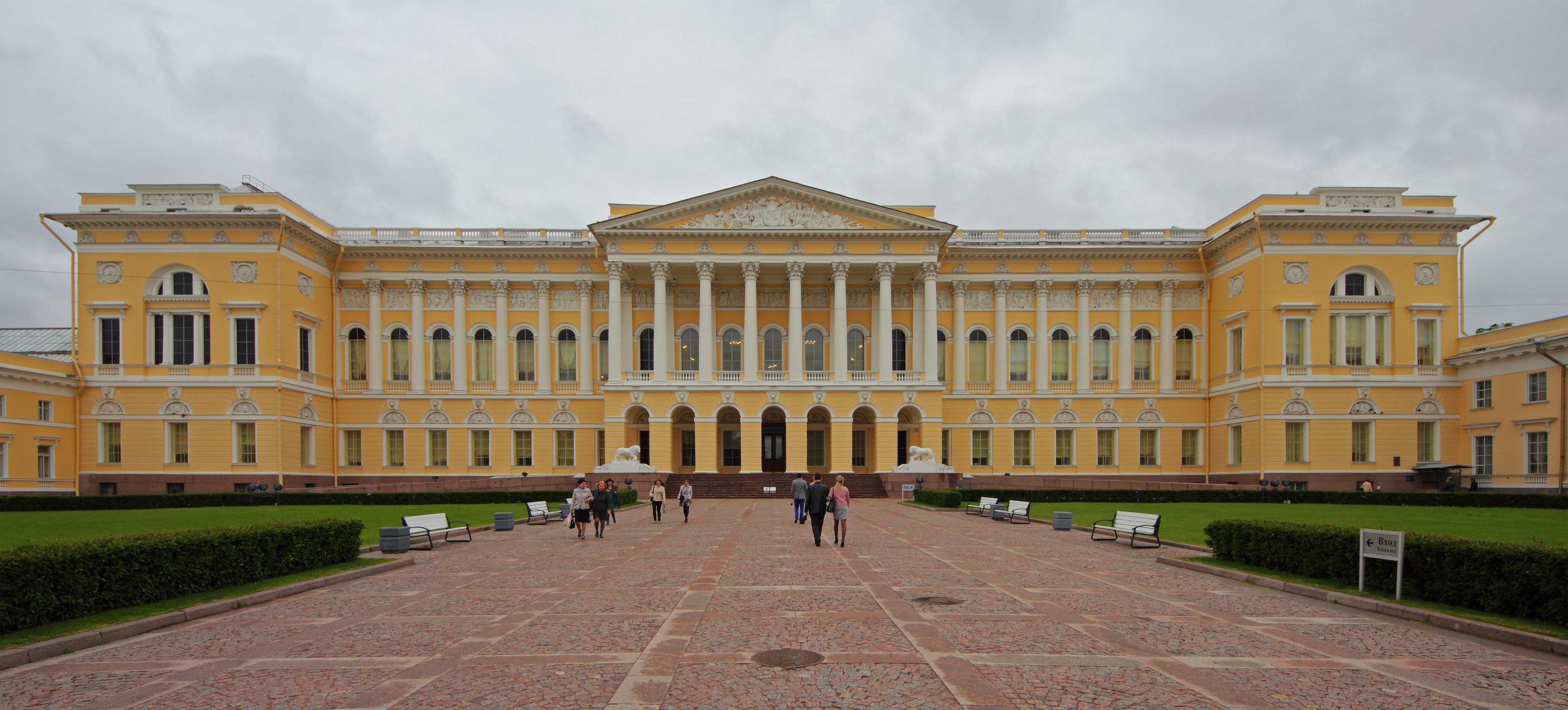
Le Musée russe.

Le musée de l'Ermitage, qui expose 60 000 pièces dans près de 1 000 salles, est un des plus grands musées du monde. Il occupe un ensemble monumental de six bâtiments construits le long de la Neva aux XVIIIe et XIXe siècles. En 1764, Catherine II commence à se constituer une collection privée de peintures en rachetant des milliers de tableaux dans toute l'Europe. Pour stocker ces tableaux, elle fait construire le Petit Ermitage puis le Vieil Ermitage. Les empereurs suivants ont poursuivi la politique d'agrandissement de la collection en la diversifiant à compter du début du XIXe siècle. En 1852, une partie de la collection devient accessible au public. Le musée présente, à côté de nombreuses pièces de l’Antiquité, une collection d’œuvres d’art européen de la période classique qui compte parmi les plus belles au monde avec celles du musée du Louvre et du musée du Prado. Parmi les œuvres exposées figurent des peintures de maîtres néerlandais et français comme Rembrandt, Rubens, Matisse et Paul Gauguin. On y trouve également deux œuvres de Léonard de Vinci ainsi que 31 peintures de Pablo Picasso. Les bâtiments abritant le musée de l’Ermitage constituent un des principaux ensembles du centre de Saint-Pétersbourg, qui est classé au patrimoine mondial de l’UNESCO.

### La littérature

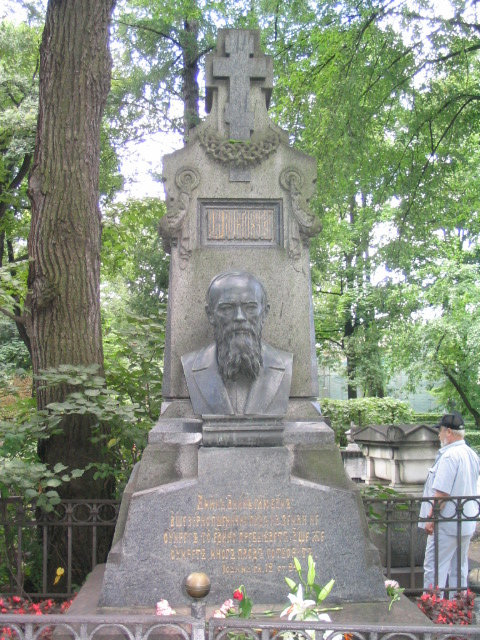
Tombe de Dostoïevski à Saint-Pétersbourg. Les premiers mots des Frères Karamazov y sont gravés.

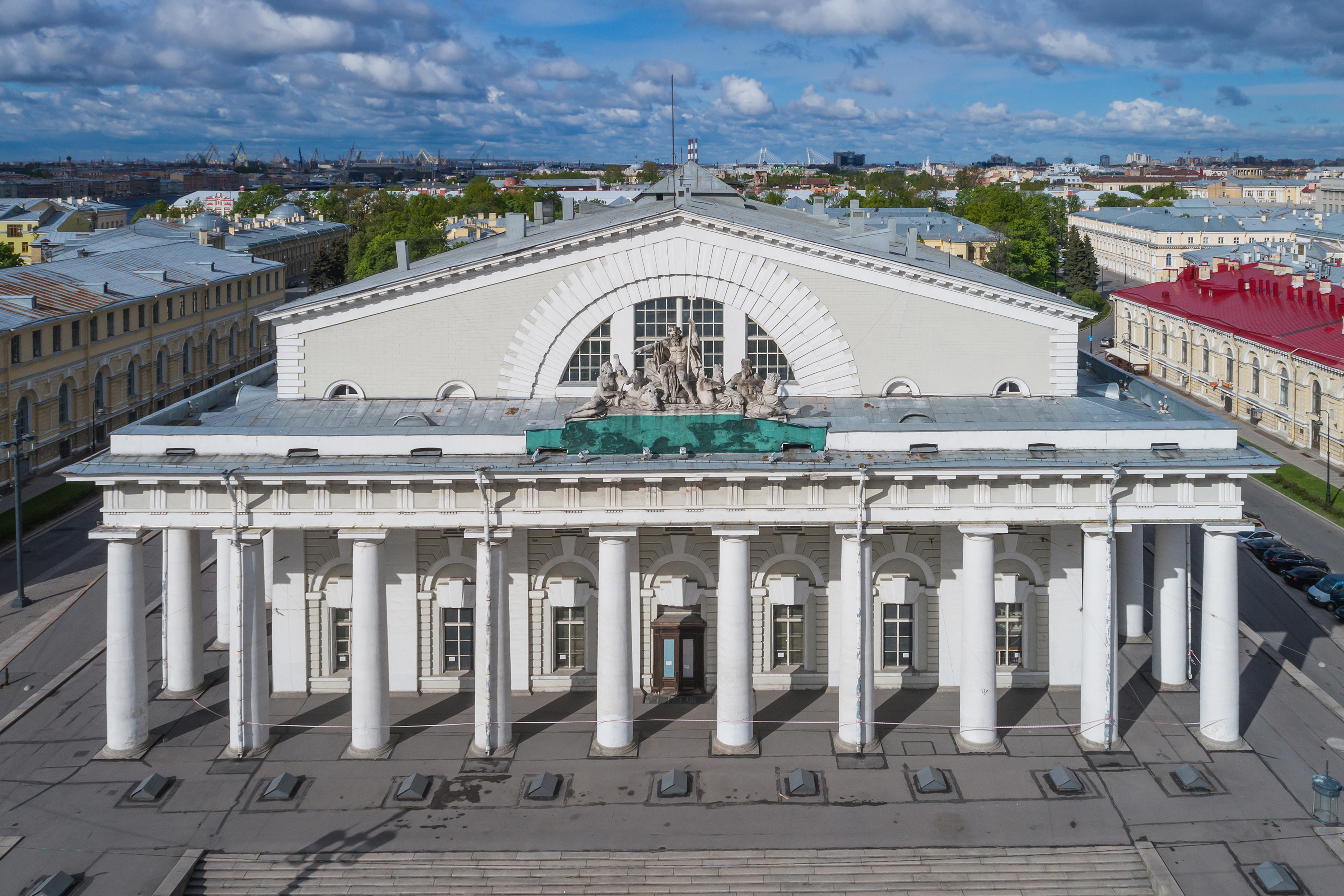
Le musée naval.

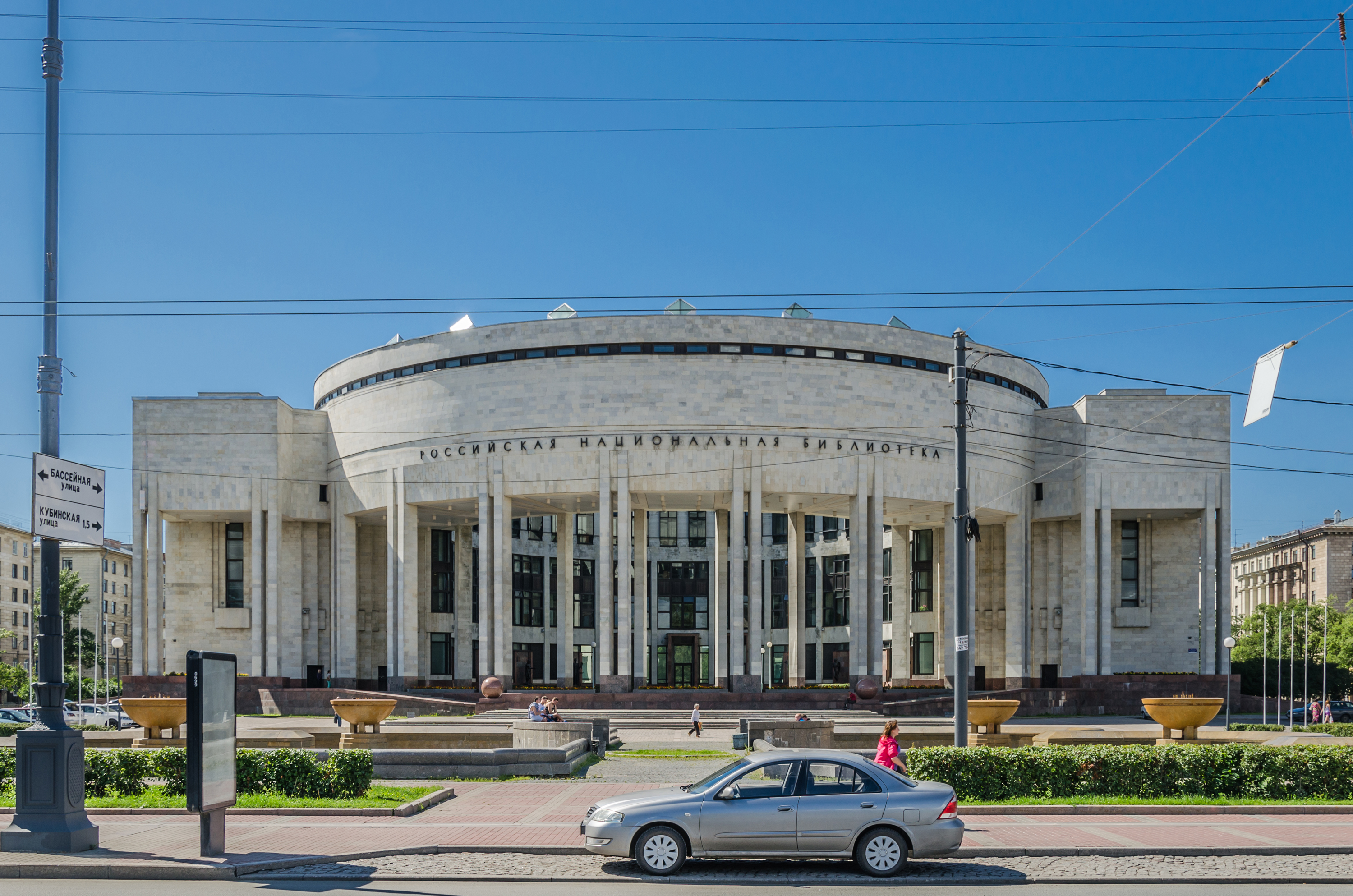
Bibliothèque nationale.

Saint-Pétersbourg, siège du pouvoir et foyer intellectuel de l'Empire russe durant deux siècles, a attiré les plus grands écrivains russes et leur a été une source d'inspiration majeure.
Le poème Le Cavalier de bronze de Pouchkine (1833), qui vécut une partie de sa vie dans la ville et y mourut, est la première œuvre connue qui prend pour thème Saint-Pétersbourg :

« Oui, je t’aime, cité, création de Pierre,
J’aime le morne aspect de ta vaste rivière,
J’aime tes dômes d’or où l’oiseau fait son nid,
Et tes grilles d’airain et tes quais de granit,
Mais ce qu’avant tout j’aime, ô cité d’espérance,
C’est de tes blanches nuits la douce transparence »

— Alexandre Pouchkine, Le Cavalier de bronze.
Le poème raconte l'histoire d'un employé, qui ayant perdu la raison à la suite d'une inondation de la Neva, dont a été victime sa fiancée, maudit le tsar qui a fondé la ville dans ce lieu inapproprié. À moitié fou, il croit que la statue de Pierre se réveille et qu'elle se lance à sa poursuite.
L'atmosphère fantastique de Saint-Pétersbourg, son irréalité, la folie de ses habitants sont des thèmes repris dans les Nouvelles de Pétersbourg de Nicolas Gogol, qui passa plusieurs années malheureuses à Pétersbourg et écrit en 1835 dans La Perspective Nevski : « Ici tout est mensonge, tout est rêve, tout est différent de ce qu'il paraît. » Dostoïevski, qui a vécu une grande partie de sa vie d'adulte dans la ville, l'utilise comme toile de fond de plusieurs de ses œuvres : Les Pauvres Gens, Le Double, Les Nuits blanches, L'Idiot et Crime et Châtiment. Ses récits se déroulent aussi dans les quartiers populaires où vivent ouvriers et employés.
Les principaux écrivains du XXe siècle sont Vladimir Nabokov, Andreï Biély (auteur du roman symboliste Pétersbourg) et Ievgueni Zamiatine ainsi que la fraternité Sérapion. Anna Akhmatova a joué un rôle majeur dans la poésie russe et a incarné la résistance des intellectuels de la ville à la dictature stalinienne : son recueil Requiem réunit des poèmes consacrés aux tragédies humaines durant la terreur stalinienne. Joseph Brodsky est un autre auteur pétersbourgeois important du XXe siècle, prix Nobel de littérature (1987) : bien que vivant aux États-Unis, ses écrits anglais traitent de la société de Saint-Pétersbourg d'un point de vue très particulier créé par sa double position de natif et d'étranger.
Sous l'Empire, Pouchkine et Dostoïevski avaient été poursuivis et condamnés par le pouvoir ; après la révolution d'Octobre, de nombreux auteurs originaires ou vivant à Petrograd (nouveau nom de Saint-Pétersbourg à l'époque) furent persécutés par le régime, assassinés, contraints de changer de métier ou d'émigrer.

### Théâtres et salles de musique

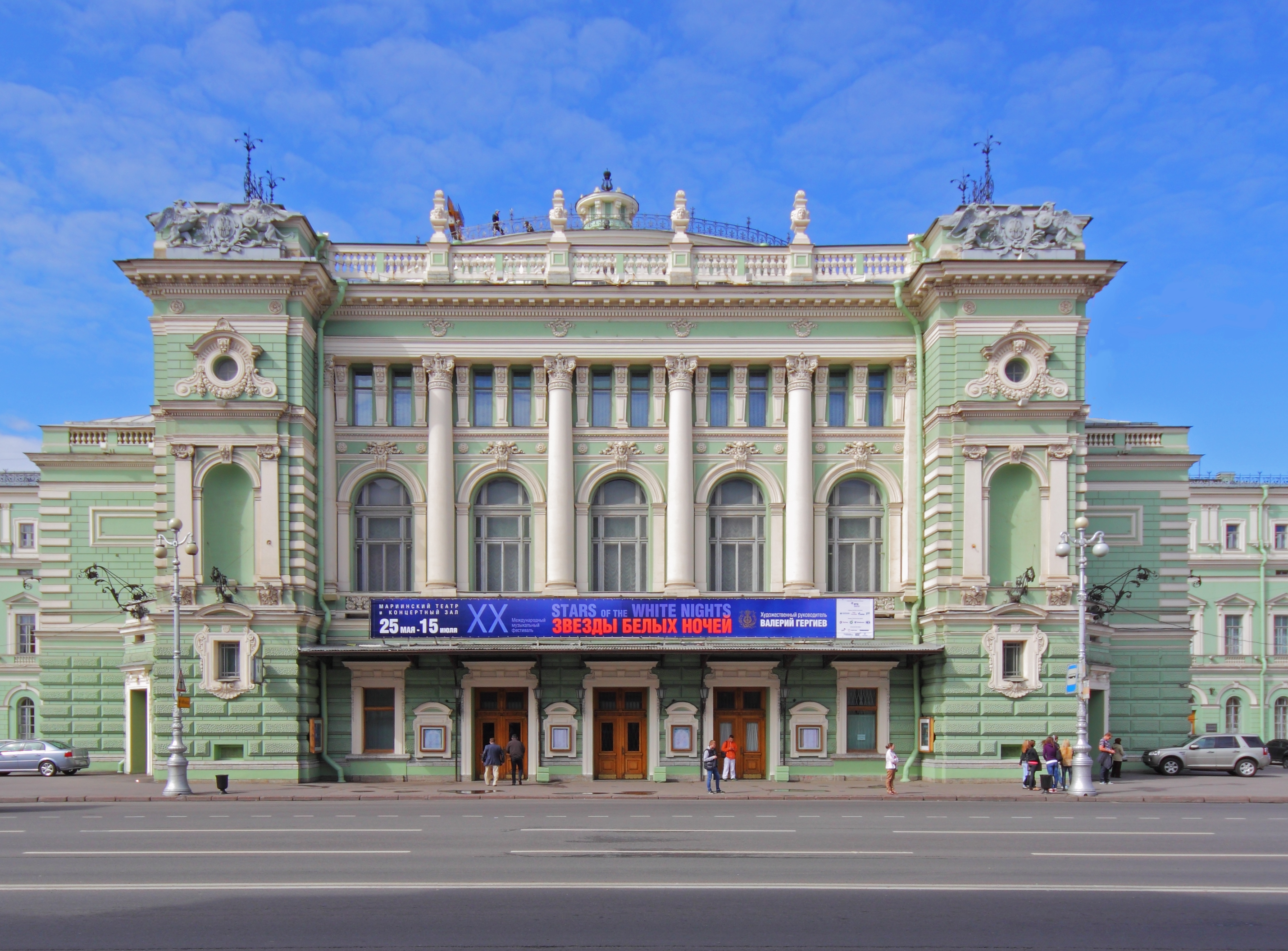
Le théâtre Mariinsky.

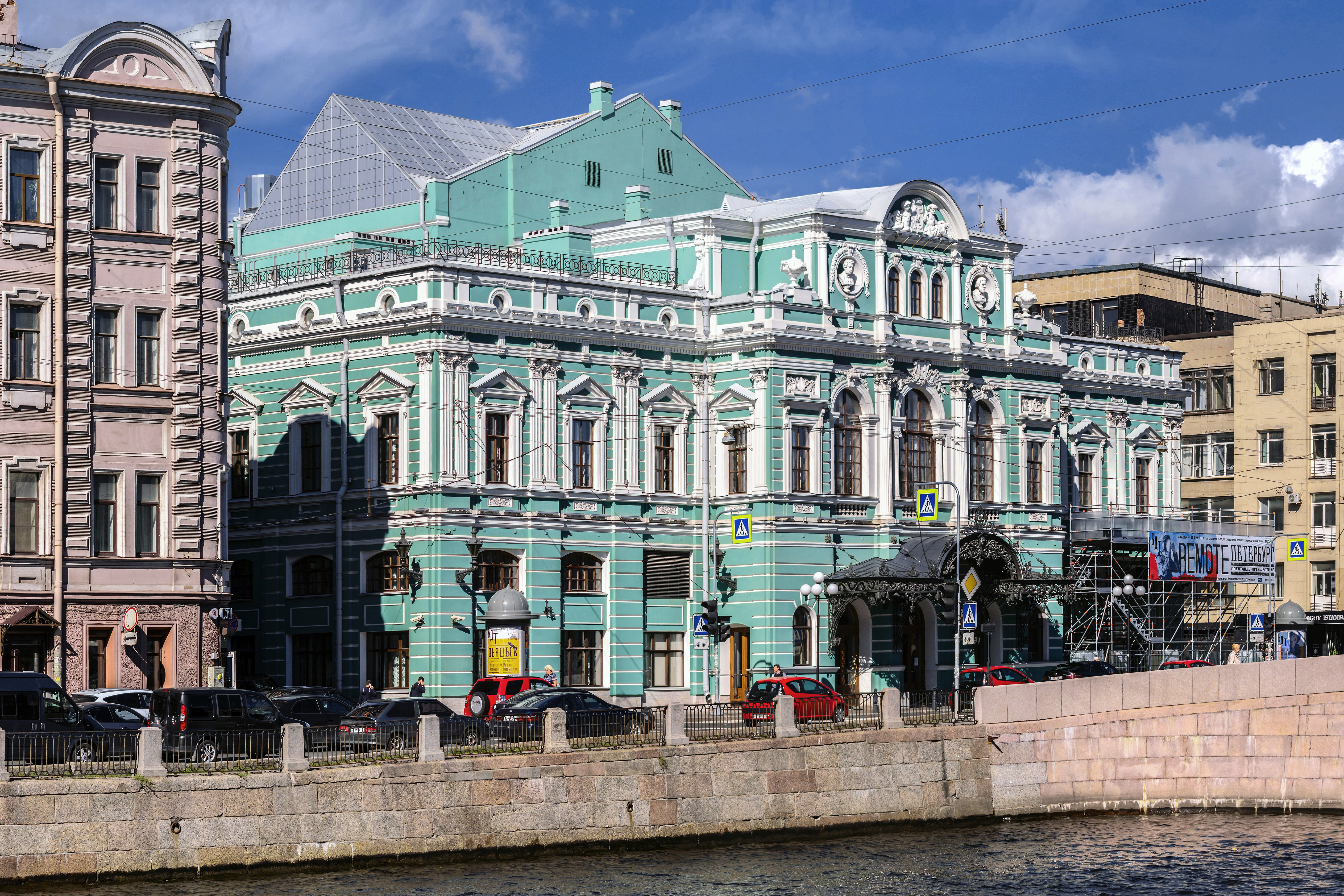
Théâtre Tovstonogov.

La ville possède plus de 40 théâtres et salles de musique. Le théâtre Mariinsky est une des salles d'opéra et de ballet les plus connues au monde. Il héberge le ballet Kirov. Le théâtre Alexandra (ou Alexandrinski) a été fondé par l'impératrice Élisabeth Ire en 1756. La troupe, de ce qui était le premier théâtre de Russie, était constituée à l'origine d'élèves de l'école des Cadets. Ce n'est qu'en 1832, que le théâtre s'installa dans le bâtiment prestigieux construit par l'architecte Carlo Rossi.
De nombreux compositeurs ont vécu et travaillé dans la ville : Glinka, Moussorgski, Rimski-Korsakov, Tchaïkovski, Stravinsky et Chostakovitch. La symphonie no 7 de Chostakovitch a une importance particulière pour la ville. Chostakovitch commence à l'écrire à Léningrad pendant le terrible siège de 1941-1944 et la termine à Kouïbychev, où il a été évacué. La première représentation eut lieu à Kouïbychev en mars 1942, mais la symphonie fut également jouée à Léningrad le 9 août 1942, alors que le siège se poursuivait, malgré les risques pris par les spectateurs et les musiciens. La représentation fut retransmise en direct par la radio dans tout le pays. Cette symphonie devient à l'époque le symbole de la résistance et de la culture russe.

### Le ballet
Saint-Pétersbourg est un des lieux les plus importants pour le développement du ballet en grande partie grâce aux danseurs et chorégraphes qui y ont vécu et exercé leur talent : Serge Diaghilev, Marius Petipa, Vaslav Nijinski, Mathilde Kschessinska, Anna Pavlova. La ville possède sans doute la plus célèbre école de ballet du monde, l'Académie de ballet Vaganova, dont la fondation remonte à 1738.

### Cinéma
L’apparition de l’industrie du cinéma coïncide avec la fin de la période de l'épanouissement culturel de la ville. Les premiers studios de cinéma, Lenfilm, ont été fondés à Saint-Pétersbourg en 1914 et restent depuis les années 1920 le plus grand studio de cinéma basé à Saint-Pétersbourg. Durant l’ère soviétique, pratiquement aucun film russe d’envergure internationale et aucune production étrangère ne furent tournés dans la ville. Depuis 1990, parmi les films produits à Saint-Pétersbourg, on trouve essentiellement des adaptations de classiques de la littérature russe : une douzaine de films sont transposés d’Anna Karénine ainsi que quelques adaptations de L'Idiot, le roman de Dostoïevski (la première mise en scène russe remonte à 1910).
Quelques films retracent l’histoire de la ville. En dehors d’un grand nombre d'œuvres de propagande soviétique, il n’existe jusqu’à présent que peu d’œuvres : parmi celles-ci figurent le film Nous, les vivants (italien, 1942) qui est une adaptation du livre de Ayn Rand : ce récit de la révolution d’Octobre se veut une critique du fascisme italien. L’histoire de la fille du dernier tsar, Anastasia, a été portée à l’écran à de nombreuses reprises. Les versions les plus connues sont celle de 1956 avec Ingrid Bergman et la comédie musicale de Don Bluth (1997, américain), ancien chef dessinateur de Walt Disney Pictures. Cette comédie musicale porte autant sur l’histoire de la ville que sur son opulence esthétique. Les seuls films sur Saint-Pétersbourg ayant eu une audience internationale sont L'Arche russe qui retrace l’histoire de la ville et qui a été tourné en un seul plan séquence à l’Ermitage ainsi que le film La Chute (qui retrace l'histoire des derniers jours d'Hitler) dont une partie fut tournée à Saint-Pétersbourg, car certaines parties du centre-ville historique présentent de grandes ressemblances avec Berlin. Le film Les Poupées russes de Cédric Klapisch — partiellement tourné à Saint-Pétersbourg en 2005 — a connu un beau succès en France et au-delà.
La ville n’est que rarement le cadre de fictions qui ne soient pas des adaptations d’œuvres littéraires. Les fictions utilisent Saint-Pétersbourg pour l’arrière-plan impressionnant qu’elle fournit. Le film de James Bond GoldenEye (1995) montre une ville quasiment post-apocalyptique. Le film britannique Minuit à Saint-Pétersbourg (en) (1996) utilise à foison des scènes tournées au milieu des principaux monuments de Saint-Pétersbourg. Le film Onegin (1999 avec entre autres Liv Tyler) dont le scénario s’inspire du poème Eugène Onéguine de Pouchkine, délaisse le déroulement de l'histoire au profit de vues sur les monuments de Saint-Pétersbourg. La Maison Russie, un thriller d’espionnage avec Sean Connery, Michelle Pfeiffer et Klaus Maria Brandauer donne de la ville une image romantique grâce à des prises de vue esthétisantes et une bande-son symphonique.

### Musique

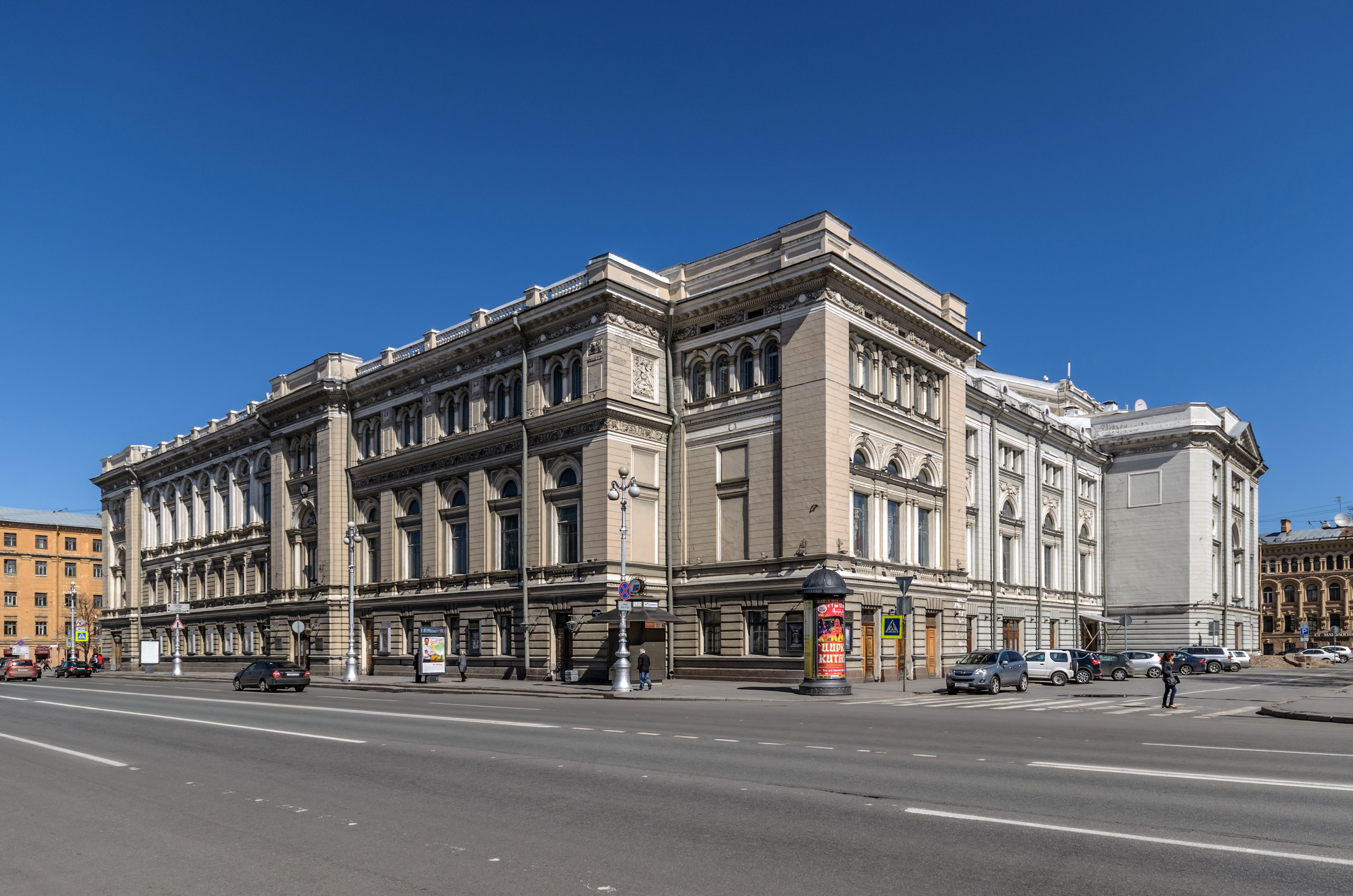
Conservatoire Rimski-Korsakov de Saint-Pétersbourg.

Dans les années 1980, à la suite de la disparition de la censure durant la perestroïka, un courant rock très vivant s’est développé à Léningrad. De nombreux groupes de rock se sont formés sous l’égide du club de rock de Léningrad. Les courants artistiques ont pu s’épanouir librement dans la ville contrairement à Moscou où les libertés étaient plus surveillées. Ces groupes et leurs interprètes continuent aujourd’hui à exercer une influence sur la scène musicale russe. Ce sont notamment Aquarium de Boris Grebenchtchikov, Kino de Viktor Tsoi, Alissa de Konstantin Kintchev, Zoopark avec Mike Naoumenko ou DDT de Iouri Chevtchouk (d’Oufa).

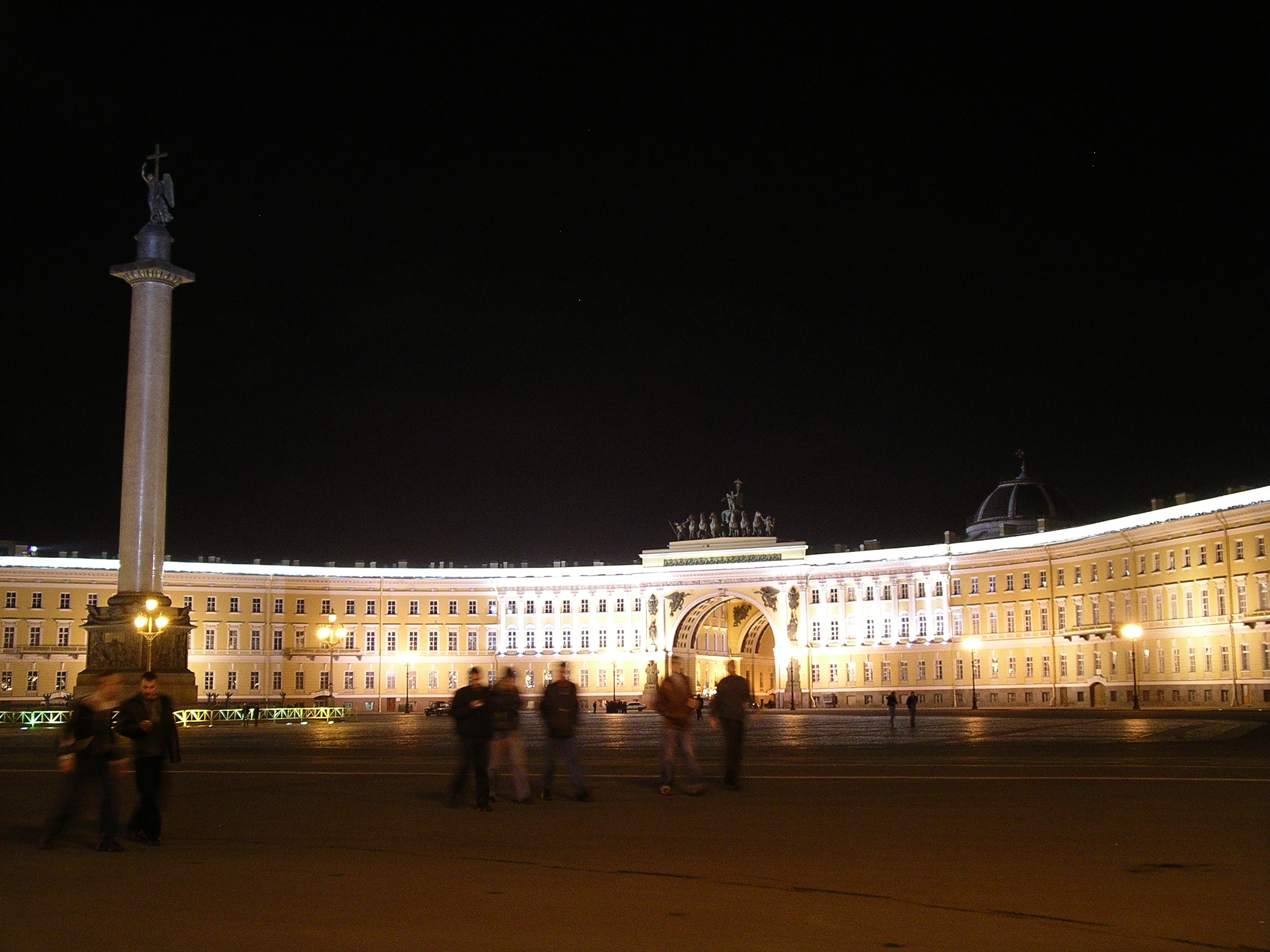
La place du Palais.

Cette musique s’inspire de la musique occidentale, mais possède des tonalités typiques que peut percevoir une oreille russe. Les textes des morceaux sont proches des textes des compositeurs de l’Âge d’Argent, période d’épanouissement culturel des années 1900-1910 à Moscou et Saint-Pétersbourg.

### Le festival des Nuits blanches
Au mois de juin (pendant deux à trois semaines) le soleil ne se couche quasiment pas : un festival international le Festival des nuits blanches est organisé durant ces « nuits blanches » qui coïncident avec la fin de l'année scolaire. Des représentations musicales et théâtrales exceptionnelles sont organisées, mais également des spectacles plus populaires auxquels assistent un grand nombre d'habitants : concerts de musique de variétés, feux d'artifice, joute navale, etc. C'est aussi à cette occasion que se produisent les voiles écarlates.

### Sport

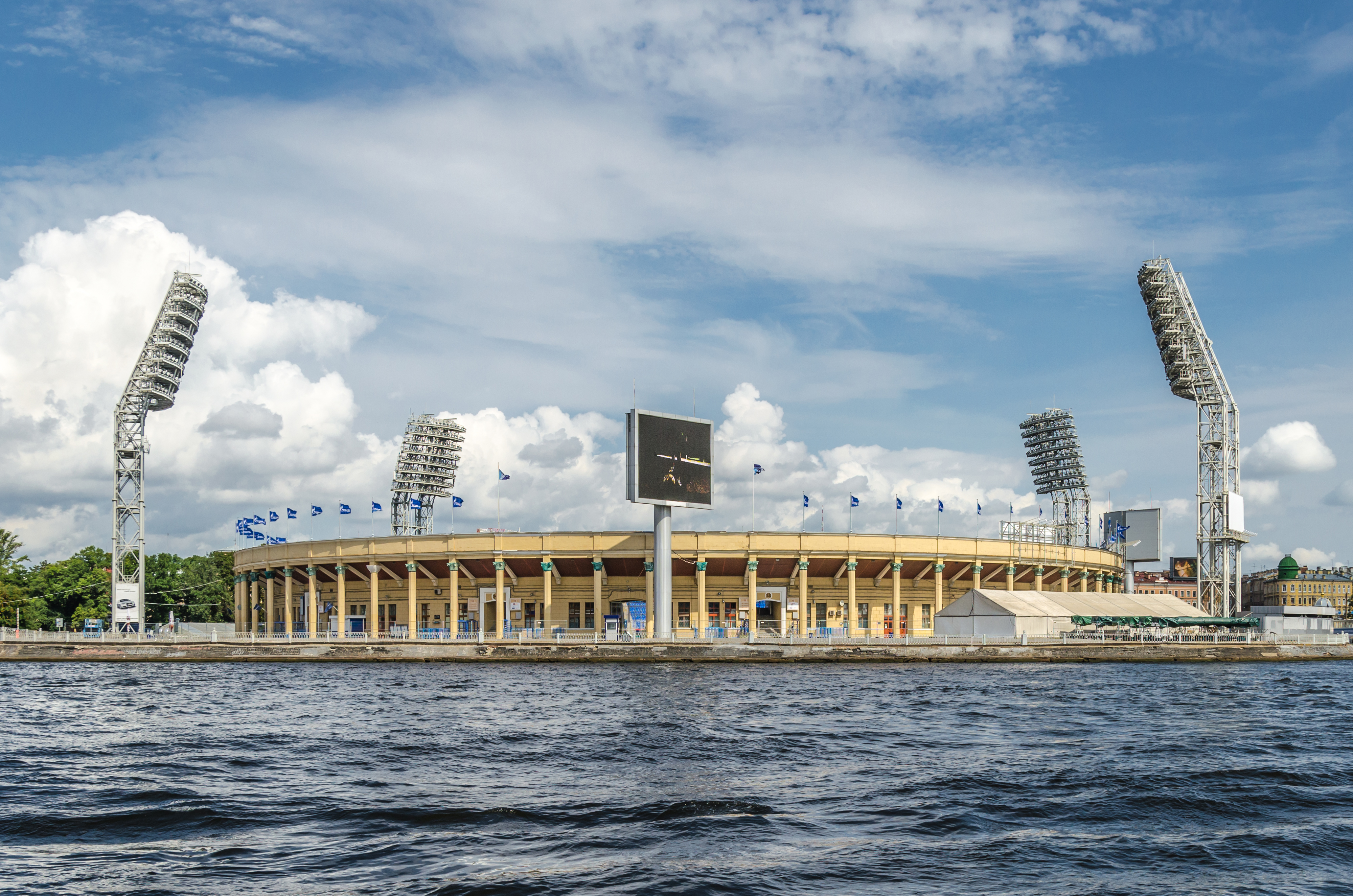
Stade Petrovski.

La première compétition sportive a été organisée en 1703 par Pierre le Grand, après la victoire de l'Empire sur la marine suédoise. Les jeux équestres ont été une longue tradition, populaire du temps des Tsars et de l'aristocratie, mais aussi pour les entraînements militaires.
Saint-Pétersbourg a abrité une partie du tournoi de football pendant les Jeux olympiques d'été de 1980. Les jeux Goodwill 1994 ont été également organisés dans la ville.
Le stade Petrovski est un complexe sportif qui peut accueillir 21 570 spectateurs.
Le stade Krestovski, situé sur l'île du même nom, a été achevé en 2017 à la place de l'ancien stade Kirov (qui a compté jusqu'à 110 000 places). Base du club du Zénith Saint-Pétersbourg (auparavant au stade Petrovski) et de 68 000 places, il a été construit pour accueillir des matchs de la Coupe du monde de football de 2018 et devait accueillir la finale de l'édition 2021 de la Ligue des champions.
Le club de football de la ville est le Zénith Saint-Pétersbourg. Fondé en 1925, le club a gagné 1 fois le championnat soviétique (1984) et 10 fois le championnat russe (2007, 2010, 2012, 2015, 2019, 2020, 2021, 2022, 2023 et 2024) et a remporté 5 fois la Coupe de Russie en 1999, 2010, 2016, 2020 et 2024. Le Zénith a également remporté la Coupe UEFA 2007-08 et la Super Coupe UEFA 2008.
L'équipe de basket-ball de longue date de la ville est le Spartak Saint-Pétersbourg (anciennement Spartak Leningrad), qui connut son heure de gloire dans les années 1970. Depuis 2007 le Zénith Saint-Pétersbourg est l'autre équipe de la ville, et celle qui connaît les meilleurs résultats.
Les équipes de hockey sur glace de la ville comprennent le SKA Saint-Pétersbourg, le HC VMF Saint-Pétersbourg qui font partie des meilleurs clubs russes.
La ville accueille également, de 1995 à 2022, le tournoi de tennis de Saint-Pétersbourg.
En nautisme, la première compétition fut l'épreuve d'aviron de 1703 initiée par Pierre le Grand, après la victoire sur la flotte suédoise. Des événements de yachting ont été organisés par la marine russe depuis la fondation de la ville. Les clubs de yachting les plus prestigieux de la ville sont le St-Petersburg River Yacht Club et le Neva Yacht Club, ce dernier fondé en 1718 étant l'un des plus vieux yachts clubs du monde.

## Économie
Pour un article plus général, voir Économie de la Russie.

### Généralités

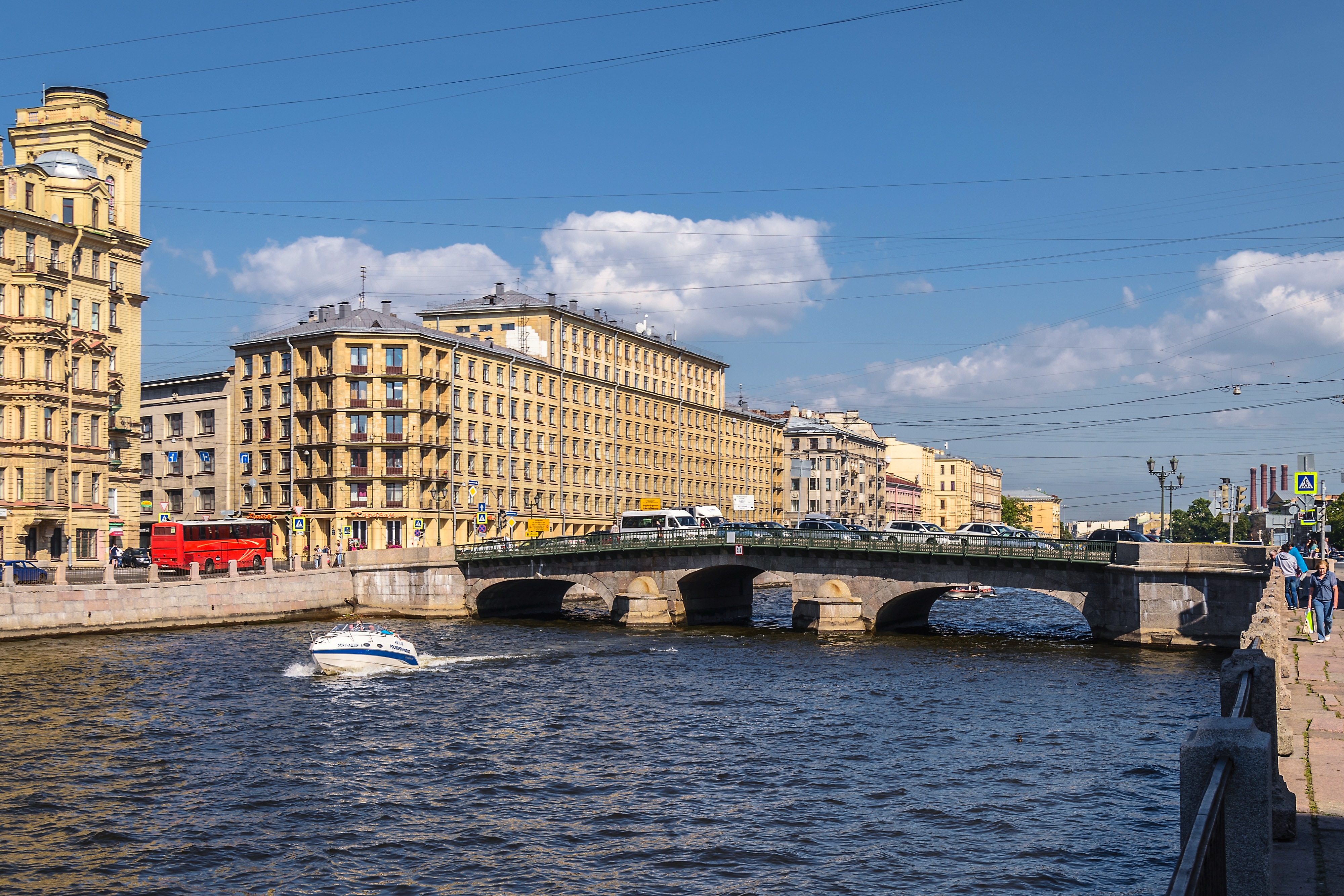
Pont Izmaïlovski.

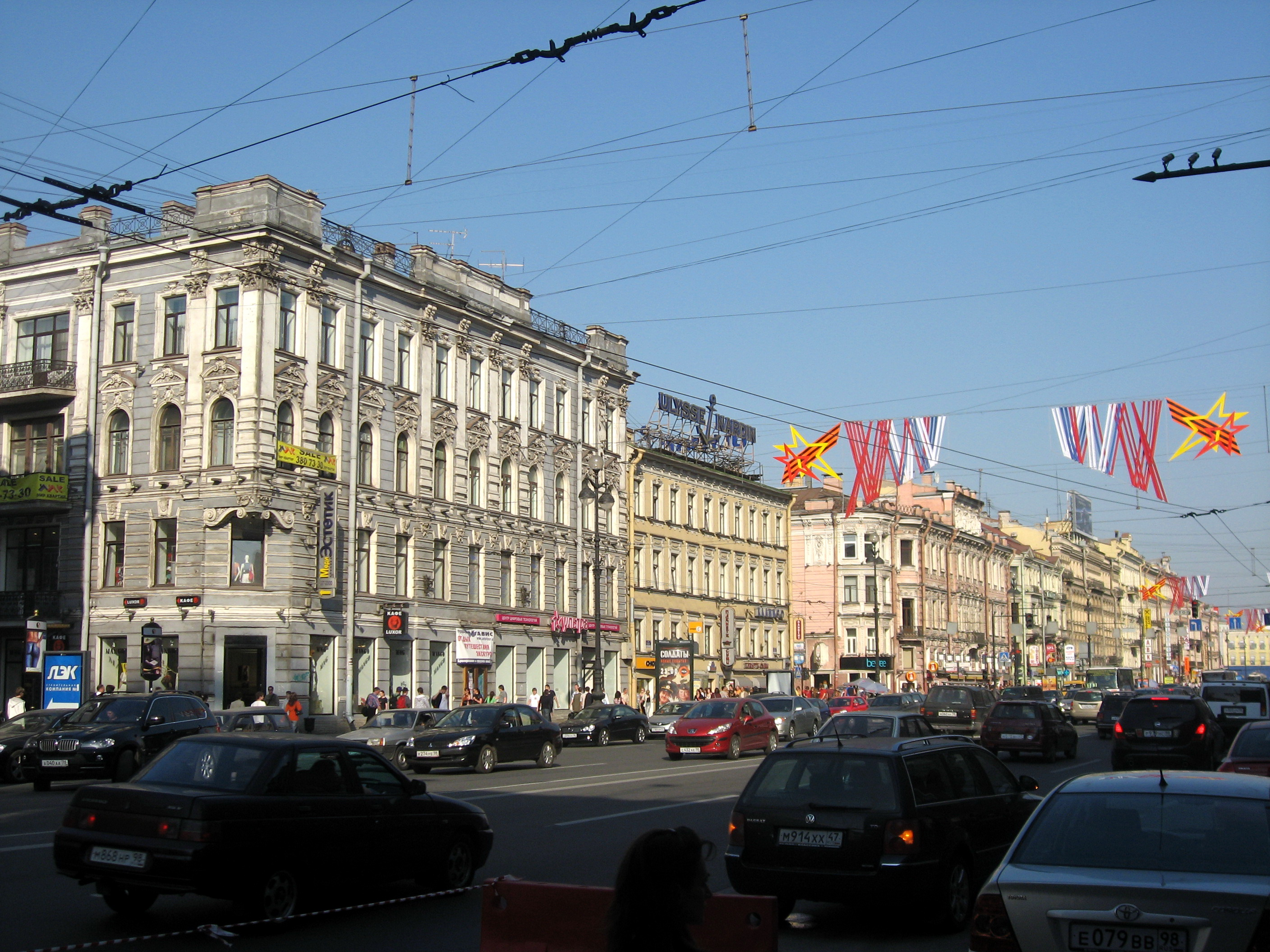
Perspective Nevski, centre financier majeur.

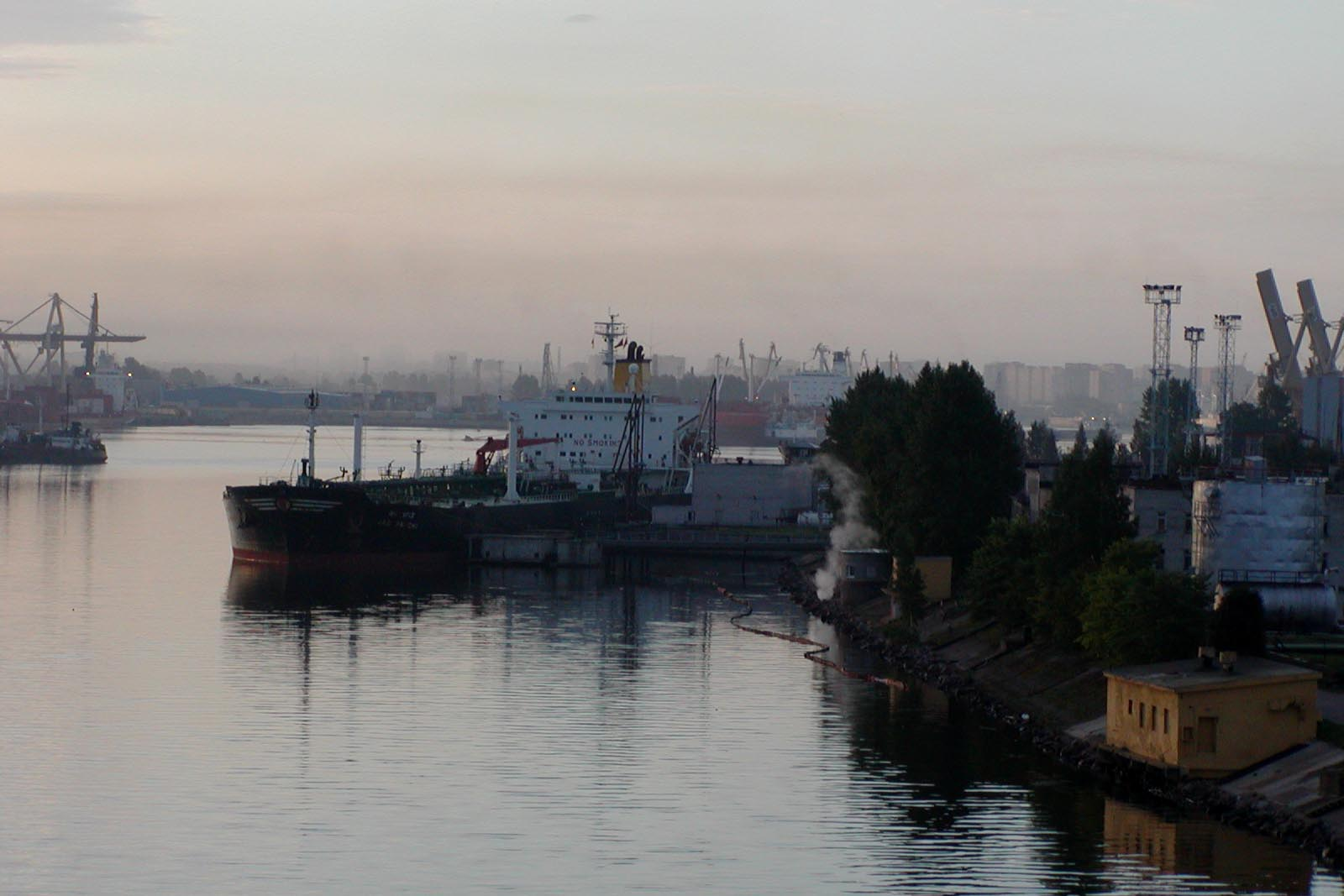
Le port de Saint-Pétersbourg (2003).

Saint-Pétersbourg est un centre de communications et un site majeur de la recherche et de l'industrie russe. Comme dans une grande partie de la Russie, le tissu économique bénéficie depuis le début des années 2000 de la prospérité financière qui découle de la hausse du prix des matières premières, mais le poids relatif de Saint-Pétersbourg dans l'économie russe et son rôle symbolique sont en constant déclin malgré la politique volontariste de l'équipe municipale de l'équipe du maire Anatoli Sobtchak (1991-1996) et l'appui des plus hauts dirigeants russes (Vladimir Poutine est un enfant de la ville). Saint-Pétersbourg a perdu son statut de deuxième capitale et tend à redevenir une simple capitale régionale.
Le produit intérieur brut de la ville s'est élevé selon Rosstat à 9,440 milliards de roubles en 2021. Cela faisait d'elle le deuxième sujet par PIB après Moscou, et devançant l'oblast de Moscou. Elle est aussi le premier sujet en termes de PIB du district fédéral du Nord-Ouest, et le PIB contribuait à 7,79 % du PIB russe cette année là.

### Secteurs économiques

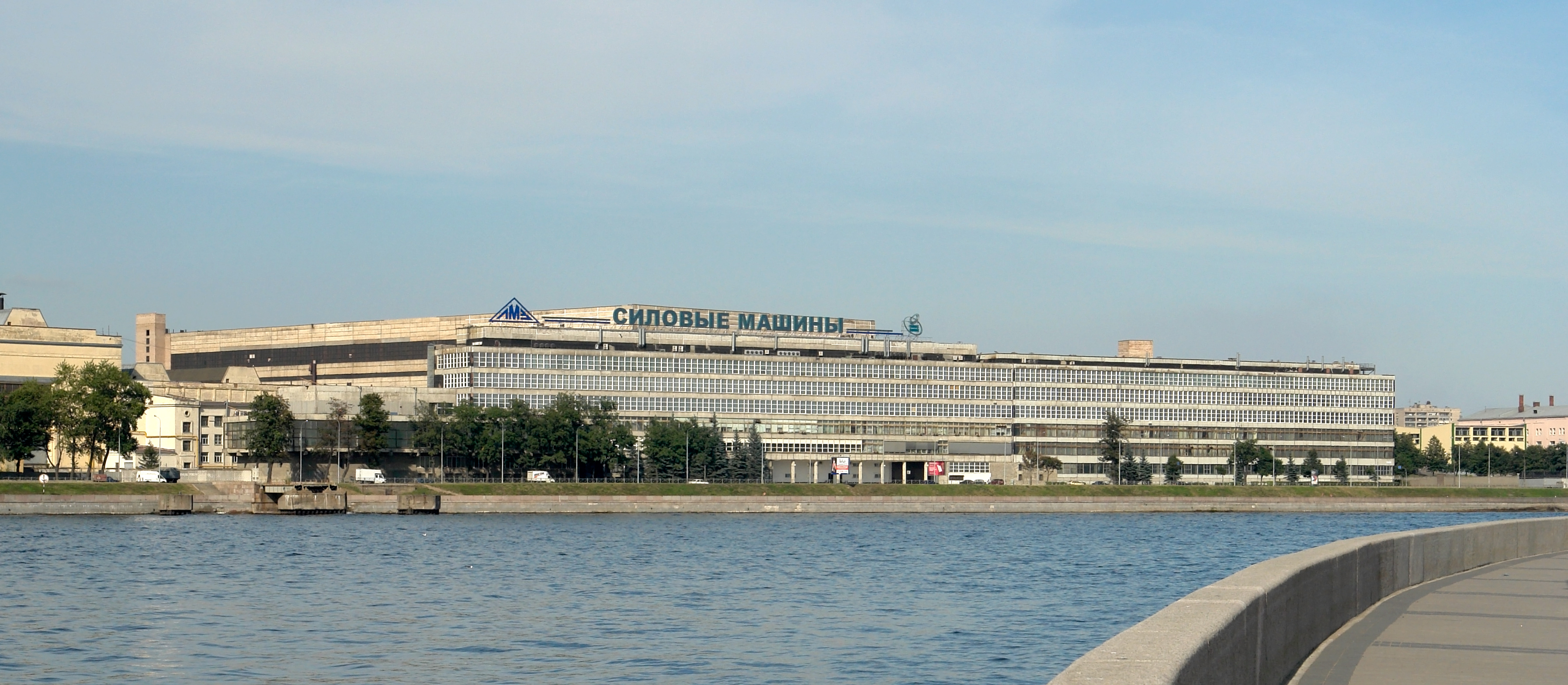
Établissement du fabricant de turbines LMZ sur la Neva.

Le poids de l'industrie était traditionnellement important avec une part prépondérante liée au complexe militaro-industriel (plus de 70 % avant la perestroïka). Saint-Pétersbourg compte des entreprises rattachées à pratiquement toutes les branches d'activité, la construction navale et le secteur des machines-outils étant particulièrement bien représentés. Tous les brise-glaces atomiques et la majorité des sous-marins sont construits à Saint-Pétersbourg. Les principaux secteurs industriels également bien représentés sont l'électronique (essentiellement pour l'aéronautique et l'aérospatiale), les nouveaux matériaux, la production d'énergie (LMZ est un des plus gros fabricants de turbines du monde), l'appareillage médical, les secteurs de la santé et de la médecine préventive ainsi que l'ingénierie écologique. L'industrie automobile étrangère, qui détient une part croissante du marché russe, a installé, dans près de la moitié des cas, ses usines de montage dans la région, à l'instar de General Motors ou encore Scania pour l'assemblage, ou bien Continental AG pour la fabrication de pneumatiques. Saint-Pétersbourg, le Détroit russe, a été retenu surtout grâce aux pressions et incitations des dirigeants russes. Plusieurs multinationales étrangères se sont également installées comme Wrigley, Gillette, Rothmans, SEB, Unilever, Japan Tobacco et Coca-Cola. La brasserie Baltika, entreprise locale fondée à parts égales par le danois Carlsberg et l'écossais Scottish & Newcastle, a réalisé en 2005 près d'un milliard de chiffres d'affaires et est la plus grosse brasserie de Russie et la deuxième en taille d'Europe. La coentreprise créée en 1990 à Saint-Pétersbourg est rapidement devenue une entreprise importante pour la ville.
Des mesures fiscales ont permis d'attirer le siège de plusieurs grandes entreprises russes, essentiellement celles comportant une forte participation de l'État, ont délocalisé leur siège, situé auparavant à Moscou, sur les bords de la Neva. Ainsi les taxes de la filiale pétrolière de Gazprom « Gazprom Neft », la banque généraliste Vnechtorgbank (VTB), l'armateur Sovtorgflot, la firme d'oléoducs Transneftprodukt ou la compagnie aérienne Transaéro devraient dans le futur alimenter le budget municipal.
Le gravier, le grès, l'argile et la tourbe sont extraits sur le territoire de la ville. En revanche, l'agriculture ne joue aucun rôle dans l'économie locale. À 80 km de Saint-Pétersbourg, dans la ville de Sosnovy Bor, se trouve une grande centrale nucléaire qui produit 50 % de l'énergie électrique consommée dans la région.
Les infrastructures portuaires de Saint-Pétersbourg en font le premier port commercial de Russie et couvrent près de 25 % du transit marchand de la Russie.
Saint-Pétersbourg était le port principal de la flotte de l'Union soviétique et une grande partie des navires de combat et des sous-marins se trouvent encore aujourd'hui dans le port militaire de la ville. Le premier bateau à moteur à propulsion diesel, le Vandal, construit en 1903 à Rybinsk, était basé à Saint-Pétersbourg. Avant la perestroïka, le complexe militaro-industriel représentait 80 % de l'économie de la ville.
Quelques entreprises connues dans le monde entier depuis la période soviétique sont originaires de Saint-Pétersbourg et y ont leur siège comme : l’éditeur Prospekt Nauki, renommé pour ses publications scientifiques, le combinat optique, dont l'appareil Lomo LC-A à la qualité optique médiocre est à l'origine d'un phénomène artistique original : la lomographie. Et le fleuron de l’industrie horlogère soviétique l’usine de montres de Petrodvorets qui produit les fameuses montres Raketa.
Le tourisme joue un rôle croissant dans l'économie de Saint-Pétersbourg. Selon l'UNESCO, la ville fait partie des 10 destinations préférées des vacanciers.

## Transport

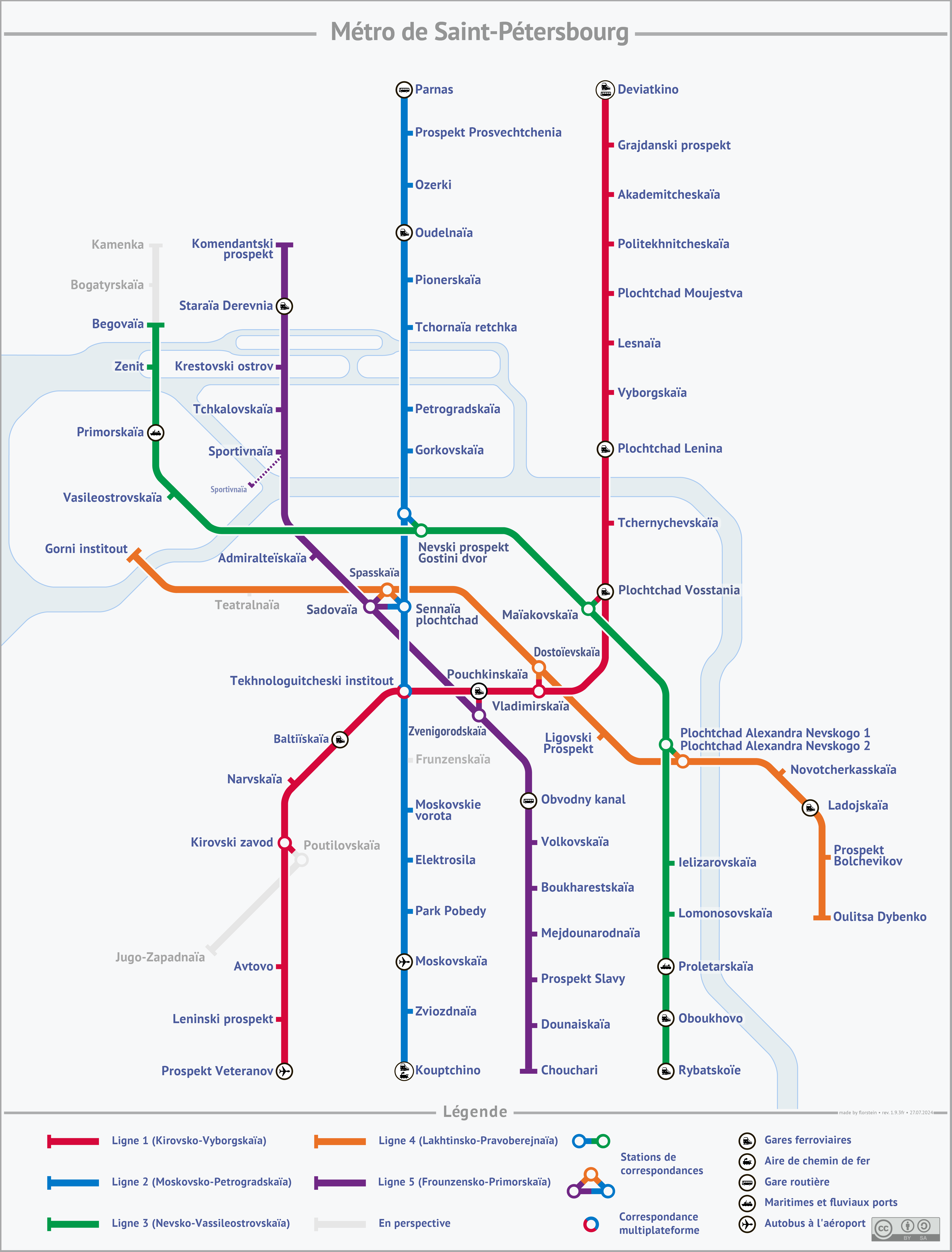
Plan du Métro de Saint-Pétersbourg.

La ville est un des principaux nœuds de communications du pays. C'est le centre du réseau routier et ferroviaire régional et il dispose d'un port maritime vital pour la Russie (le delta de la Neva, au fond du golfe de Finlande, offre une ouverture maritime à la Russie sur la mer Baltique). La ville, qui constitue le terminus de la voie d'eau Volga-Baltique qui relie la Baltique avec la mer Noire, compte plusieurs ports fluviaux (dans le delta de la Neva).
Saint-Pétersbourg est une ville où le transport en commun est plutôt développé. Le développement de l'ensemble portuaire fait partie des priorités du pays depuis l'indépendance des pays baltes, dont les ports captent aujourd'hui une partie substantielle des flux de marchandises. À moyen terme, le réseau de métro doit être étendu d'une quarantaine de kilomètres et une ligne de RER passant par la gare de Saint-Pétersbourg doit être construite pour soulager le réseau de bus, tramway et métro.

### Métro

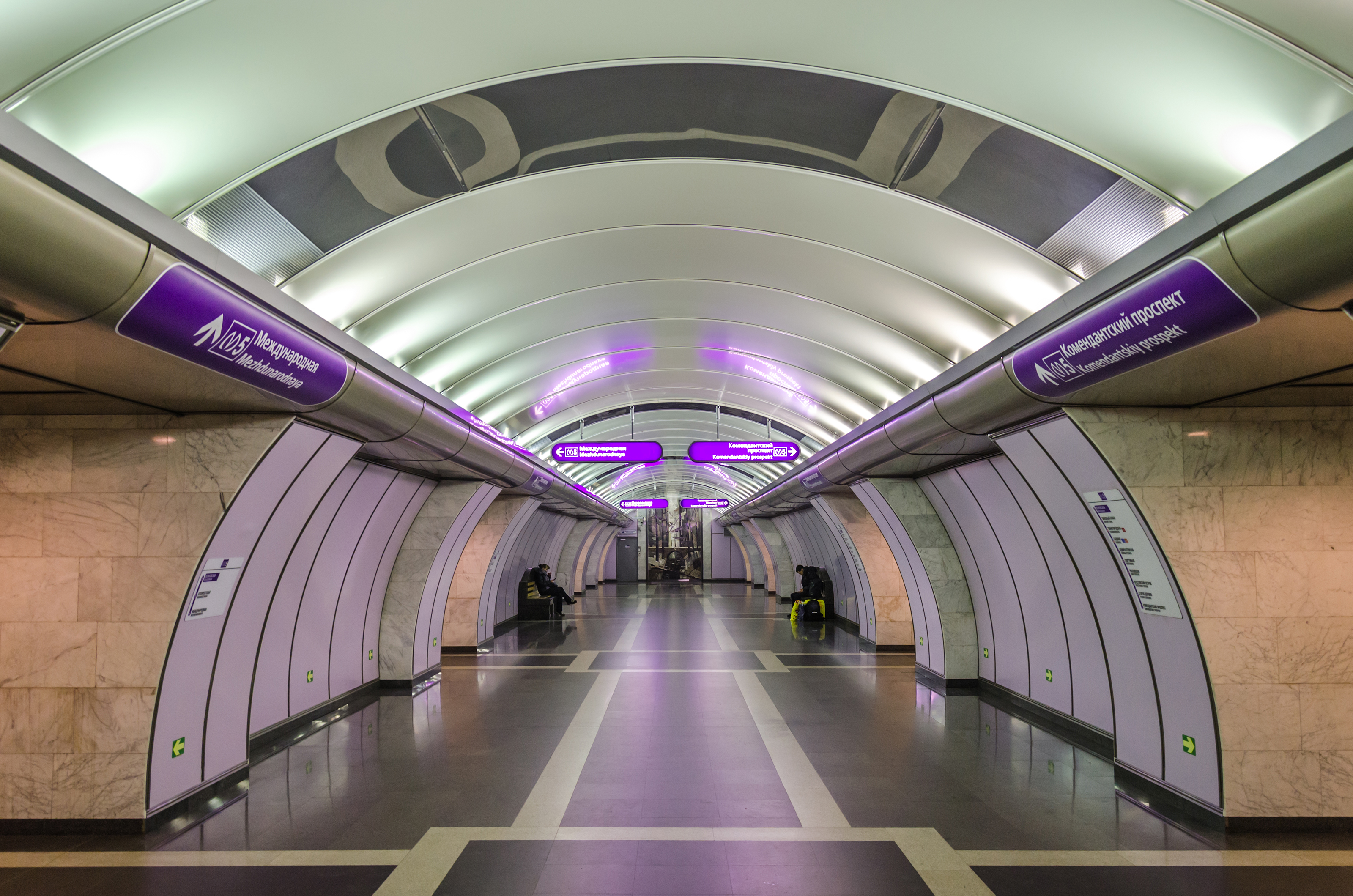
Station Volkovskaïa.

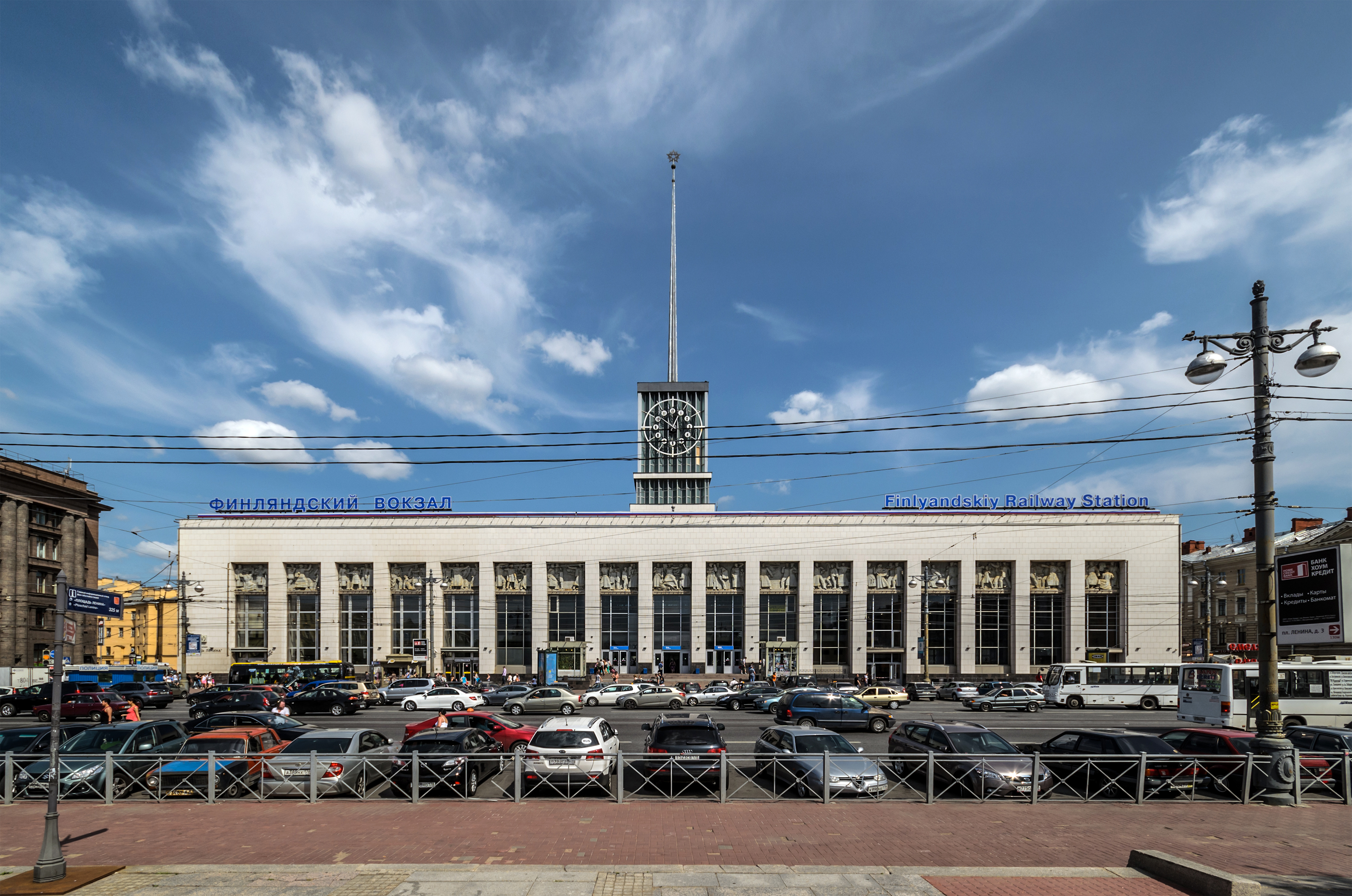
Gare de Finlande.

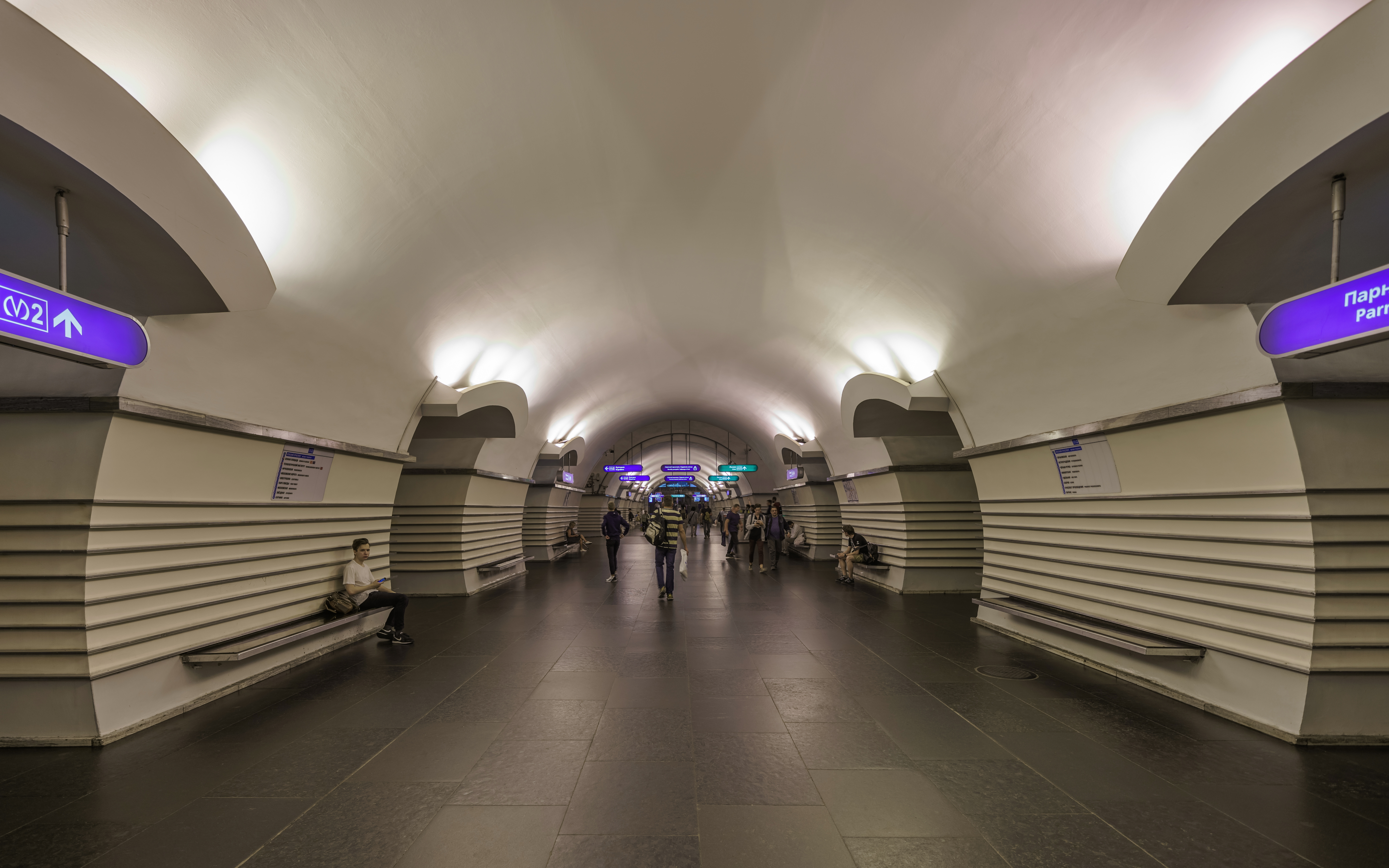
Station perspective Nevski.

La ville est desservie par un réseau de métro entièrement souterrain inauguré en 1955. En raison de la nature marécageuse du terrain, il a été nécessaire de creuser le tunnel dans la couche de granite située à grande profondeur : c'est le métro le plus profond du monde puisqu'il descend jusqu'à 90 mètres de profondeur. Il compte actuellement cinq lignes dont les 67 stations s'étendent sur 113,5 km de réseau (distance moyenne entre les stations 1 800 mètres) et transporte quotidiennement plus de 3,43 millions de passagers. Les plus anciennes stations du réseau sont décorées de manière somptueuse (marbre, œuvres d'art, lustres), en particulier les stations Avtovo et Narvskaïa. Ces deux stations font partie la ligne Kirovsko-Vyborgskaïa (en russe : Кировско-Выборгская) qui présente de nombreuses œuvres artistiques, dont des sculptures, des vitraux et des peintures murales. Ces deux stations sont classées dans les 100 plus impressionnantes stations de métro du monde.

### Trains

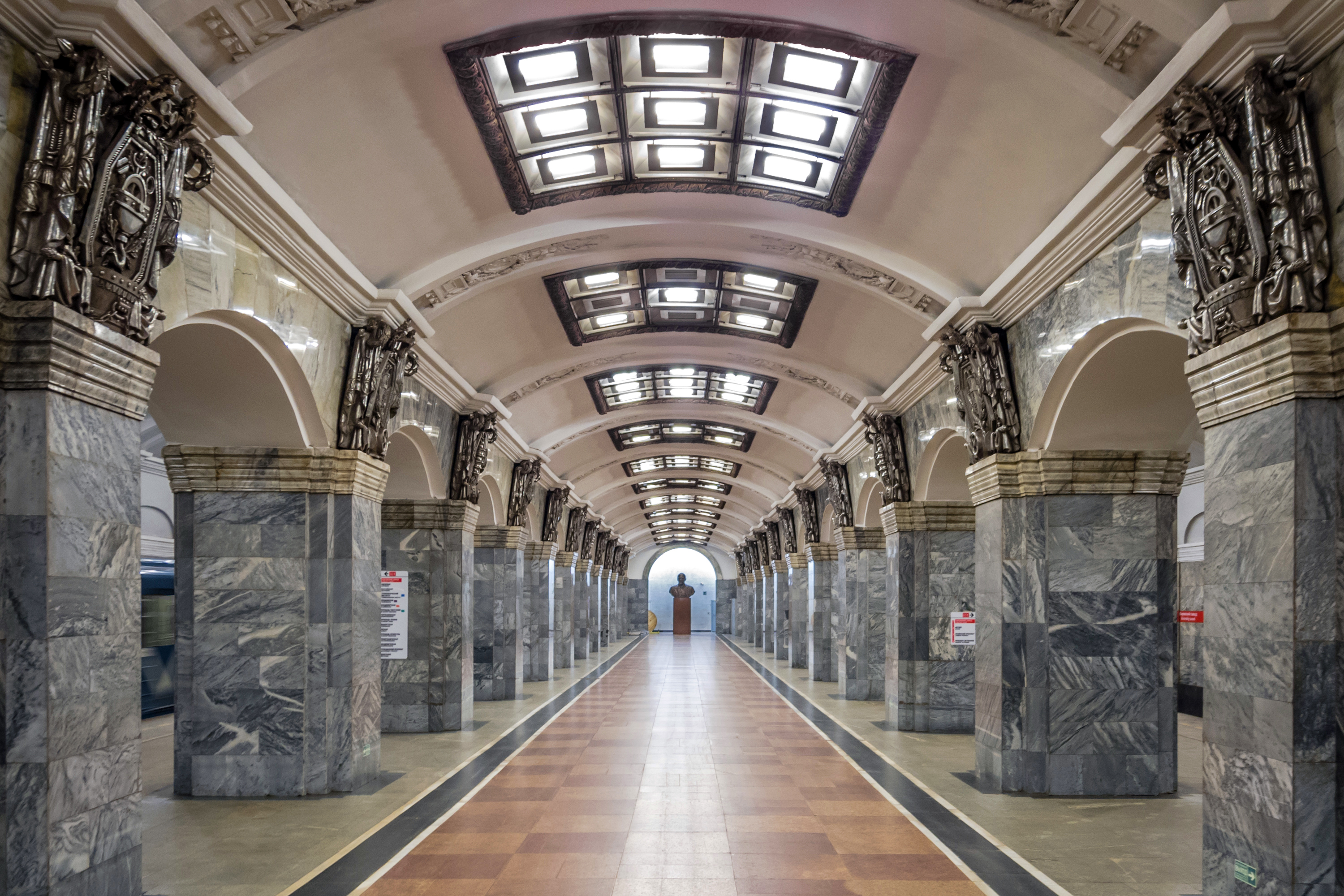
Métro de Saint-Pétersbourg.

La ville a cinq gares principales desservant diverses directions : les gares Baltique, Vitebsk, Ladoga (en), Moscou et de Finlande.
Saint-Pétersbourg a des liaisons régulières avec Helsinki via Vyborg (du côté russe), Kouvola et Lahti (du côté finlandais) via le train rapide Allegro et Moscou, via le train rapide Sapssan en 4 heures ou moins ou différents trains de nuits (comme l'Express, le Baltique express, le Léon Tolstoy et la Flèche Rouge).
La gare de Vitebsk (Витебский Вокзал) est la plus vieille gare de Saint-Pétersbourg, son architecture est de style Art nouveau (vitraux, boiseries dans certains salons) avec un ton jaune ocre et blanc. C'est de là que le premier train en provenance de Moscou arriva en septembre 1851. La gare de Vitebsk a été restaurée (2001-2003) à l'occasion du tricentenaire de la création de Saint-Pétersbourg. Avant la Première Guerre mondiale, le Nord-Express allait directement de Saint-Pétersbourg jusqu'à Paris. Saint-Pétersbourg possède un réseau ferroviaire régional (« Elektritschka ») s'étendant très loin ; de l'oblast de Léningrad, il dessert certaines villes de l'oblast de Novgorod, l'oblast de Pskov et la république de Carélie.

### Tramways, trolleybus et bus

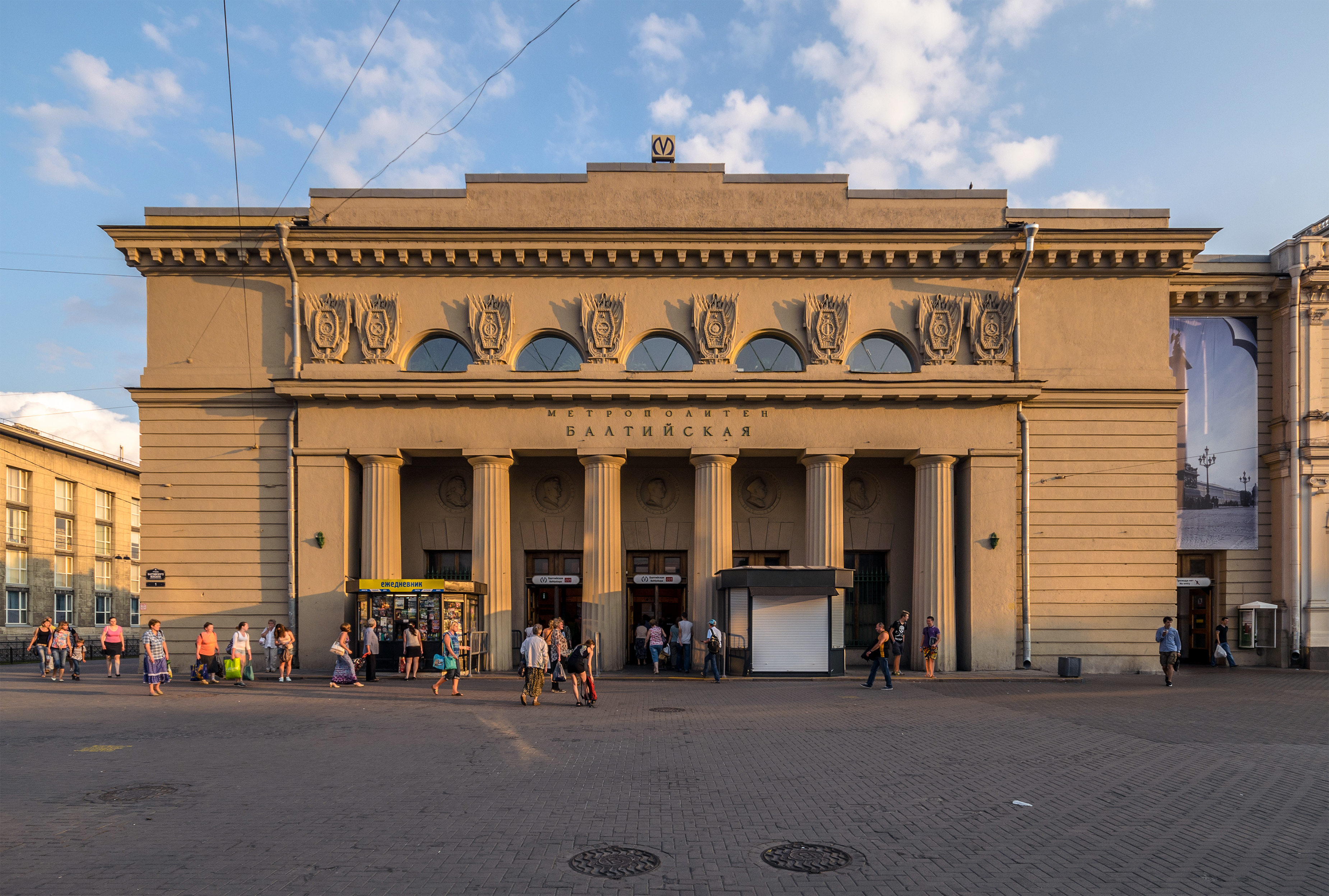
Station Baltiïskaïa.

La ville de Saint-Pétersbourg possède un réseau d'autobus et de trolleybus développé. Le réseau de tramway de Saint-Pétersbourg était autrefois le plus important de la planète. Il comporte en 2007 38 lignes et 220 km de voies. Depuis la libéralisation de l'économie russe, les autorités municipales ont choisi de privilégier les modes de transports individuels : plus de 120 km de lignes ont été supprimées depuis les années 1960 pour faire de la place aux véhicules automobiles (surtout dans le centre-ville) et les investissements sont réduits au minimum. Le parc qui comprend près de 1 000 voitures est vieillissant. Tramway et trolleybus transportent environ 475 millions de passagers par an dans les années 2000. Le tramway subit la concurrence de minibus privés (les « marchroutkas ») qui assurent la desserte des mêmes lignes avec une meilleure fréquence mais à un coût supérieur. Ce mode de transport a capturé une part de marché importante du transport public de la ville.

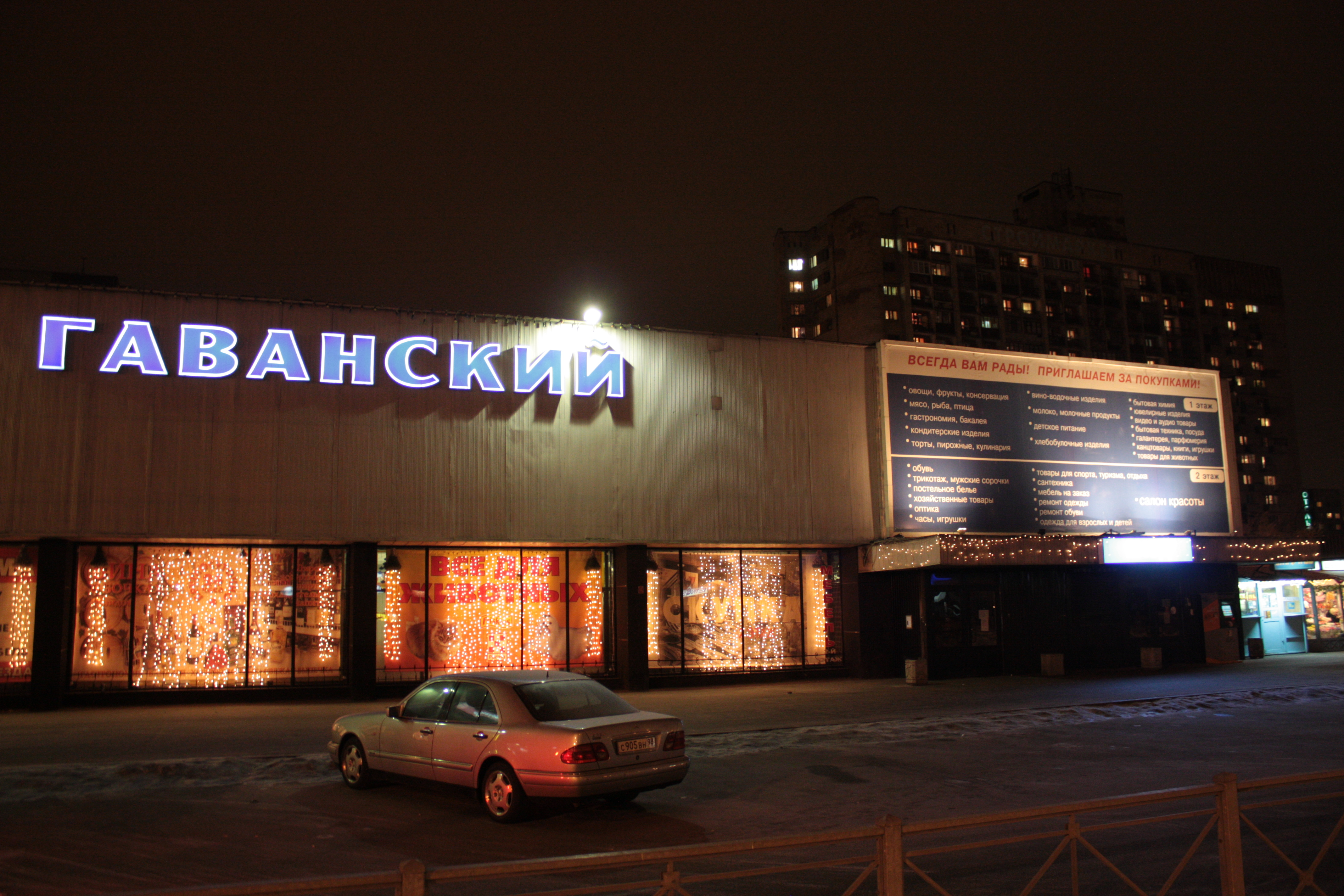
Magasin « Gavanski ».

### Réseau routier
Saint-Pétersbourg est desservie par douze axes routiers importants. Les embouteillages sont courants dans la ville en raison des volumes quotidiens de trafic de banlieue, du trafic interurbain et de la neige excessive en hiver. La construction d'autoroutes telles que le périphérique de Saint-Pétersbourg, achevé en 2011, et la rocade express ouest, achevée en 2017, a permis de réduire le trafic dans la ville. L'autoroute Moscou-Saint-Pétersbourg (M11) est une autoroute fédérale achevée en 2019 qui relie Saint-Pétersbourg à Moscou. La déviation vers l'est permettant d'éviter la traversée de la ville a été ouverte au transport en décembre 2005, la rocade express ouest en décembre 2016. Saint-Pétersbourg est également un important corridor de transport reliant la Scandinavie à la Russie et à l'Europe de l'Est. Depuis le périphérique part diverses routes vers le nord avec l'A181 vers la Finlande, l'A121 vers Sortavala, vers Mourmansk avec la R21. Au sud, Moscou peut être reliée par la M11 et aussi par la M10. Au sud-ouest, la R23 se dirige vers Pskov et la Biélorussie, et à l'ouest l'A180 part vers l'Estonie.

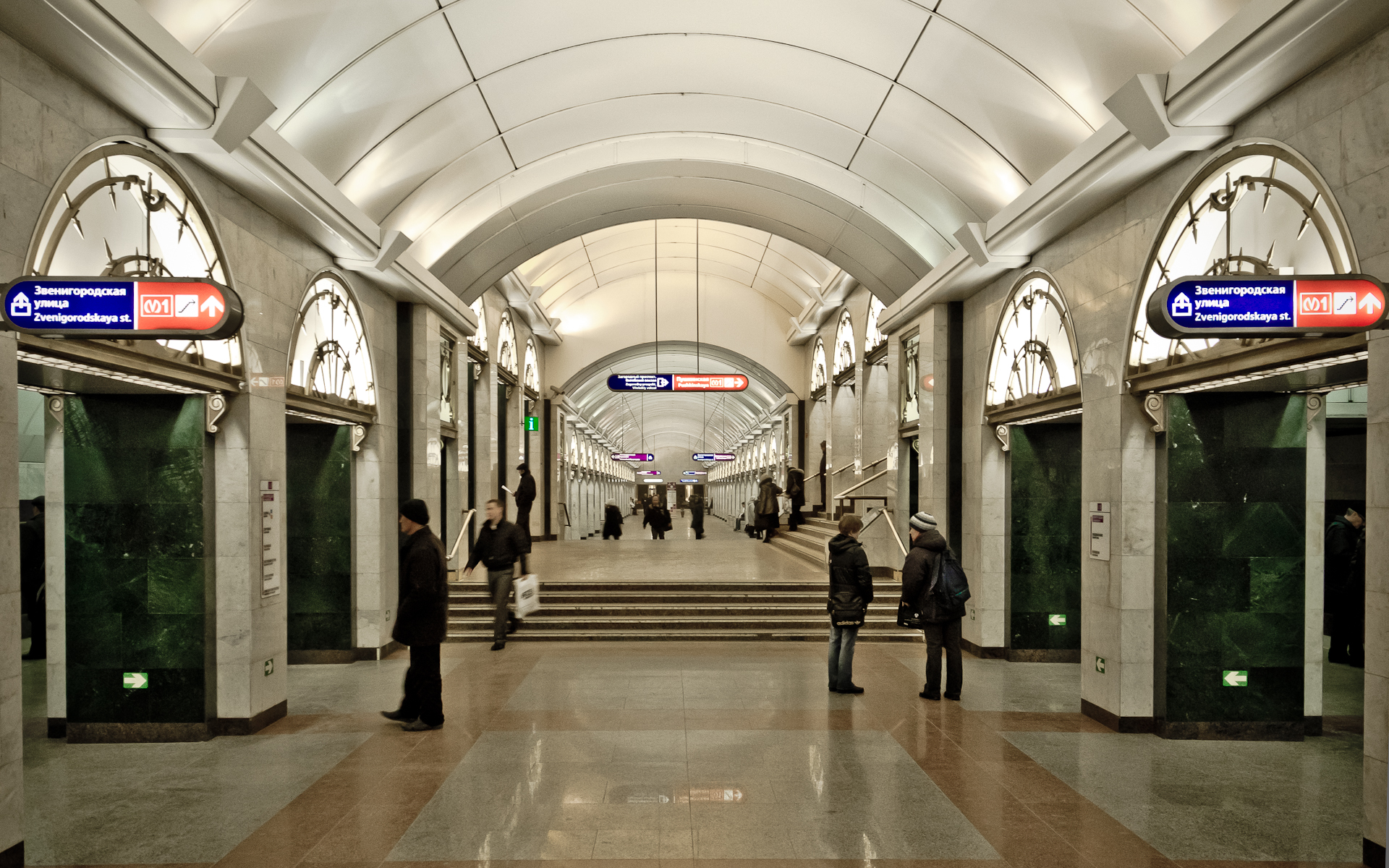
La station Zvenigorodskaïa.

### Port de commerce
Avec une surface de 164,6 km 2, et un transit de 59,9 millions de tonnes de marchandises en 2019, le port de commerce de Saint-Pétersbourg est le deuxième du pays. Le commerce extérieur est un atout majeur de la ville qui entretient des échanges avec d'autres villes d'Europe. Une ligne de ferry dessert Kaliningrad. D’autres liaisons existent avec Stockholm, Helsinki, Kiel, Rostock, Lübeck, Sassnitz et d’autres ports de la mer Baltique. Les principaux avant-ports de Saint-Pétersbourg se trouvent à Oust-Louga et Vyssotsk.

### Aéroport
La ville est desservie par l'aéroport international de Poulkovo, situé à environ 15 km au sud du centre-ville. Après Moscou, il s'agit de la deuxième plate-forme aéroportuaire de Russie, avec 19,6 millions de passagers en 2019. Il comprend depuis 2013 deux terminaux interconnectés.

## Tourisme
Le tourisme d'affaires joue un rôle important dans l'économie tout comme celui intérieur de toute la Russie en plus de celui associé aux visiteurs des pays étrangers. Cela prend ainsi une place importante dans le secteur des services et se reflète sur l'activité, la vitalité économique. La ville possède un imposant patrimoine historique et culturel créant alors un produit touristique de choix et fait du tourisme une base de l'économie urbaine. D'ailleurs, Saint-Pétersbourg a pris la 10e place à la fin de l'année 2012 (2010 - 7e place) parmi les villes touristiques les plus visitées et populaires d'Europe (et la 20e dans le monde).
En 2016, Saint-Pétersbourg a été visité par 6,9 millions de touristes (le nombre de ressortissants étrangers qui sont arrivés à Saint-Pétersbourg à travers les points de passage du district fédéral du Nord-Ouest en 2016, est élevé à 2 847 200 personnes (principalement des touristes de Finlande, de l'Allemagne, des États-Unis, de la Suède et de la France. La ville compte au moins 358 petits et grands hôtels (dont les fameux « Grand Hôtel Europe », « Astoria », « Saint-Pétersbourg Corinthia », « Baltic », « Poulkovo », « Saint-Pétersbourg », « Moscou », « Russie », « Octobre », « Azimut Hotel Sankt Petersburg » et d'autres) et en incluant les chambres d'hôtes cela peut en représenter 27 000 chambres. Avec l'introduction d'un nouveau port de mer à l'ouest de l'île Vassilievski et de l'abolition du régime des visas pour les visites à court terme de touristes, la ville est devenue l'un des centres du tourisme de croisière en Europe. Ainsi 457 000 croisiéristes ont visité la capitale du Nord en 2016.
En décembre 2016, Saint-Pétersbourg a reçu le prix prestigieux de la World Travel Awards du domaine de l'industrie du tourisme dans la catégorie « Destination chef de file en tant que ville culturelle mondiale » (World’s Leading Cultural City Destination) 2016 et dans les sources de langue russe elle a été baptisée « capitale touristique du monde »,,.
Toujours selon le site officiel gouvernemental de la ville, les touristes en 2015 y ayant séjourné une nuit représentaient 4 %, deux nuits 11 %, trois nuits 16 %, quatre nuits 22 %, cinq nuits 15 %, six nuits 7 %, sept nuits 9 % et plus de sept 16 % ; puis pour ce qui est des sommes dépensées par jour, 55 % du budget des touristes était de 0 à 100 euros, tandis que 32 % d'entre eux dépensaient de 100 à 250 euros, 9 % de 250 à 500 euros et 4 % de visiteurs aisés portaient à des débours de 500 euros et plus.

## Enseignement et recherche

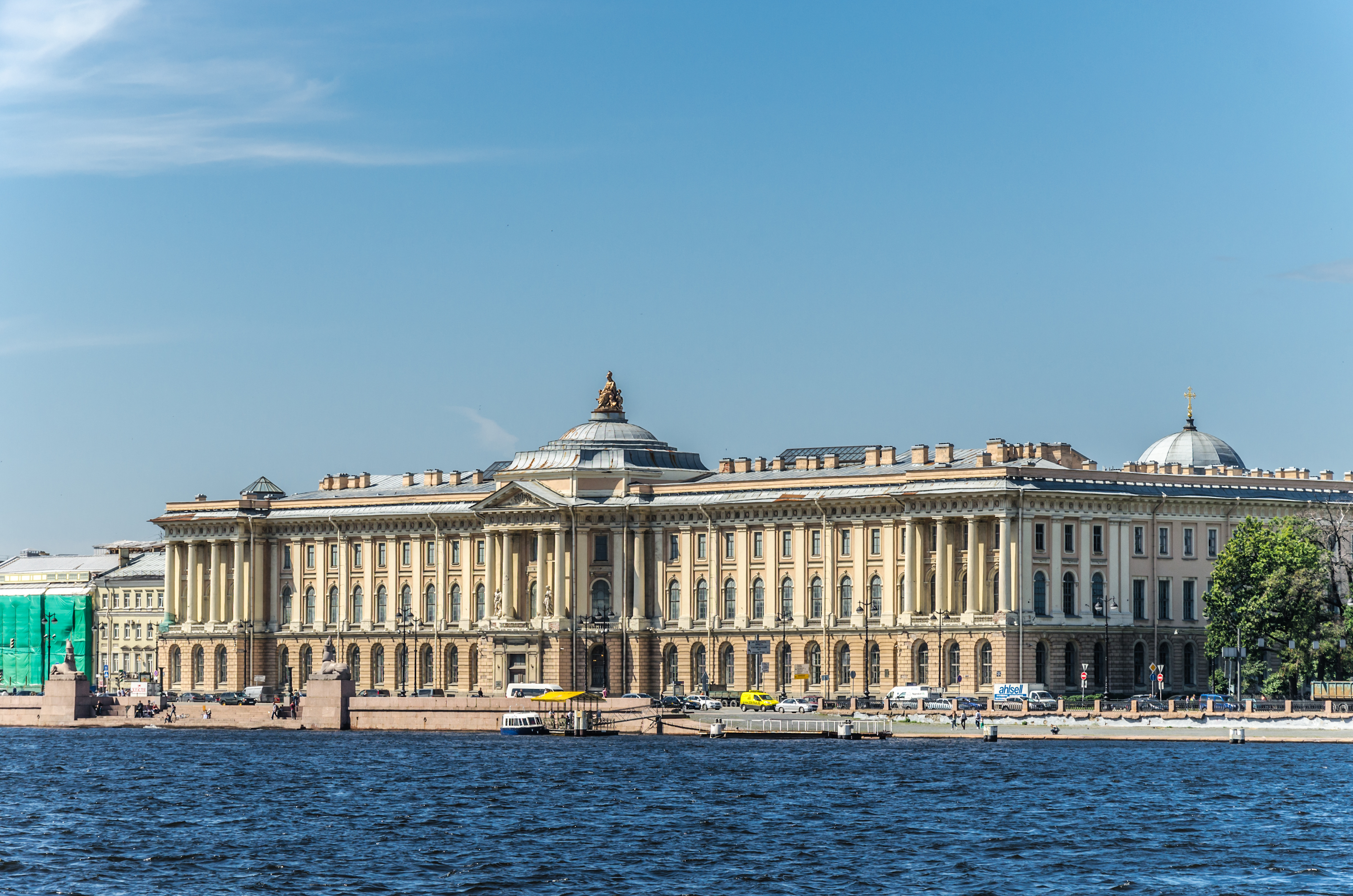
Bâtiment de l'Académie des beaux-arts.

Historiquement, Saint-Pétersbourg était le centre scientifique de la Russie : c'est dans cette ville qu'ont été créées au XVIIIe siècle les grandes institutions scientifiques russes, sous l'impulsion de Pierre le Grand et de Catherine II. Aujourd'hui, la ville est toujours, à côté de Moscou, le plus important centre d'enseignement supérieur et de recherche scientifique. Il y a à Saint-Pétersbourg 120 universités, grandes écoles et écoles techniques supérieures. Parmi celles-ci, 43 sont publiques, 22 militaires et 50 gérées par le privé mais avec des diplômes reconnus par l'État. Les plus connues sont l'université de Saint-Pétersbourg, l'université d'économie, l'université polytechnique, l'université Herzen, l'Académie des beaux-arts, le Conservatoire Rimski-Korsakov, l'université technique du génie militaire et l'Académie militaire de logistique et transport.
Dans la ville, 600 000 habitants se consacrent à l'enseignement et à la recherche, dont environ 340 000 étudiants. Plusieurs prix Nobel ont été attribués à des personnalités vivant ou travaillant dans la ville : le dernier à être récompensé est Jores Alferov, prix Nobel de physique en 2000.

## Panorama

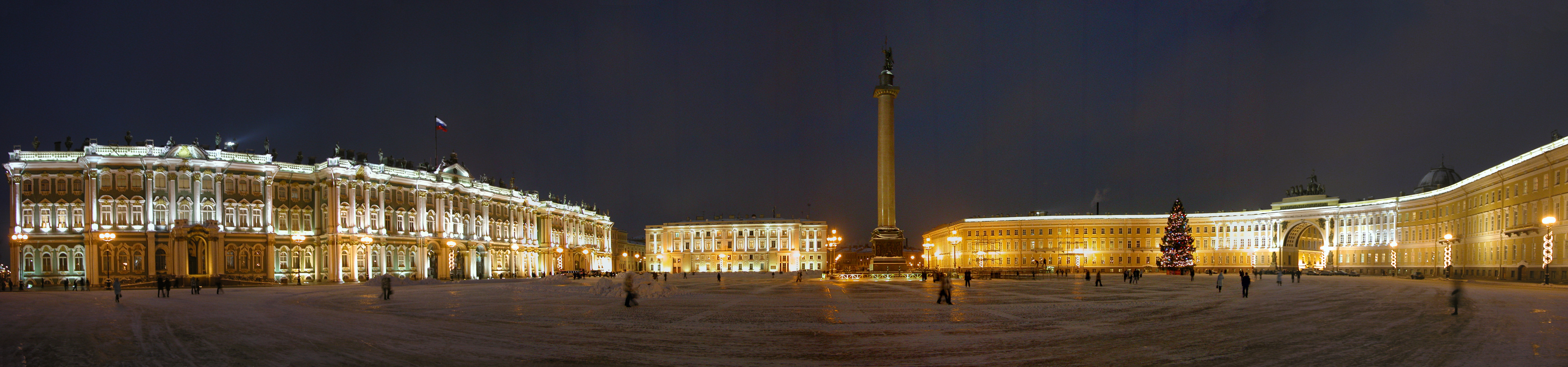
Place du Palais.

## Personnalités liées à Saint-Pétersbourg

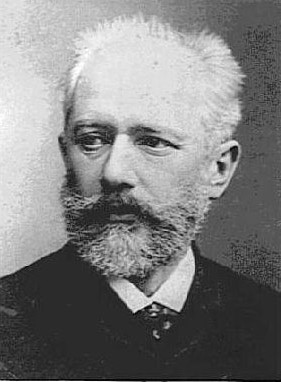
Piotr Ilitch Tchaïkovski.

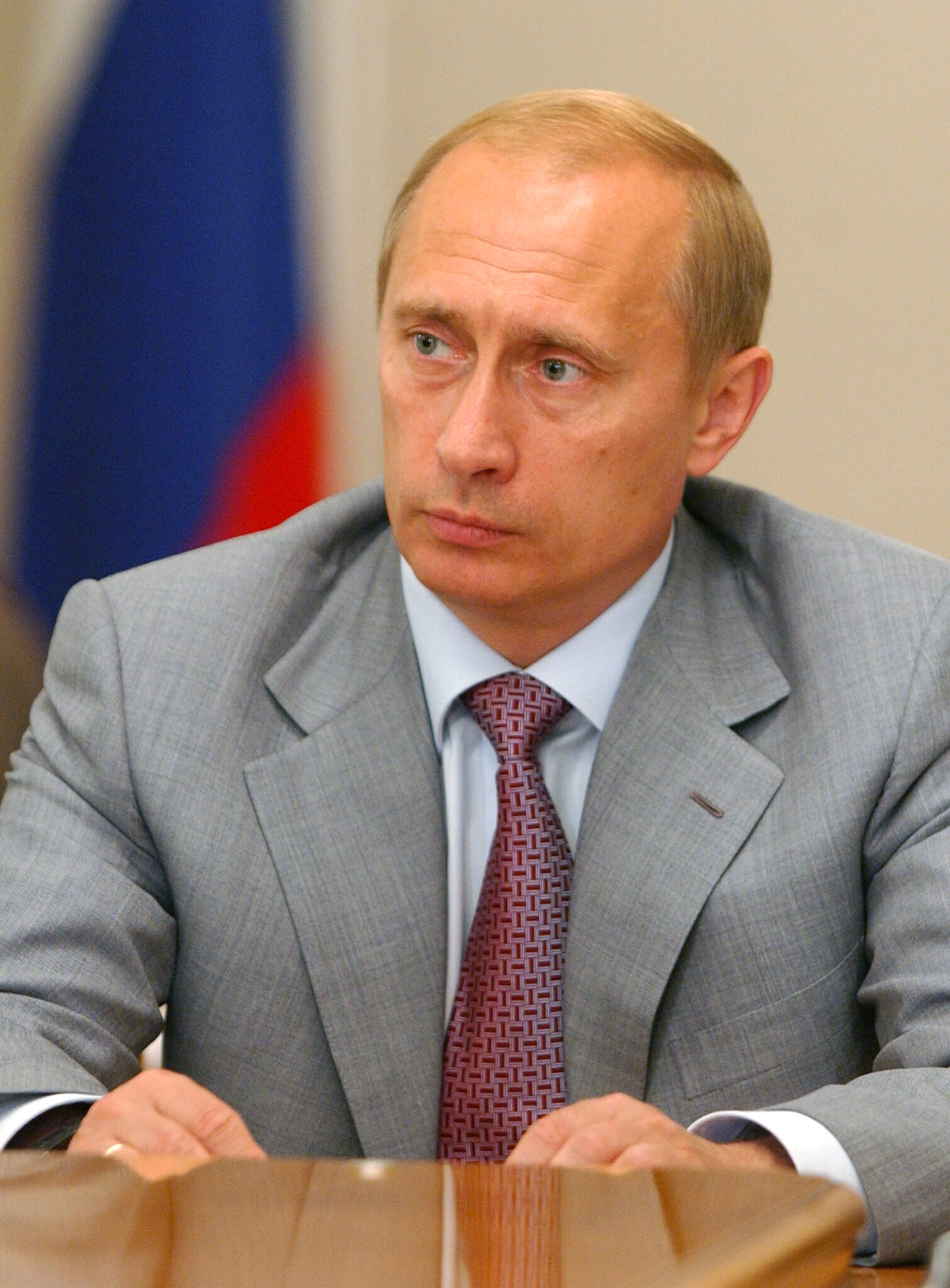
Vladimir Poutine.

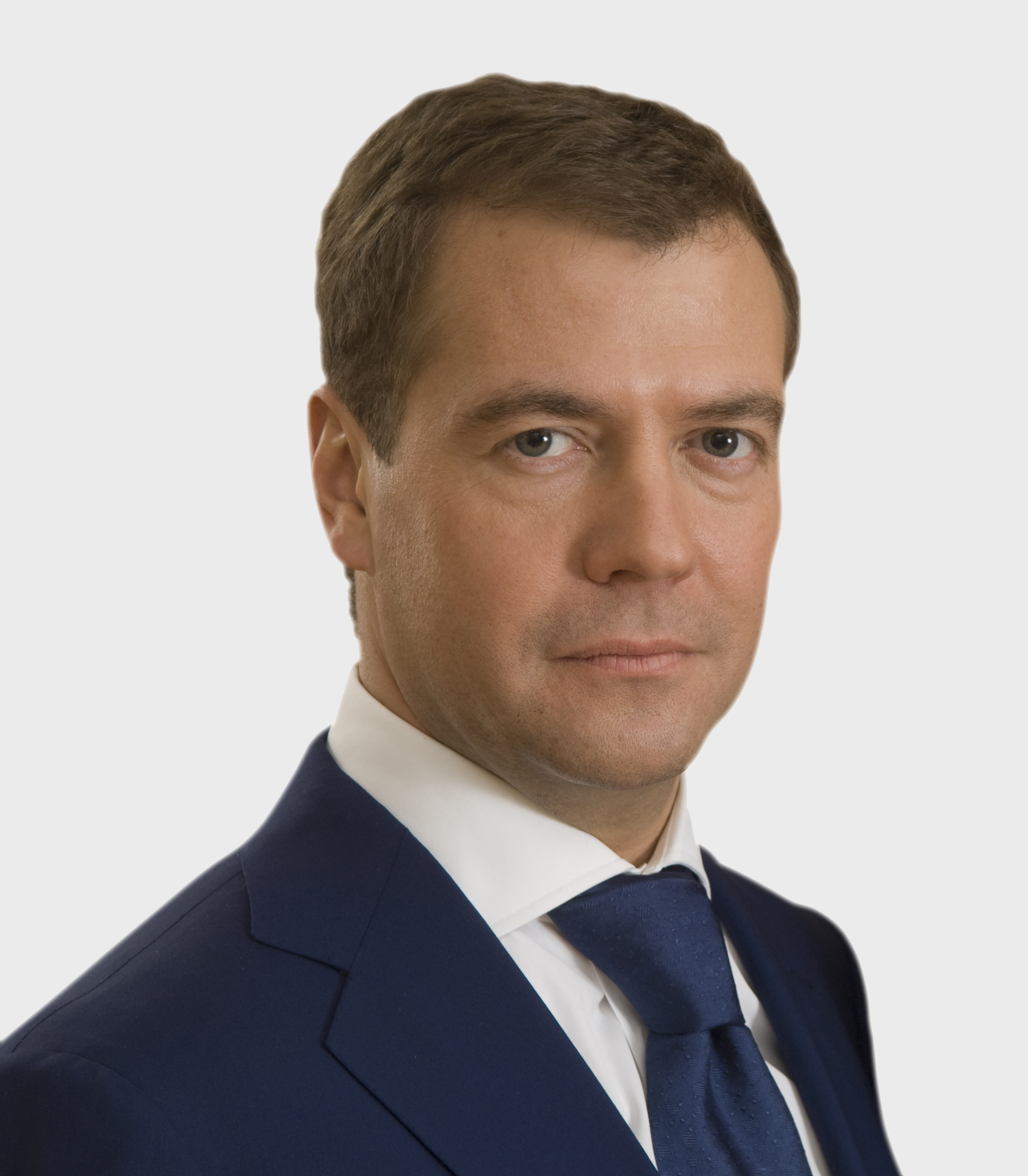
Dmitri Medvedev.

### Morts à Saint-Pétersbourg
- Xenia de Saint-Pétersbourg, sainte patronne de la ville ;
- Pierre le Grand (1672-1725), fondateur de la ville ;
- Catherine II de Russie (1729-1796), impératrice ;
- Alexandre Souvorov-Rimniski (1729-1800), feld-maréchal ;
- Gabriel-François Doyen (1726-1806), peintre d'histoire né à Saint-Germain-l'Auxerrois ;
- Jean-François Thomas de Thomon (1760-1813), architecte ;
- Fédor Rostoptchine (1763-1826), lieutenant-général, ministre des Affaires étrangères et père de Sophie Rostopchine, comtesse de Ségur ;
- Vassili Golovnine (1776-1831), explorateur ;
- Anders Johan Sjögren, (1794-1855), historien, linguiste
- Alexandre Sergueïevitch Pouchkine (1799-1837), écrivain ;
- Fiodor Dostoïevski (1821-1881), écrivain ;
- Piotr Ilitch Tchaïkovski (1840-1893), compositeur ;
- Grigori Raspoutine (env. 1869-1916), starets controversé ;
- César Antonovitch Cui (1835-1918), compositeur ;
- Sergueï Kirov (1886-1934) homme politique communiste, assassiné ;
- Yakov Perelman (1882-1942), mathématicien et physicien ;
- Anna Akhmatova (1889-1966), poétesse acméiste ;
- Boris Schwanwitsch (1889-1957), entomologiste spécialiste des Lépidoptères ;
- Fridrikh Ermler (1898-1967), réalisateur ;
- Carl Eliasberg (1907-1978), chef d'orchestre ;
- Mikhaïl Anikouchine (1917-1997), sculpteur ;
- Bobby Farrell (1949-2010), chanteur du groupe Boney M ;
- Elena Grigorievna (1979-2019), activiste LGBTIQ.

### Autres personnalités de Saint-Pétersbourg
- Étienne-François de Sénovert (1753-1831), ingénieur français, général-major de l'Empire russe ;
- Pierre-Dominique Bazaine (1786-1838), ingénieur français, lieutenant général de l'Empire russe[61] ;
- Victor von Wahl (1840-1915), général de la Russie impériale et maire de Saint-Pétersbourg.
- Palina Rojinski (1985-), présentatrice de télévision, actrice et influenceuse.
- Dina Belenkaïa (1993-), joueuse d'échecs, grand maître féminin.

## Honneur
L'astéroïde (2046) Léningrad porte l'ancien nom de la ville.
De nombreuses chansons font référence à la ville, dont Un soir sur le bateau (1941).

## Galerie

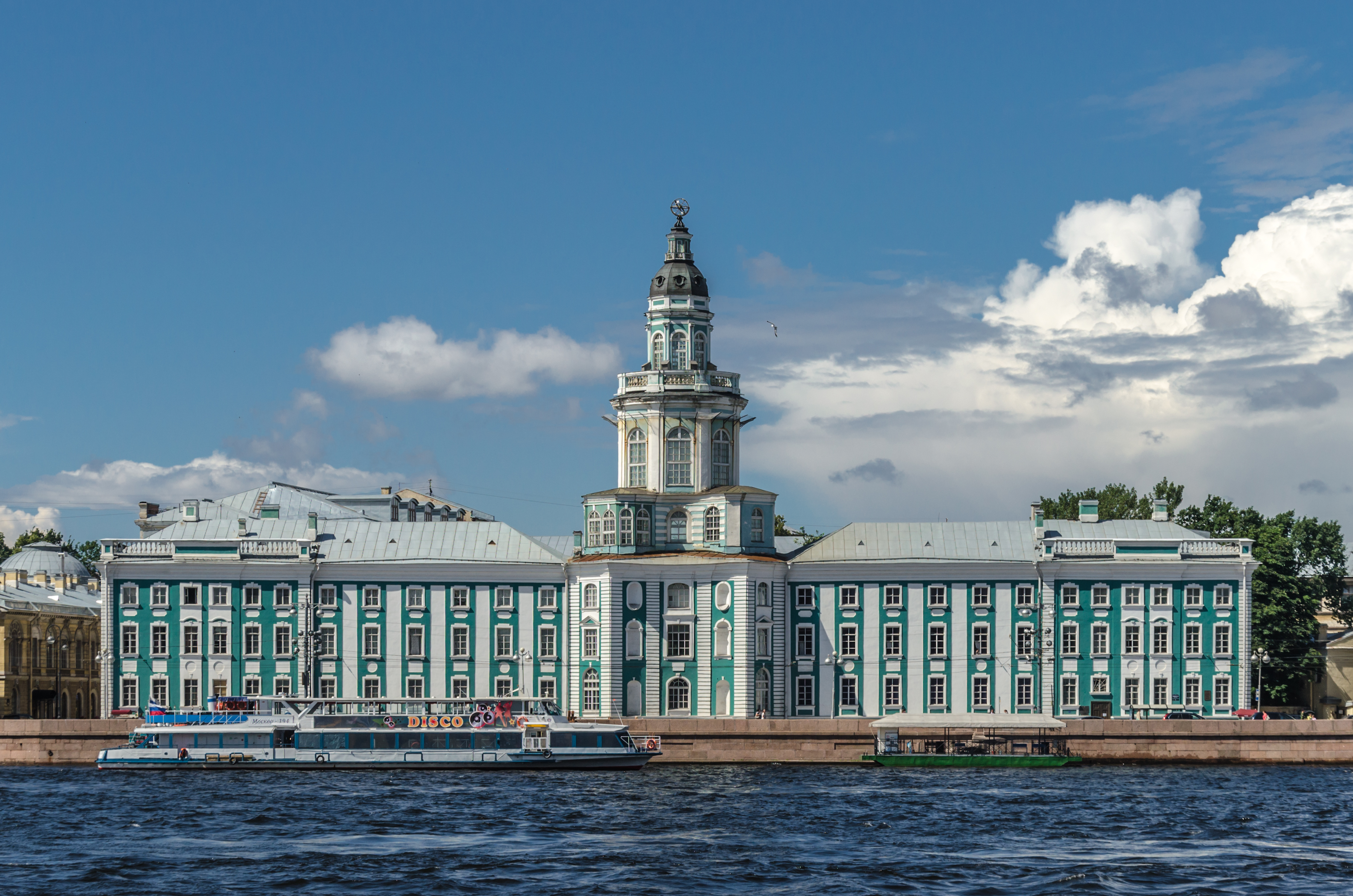
La Kunstkamera.
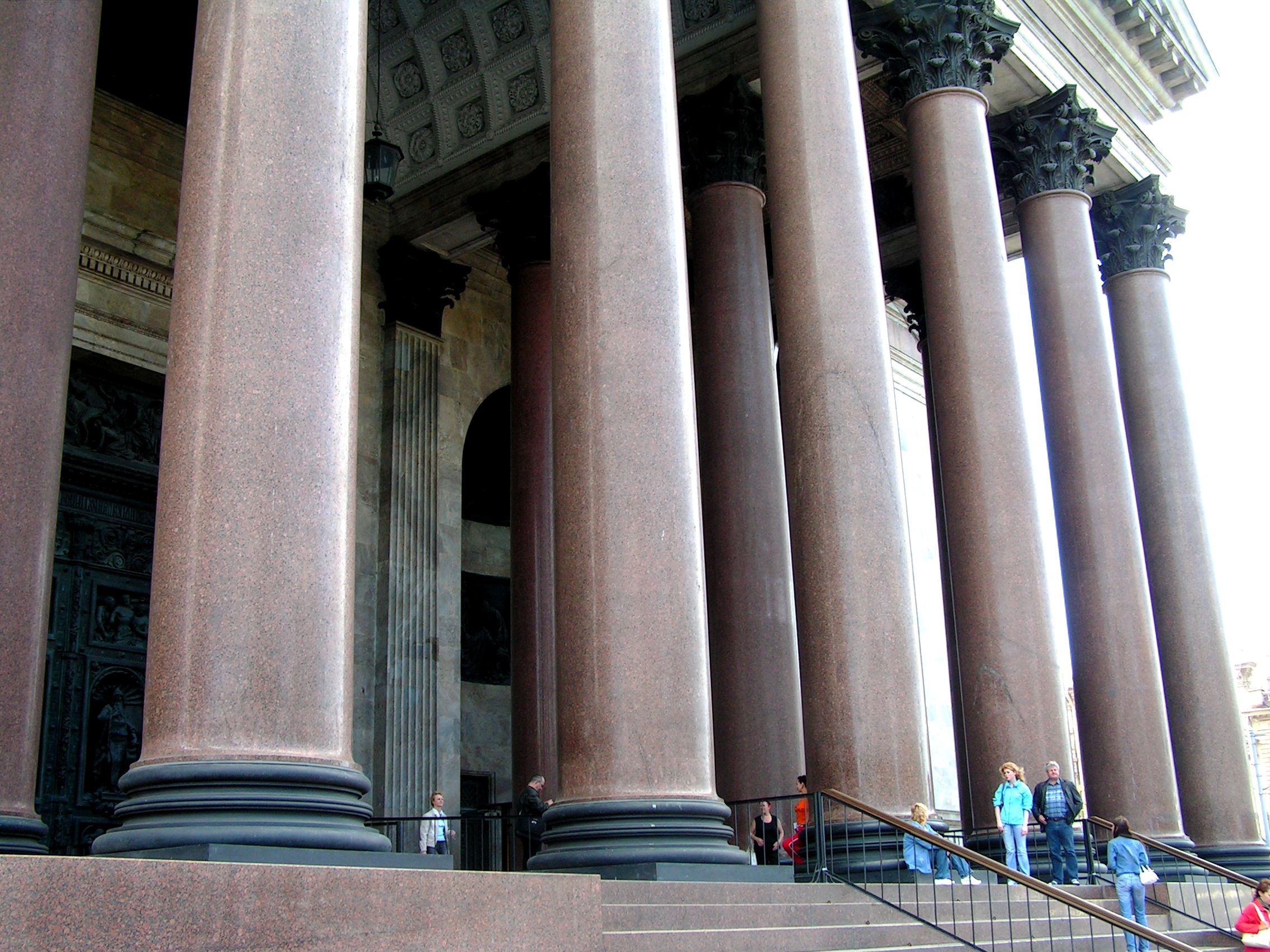
La cathédrale Saint-Isaac.
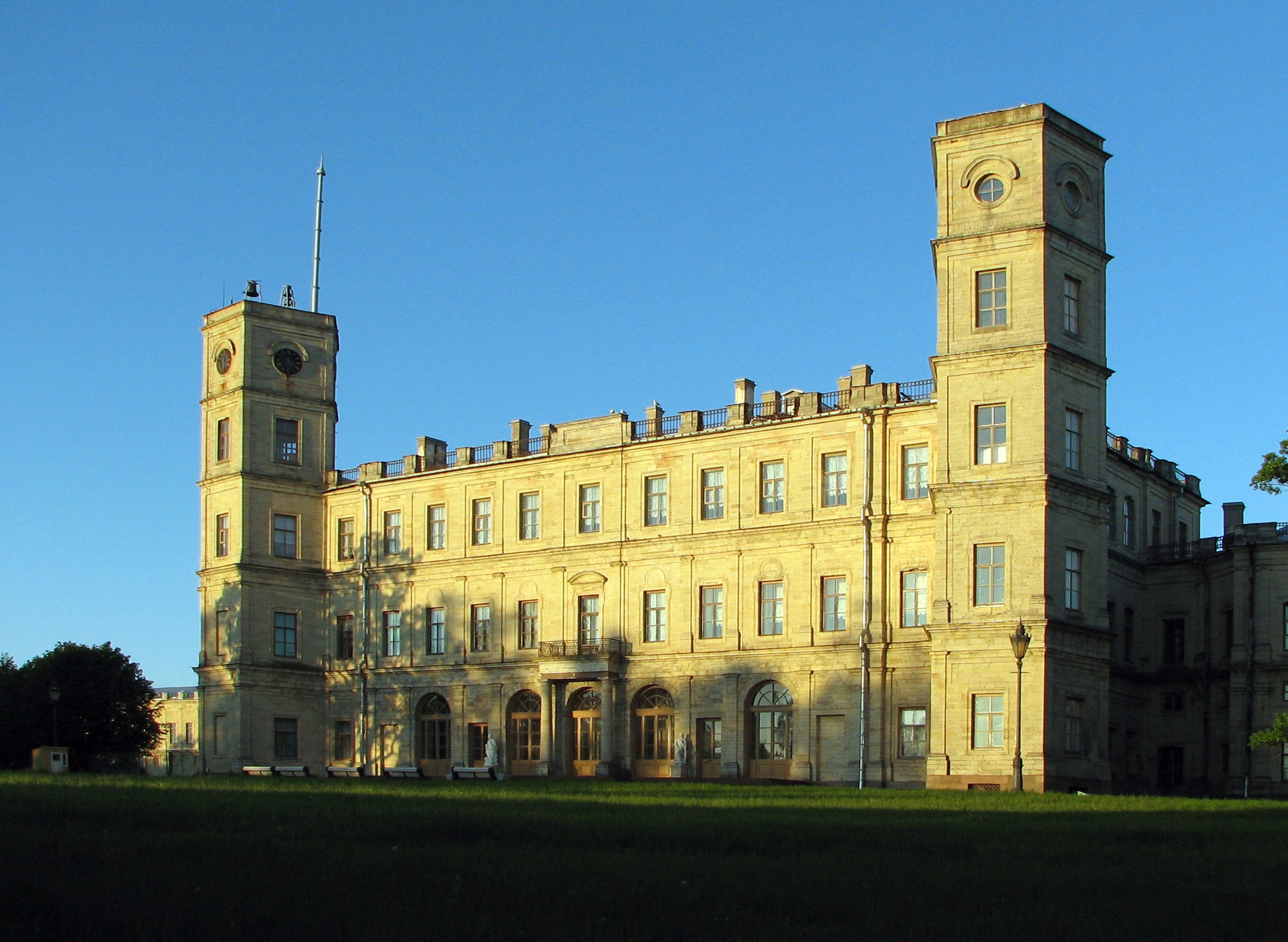
Le palais de Gatchina, vue nord.
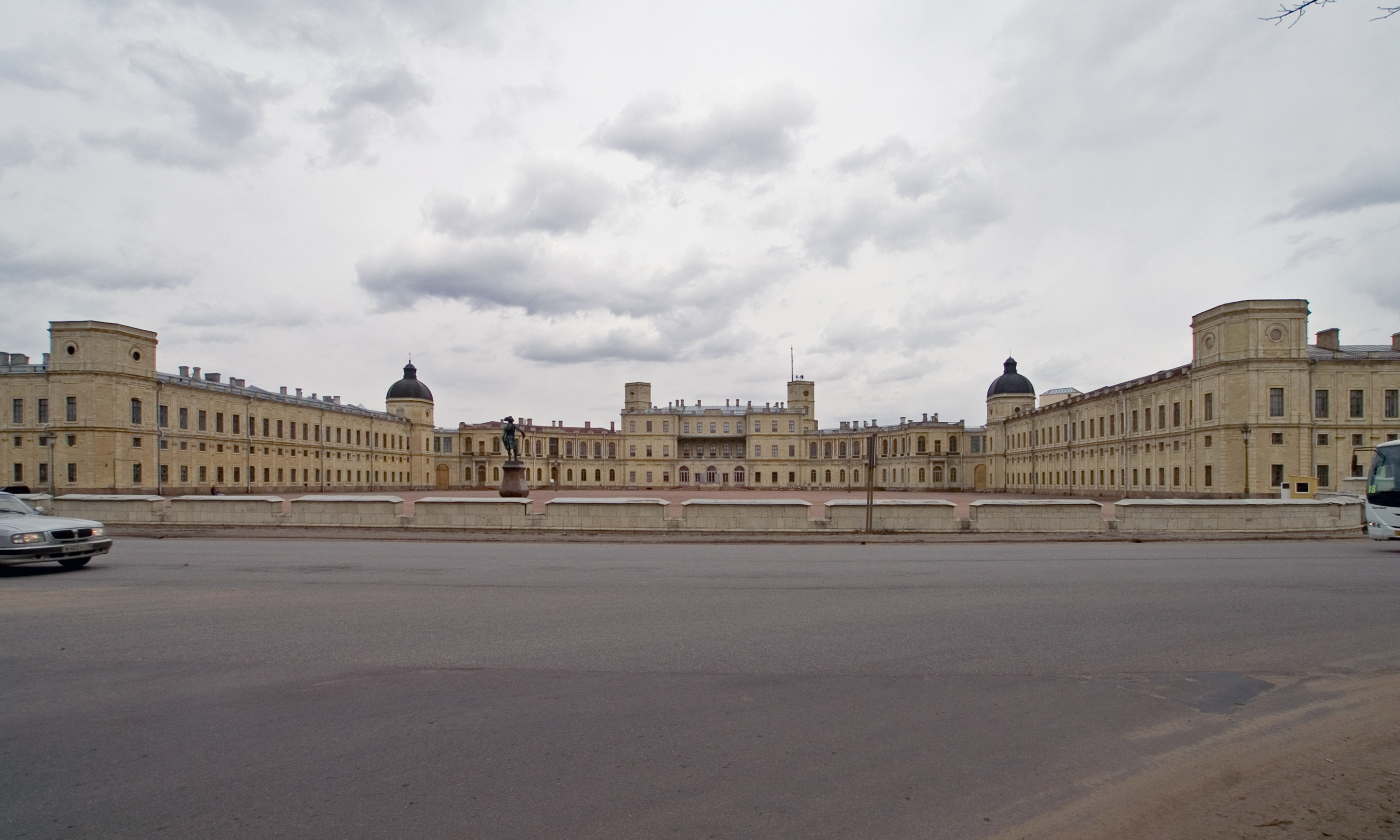
Palais de Gatchina.
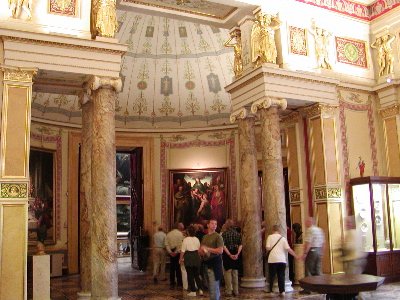
Une salle parmi les milliers de l'Ermitage.
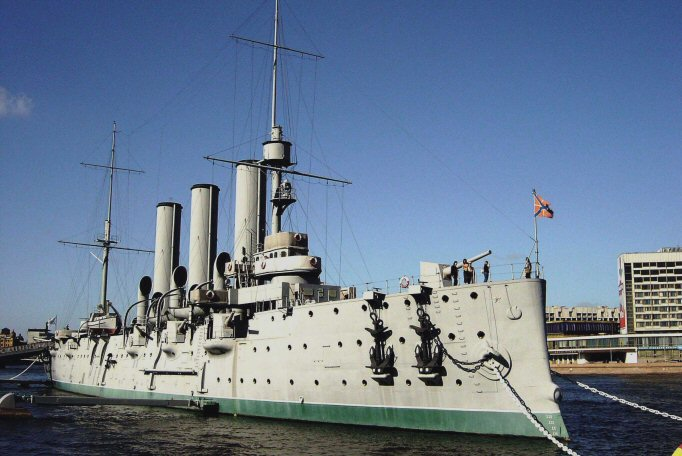
Le croiseur Aurore.
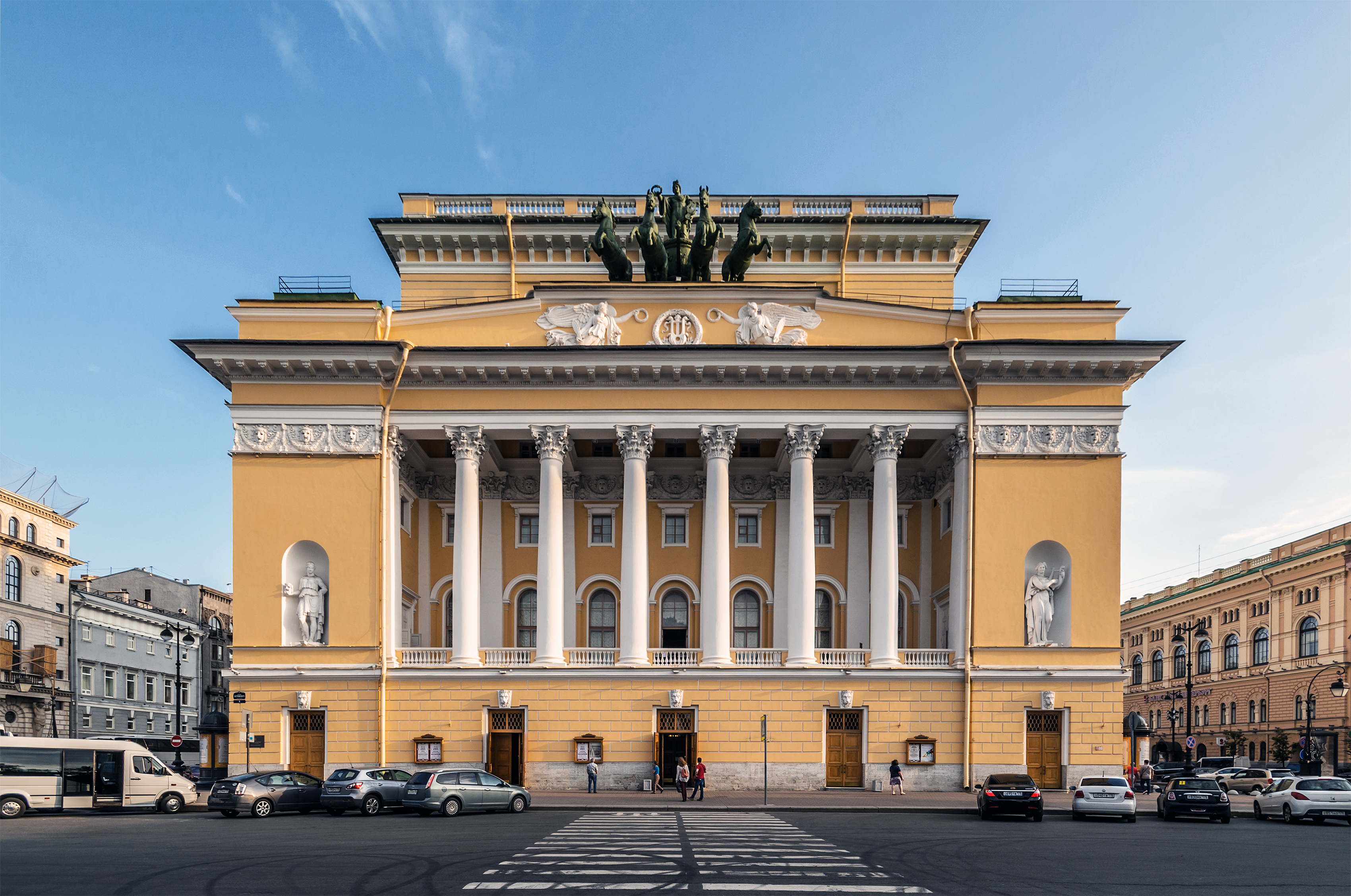
Le théâtre Alexandra sur la place Ostrovski.
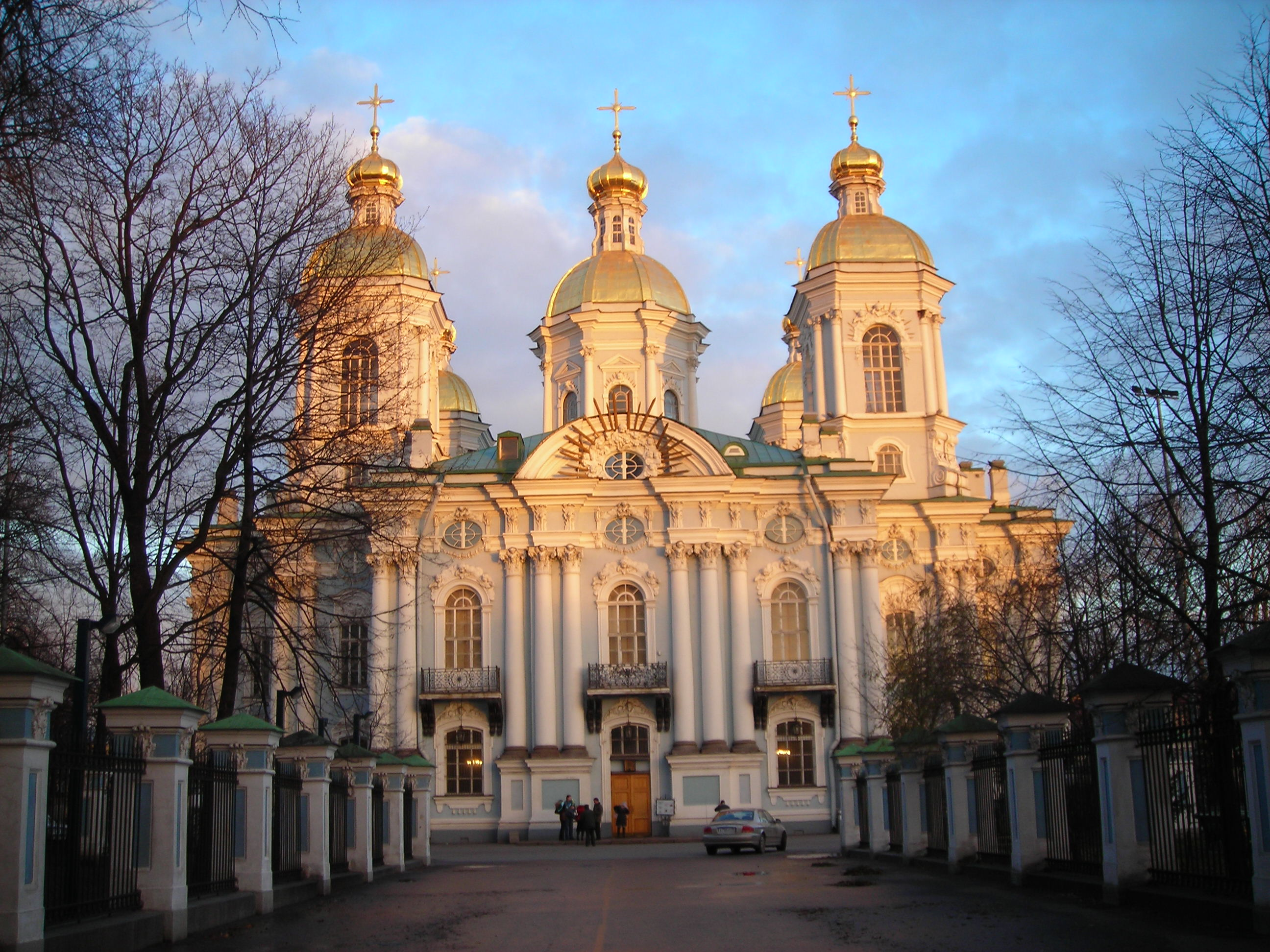
Cathédrale Saint-Nicolas-des-Marins.
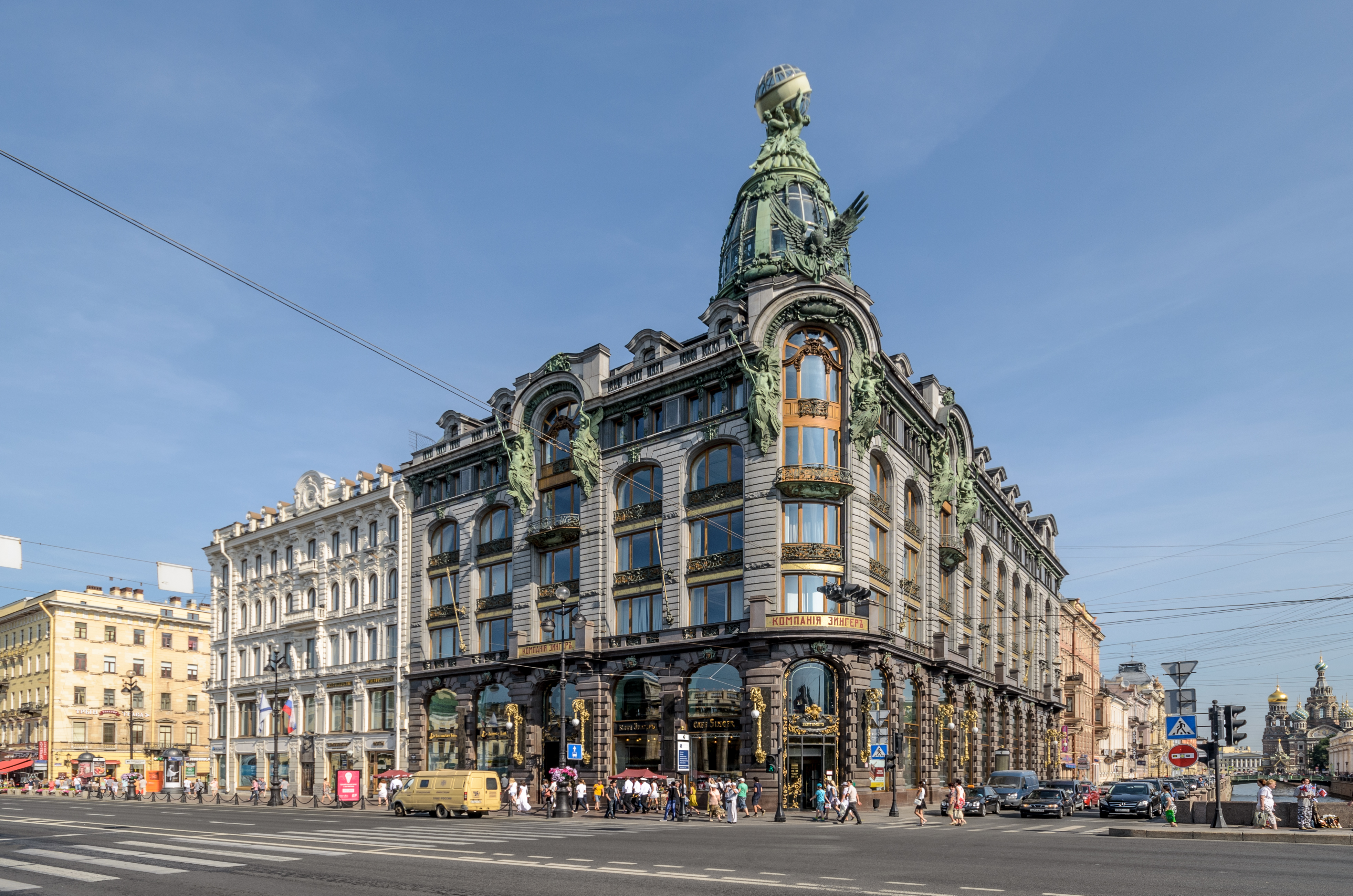
Immeuble Singer.
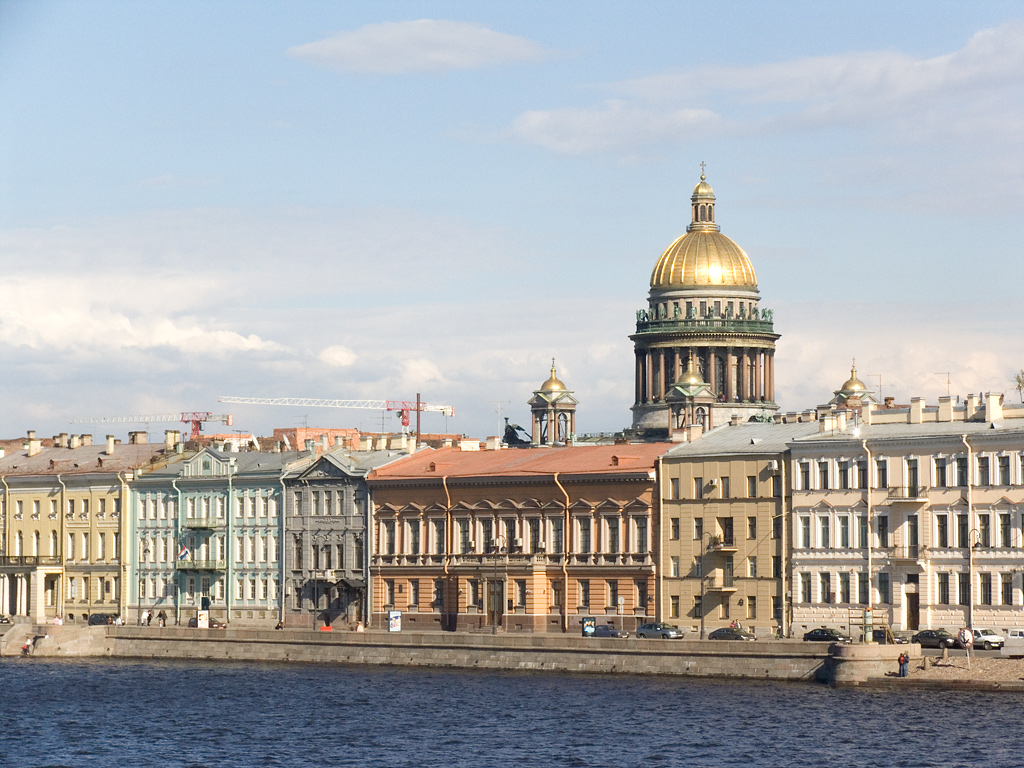
Quai des Anglais.
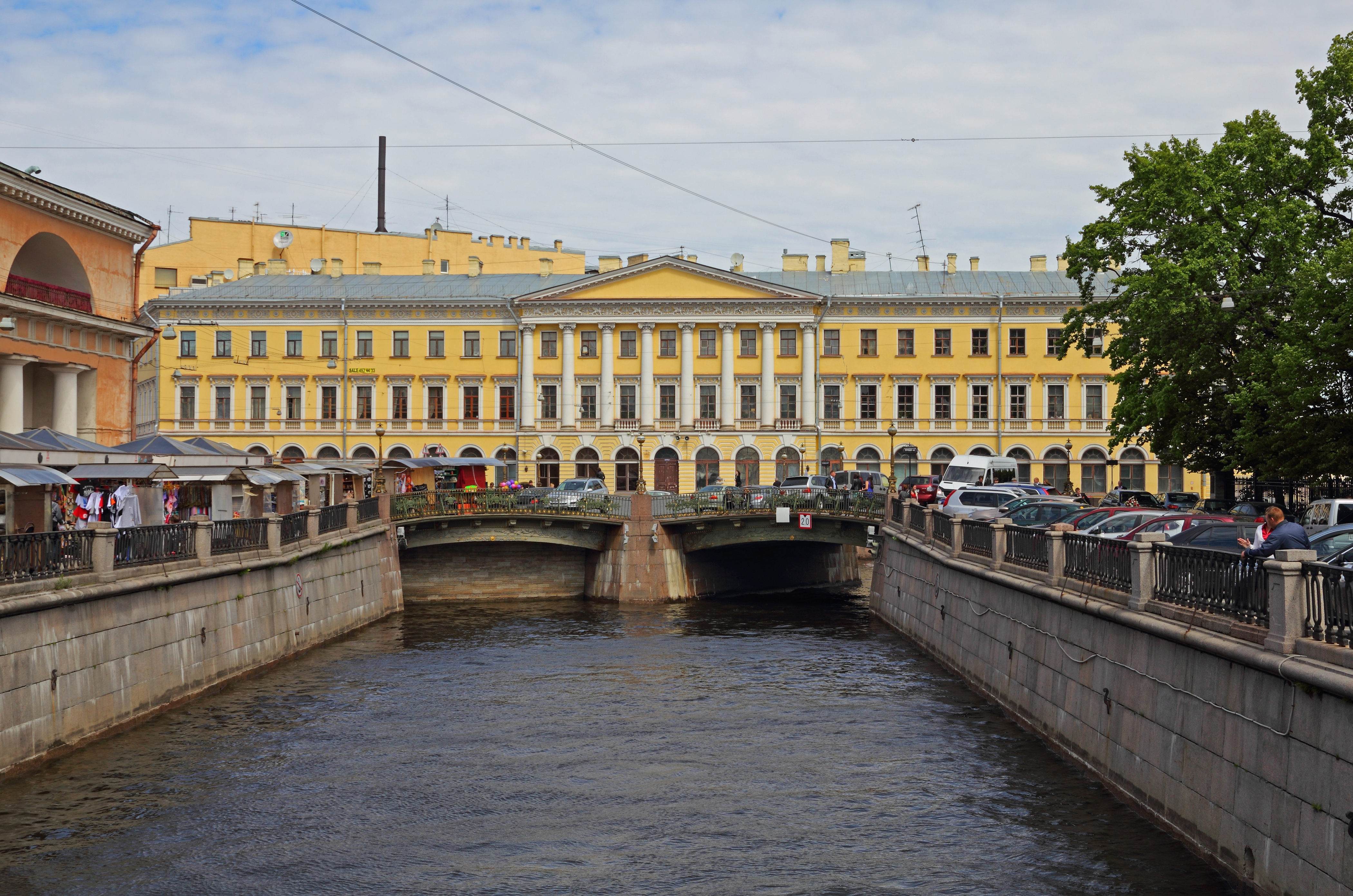
Canal Griboïedov.
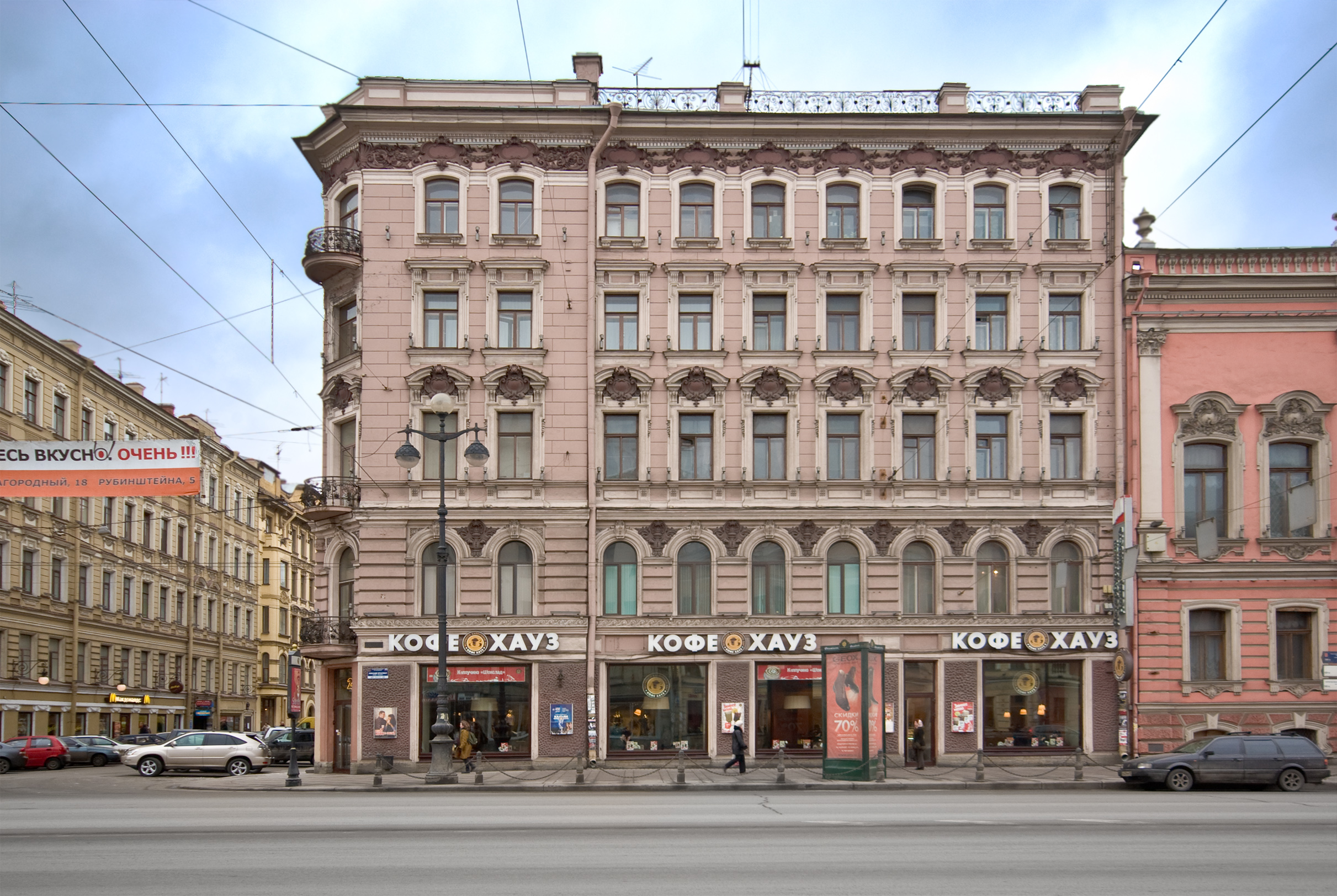
Immeuble de la perspective Nevski.
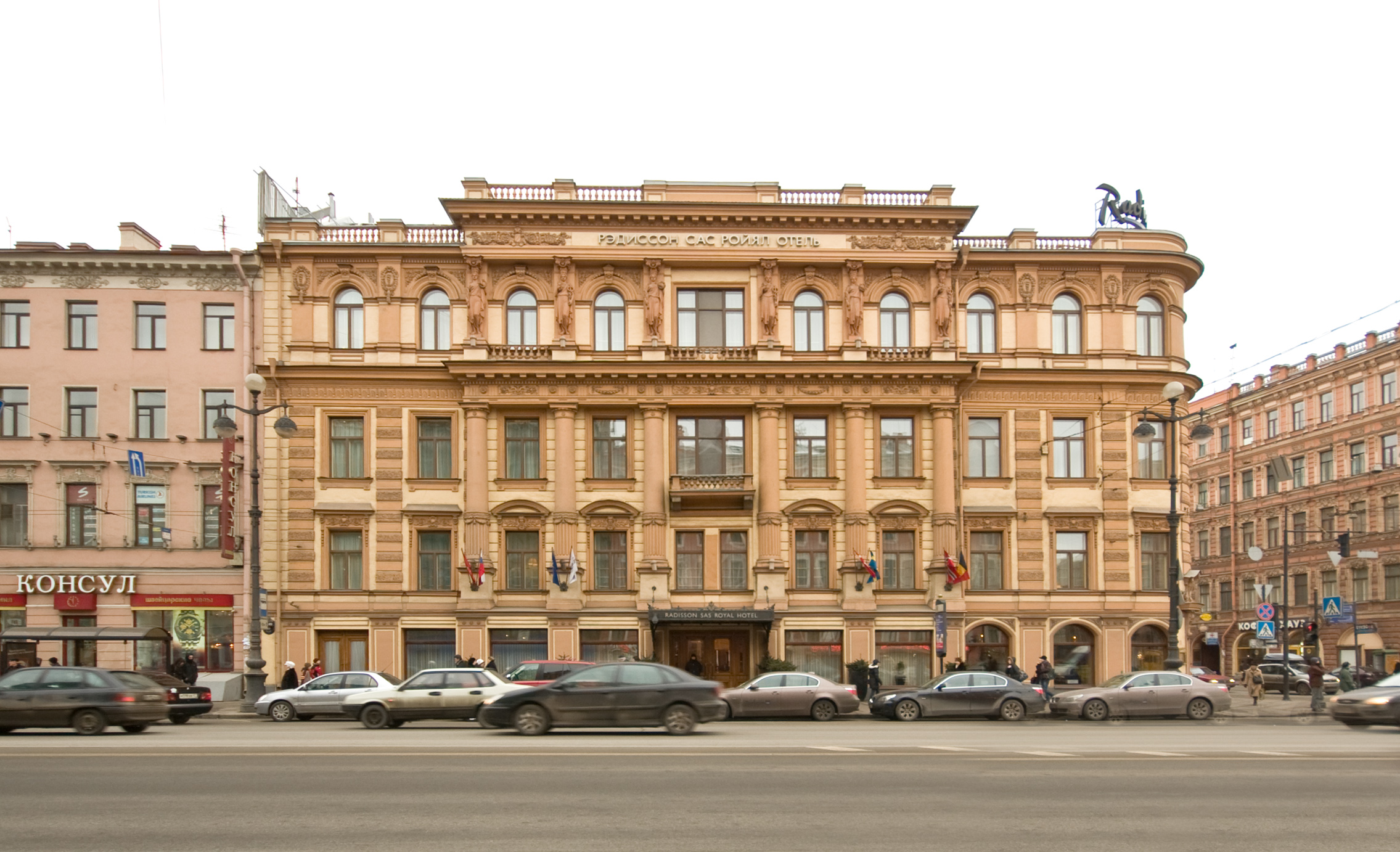
Vue de la perspective Nevski.
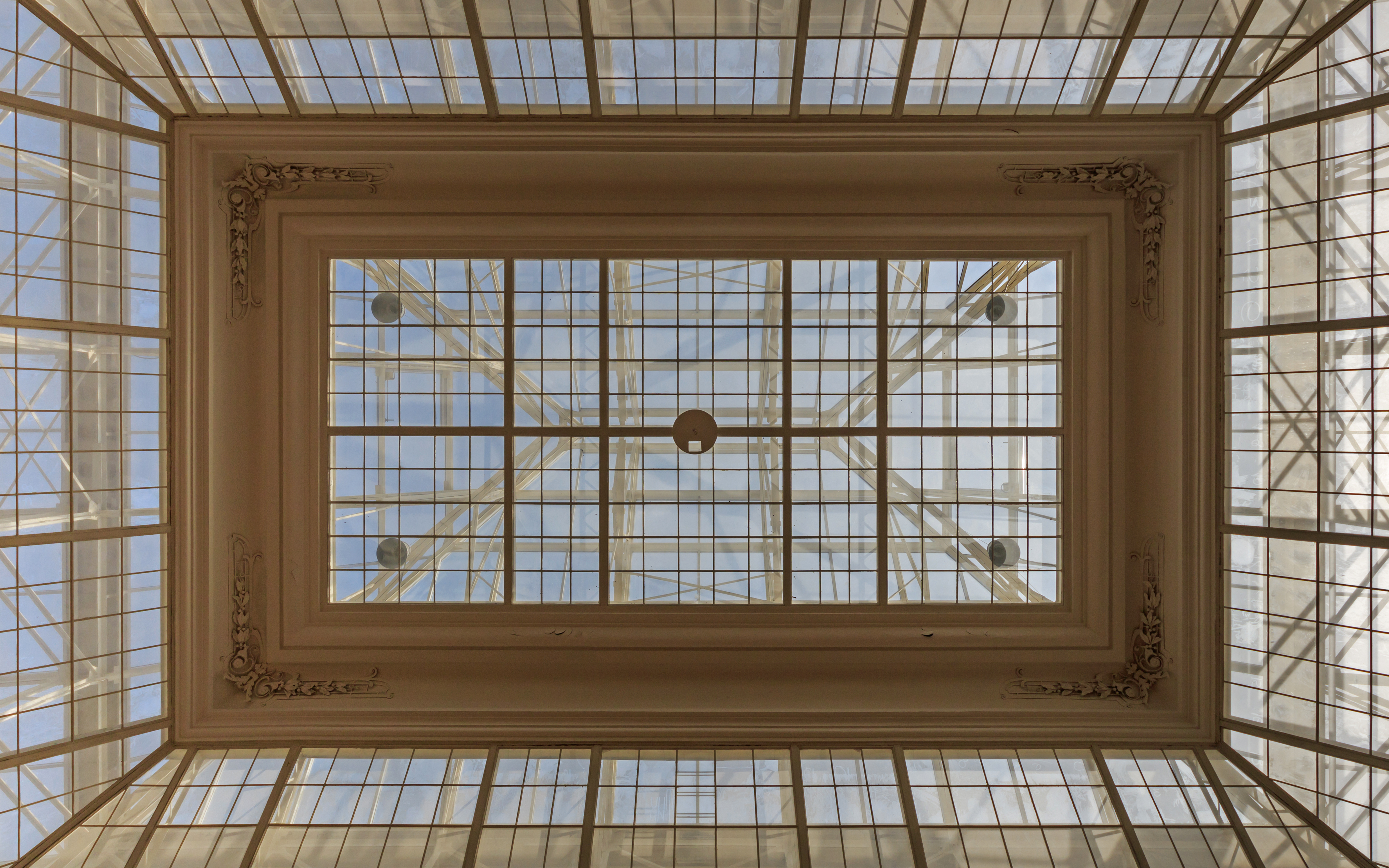
Dans la poste principale de Saint-Pétersbourg.
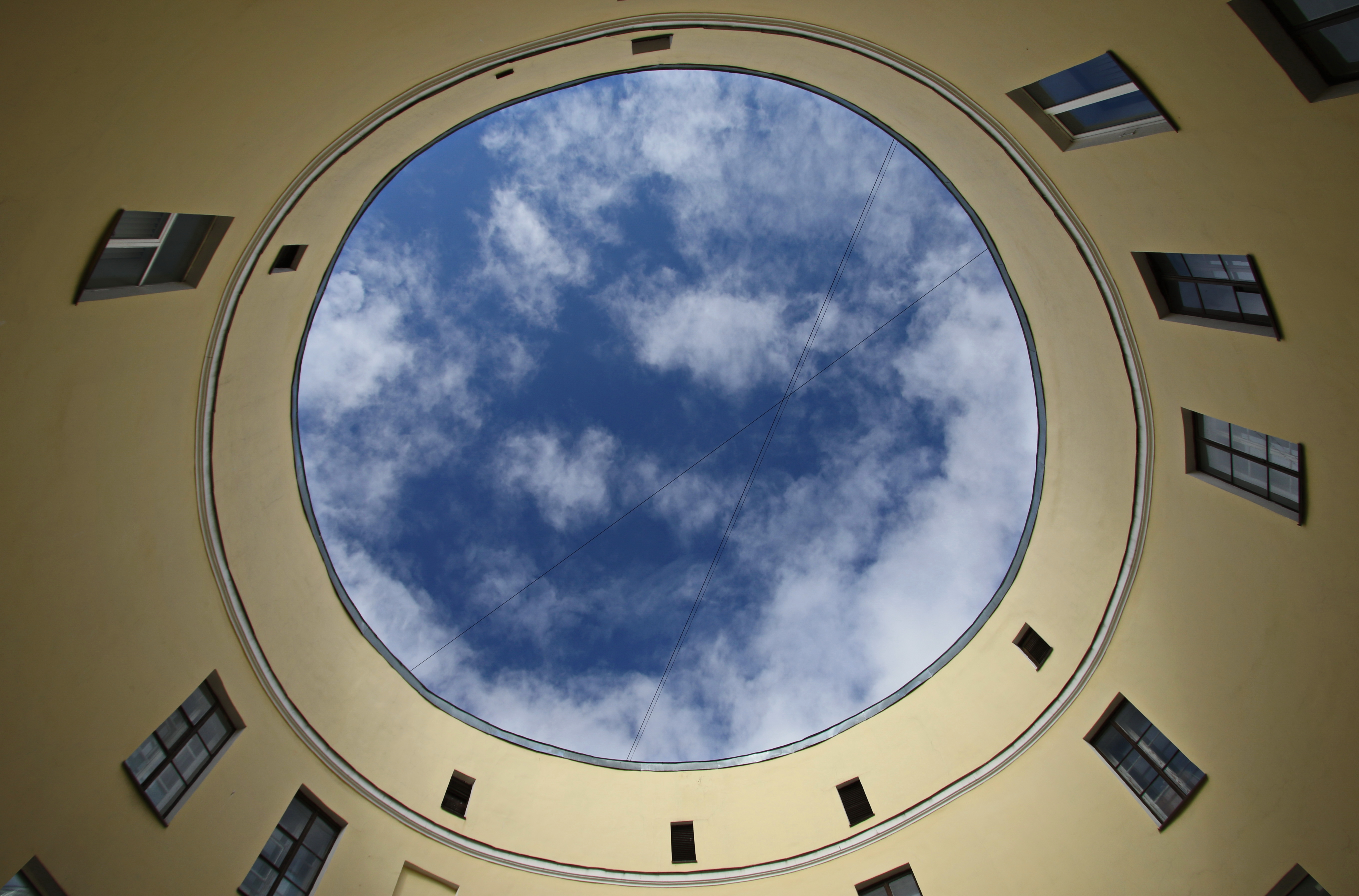
La maison Oustinov, rue Gorokhovaïa à Saint-Pétersbourg. Mars 2017.
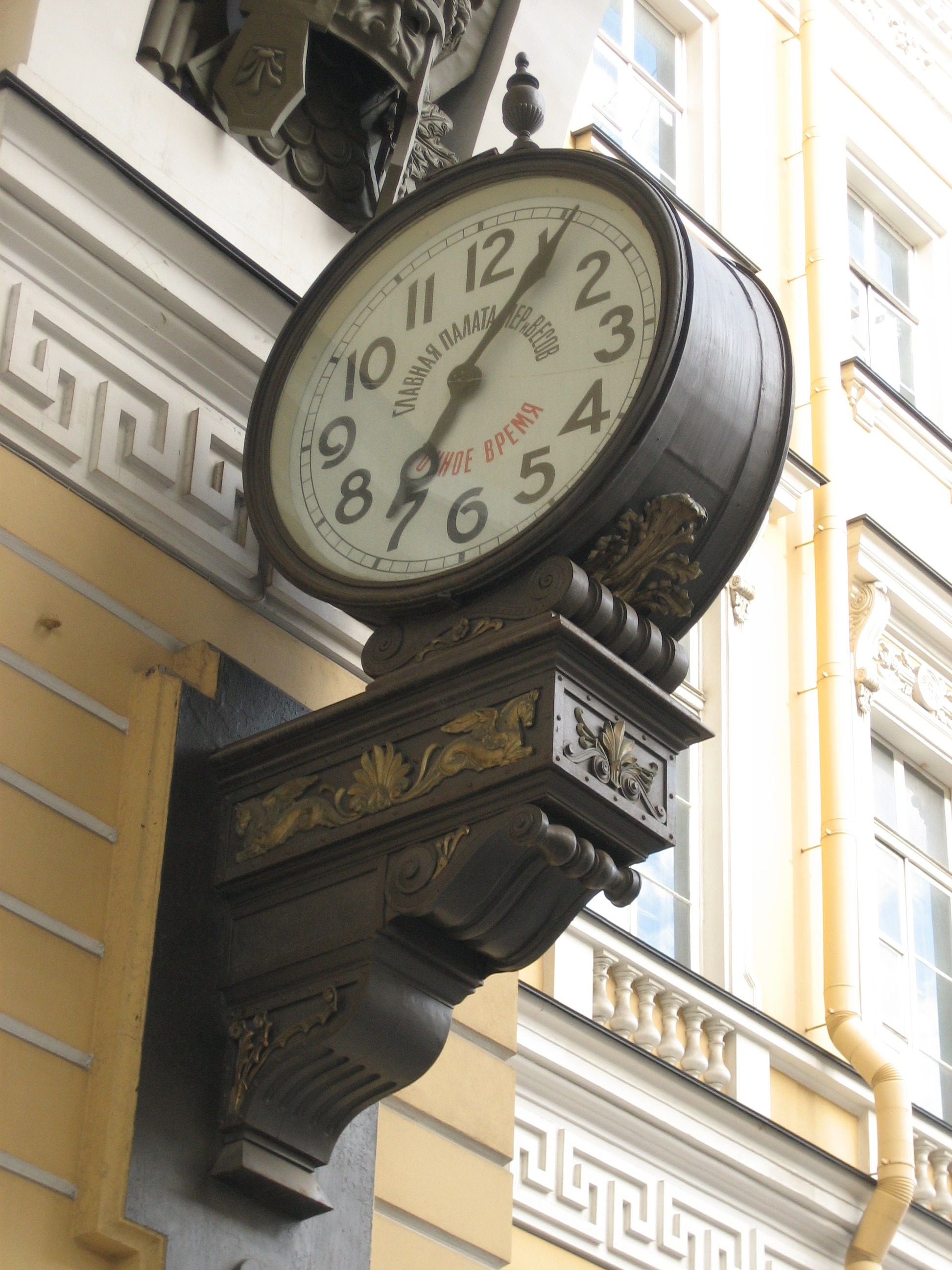
Horloge du bâtiment de l'état-major général
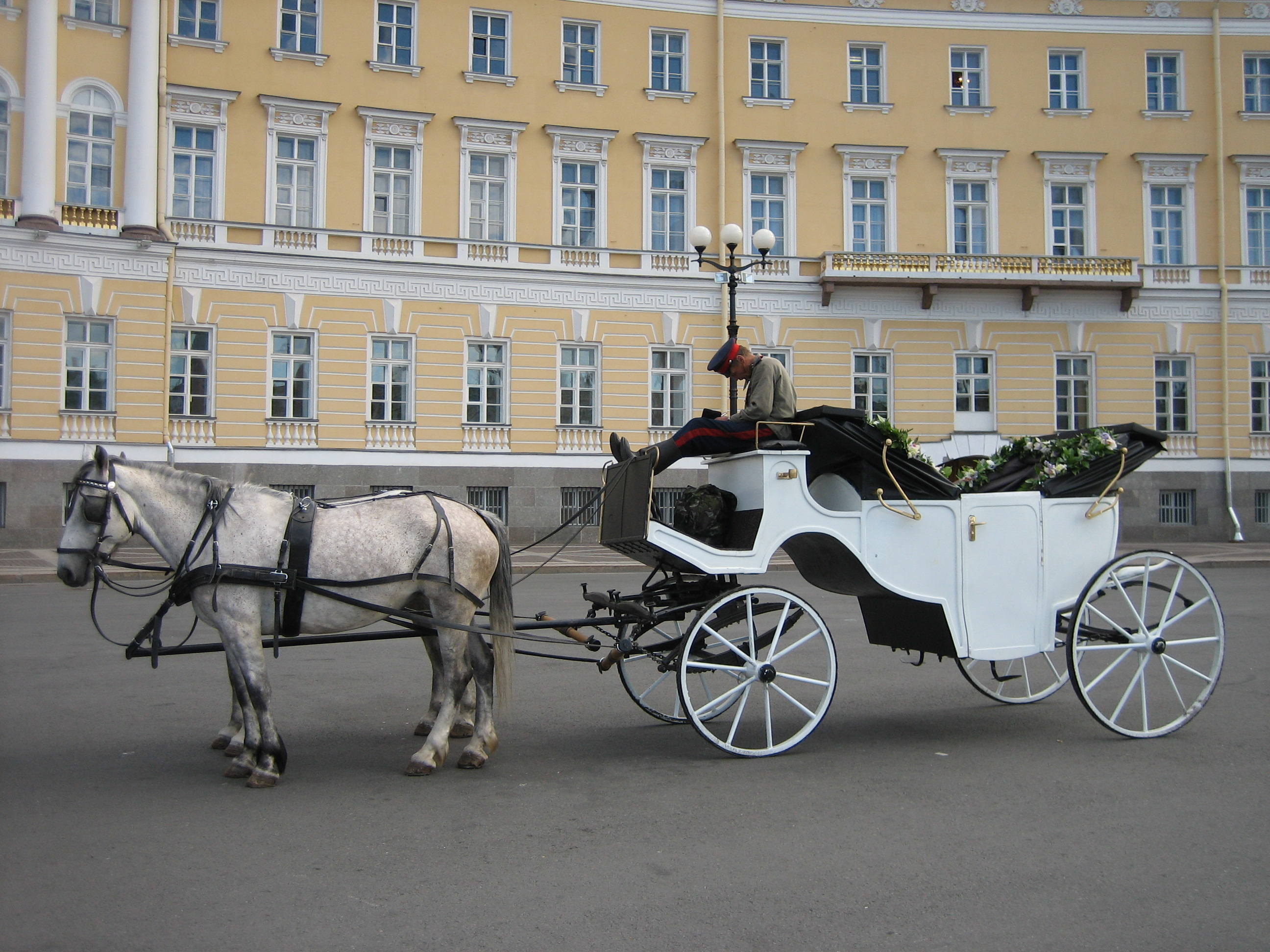
Calèche sur la Place du Palais d'Hiver
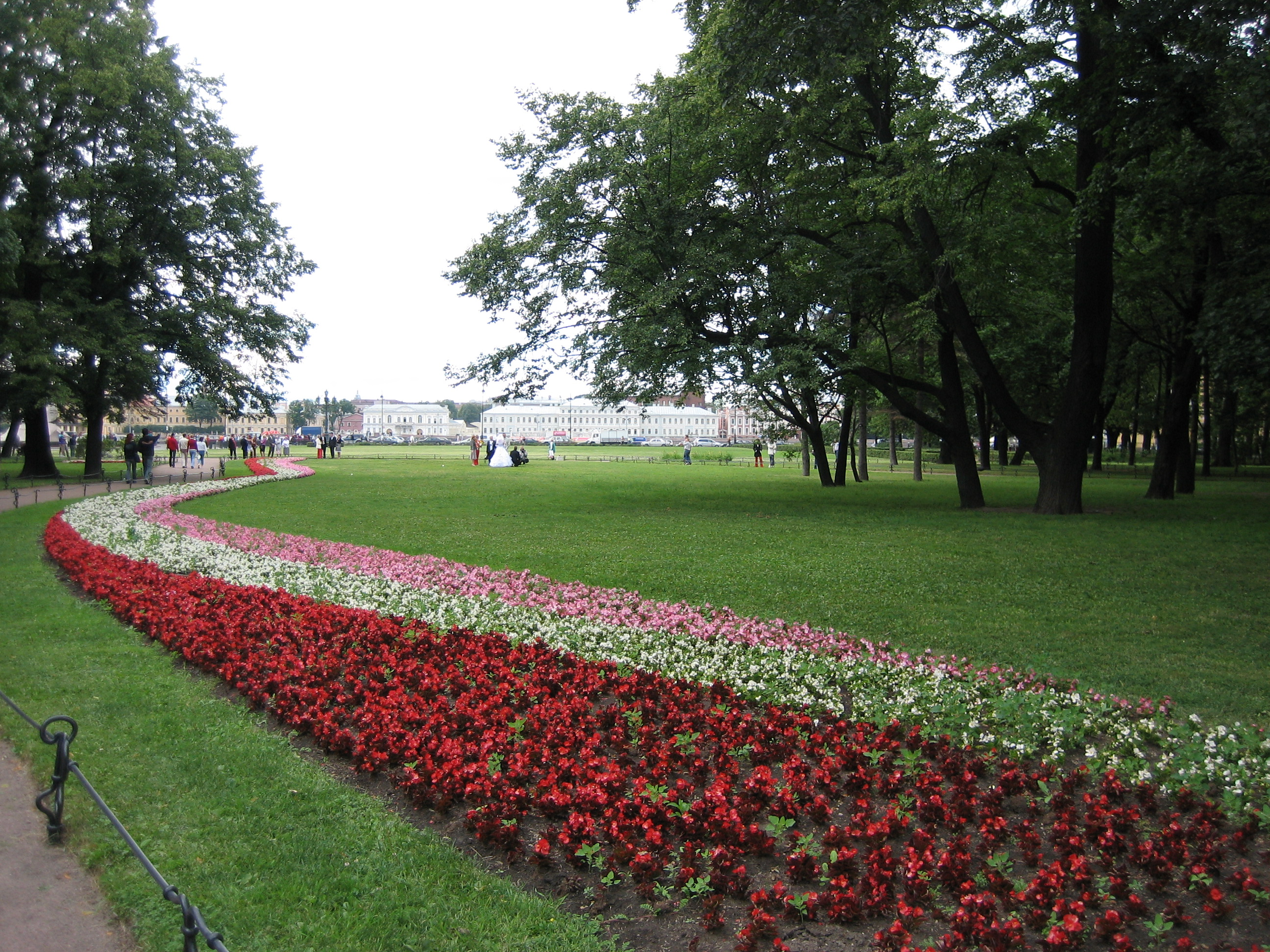
Parterres de fleurs sur une place de Saint-Pétersbourg

## Jumelages
La ville de Saint-Pétersbourg entretient des relations de coopération avec :
| Ville | Ville               | Pays | Pays            | Période                           |
| ----- | ------------------- | ---- | --------------- | --------------------------------- |
|       | Aarhus              |      | Danemark        | depuis 1989                       |
|       | Adana               |      | Turquie         |                                   |
|       | Addis-Abeba         |      | Éthiopie        | depuis 2011                       |
|       | Alexandrie          |      | Égypte          | depuis 2005                       |
|       | Almaty              |      | Kazakhstan      | depuis 1996                       |
|       | Anvers              |      | Belgique        | depuis 1958                       |
|       | Aqaba               |      | Jordanie        | depuis 2004                       |
|       | Astana              |      | Kazakhstan      | depuis 2008                       |
|       | Bakou,              |      | Azerbaïdjan     | depuis 1998                       |
|       | Bangkok             |      | Thaïlande       | depuis le 20 juin 1997            |
|       | Barcelone           |      | Espagne         | depuis 1984                       |
|       | Bethléem,           |      | Palestine       | depuis 2003                       |
|       | Bichkek             |      | Kirghizistan    | depuis 2012                       |
|       | Bizerte             |      | Tunisie         | depuis 2014                       |
|       | Bombay              |      | Inde            | depuis 1967                       |
|       | Bordeaux,           |      | France          | depuis 1992                       |
|       | Budapest            |      | Hongrie         | depuis 2015                       |
|       | Buenos Aires        |      | Argentine       | depuis 2010                       |
|       | Casablanca          |      | Maroc           |                                   |
|       | Chengdu             |      | Chine           | depuis 1998                       |
|       | Colombo             |      | Sri Lanka       | depuis 1997                       |
|       | Constanța           |      | Roumanie        | depuis 2007                       |
|       | Cracovie,           |      | Pologne         | 20 avril 2006 - 2 mars 2022       |
|       | Daegu,              |      | Corée du Sud    | depuis le 3 novembre 1997         |
|       | Daugavpils,         |      | Lettonie        | depuis le 27 avril 2004           |
|       | Debrecen,           |      | Hongrie         | depuis 2003                       |
|       | Djeddah             |      | Arabie saoudite |                                   |
|       | Douchanbé           |      | Tadjikistan     | depuis 1991                       |
|       | Dresde,             |      | Allemagne       | depuis 1961                       |
|       | Erevan              |      | Arménie         | depuis le 19 juin 1997            |
|       | Gagaouzie           |      | Moldavie        | depuis 2014                       |
|       | Gdańsk,             |      | Pologne         | depuis le 19 avril 1997           |
|       | Graz,               |      | Autriche        | depuis juillet 2001               |
|       | Guadalajara         |      | Mexique         |                                   |
|       | Guadalajara         |      | Mexique         | depuis 2011                       |
|       | Gênes               |      | Italie          | depuis 2002                       |
|       | Göteborg            |      | Suède           | depuis 1962                       |
|       | Hambourg,           |      | Allemagne       | depuis 1957                       |
|       | Haïfa               |      | Israël          | depuis 2008                       |
|       | Haïphong            |      | Viêt Nam        | depuis 2006                       |
|       | Helsinki            |      | Finlande        | depuis 1993                       |
|       | Hô Chi Minh-Ville   |      | Viêt Nam        | depuis 2005                       |
|       | Incheon             |      | Corée du Sud    | depuis 2011                       |
|       | Ispahan             |      | Iran            | depuis 1999                       |
|       | Istanbul            |      | Turquie         | depuis 1990                       |
|       | Johannesbourg       |      | Afrique du Sud  | depuis 2009                       |
|       | Kaunas,             |      | Lituanie        | 25 avril 2007 - 1er mars 2022     |
|       | Kharkiv             |      | Ukraine         | depuis 2003                       |
|       | Khartoum            |      | Soudan          | depuis 2002                       |
|       | Kiev,               |      | Ukraine         | 23 juin 2001 - 11 février 2016    |
|       | Kotka               |      | Finlande        | depuis 1997                       |
|       | Košice              |      | Slovaquie       | depuis 1995                       |
|       | Krasnoïarsk,        |      | Russie          | depuis 1998                       |
|       | La Havane           |      | Cuba            | depuis 2000                       |
|       | Le Cap              |      | Afrique du Sud  | depuis 2001                       |
|       | Le Havre,           |      | France          | depuis 1965                       |
|       | Le Pirée            |      | Grèce           | depuis 1965                       |
|       | Limassol            |      | Chypre          | depuis 2012                       |
|       | Los Angeles,        |      | États-Unis      | depuis 1990                       |
|       | Lviv                |      | Ukraine         |                                   |
|       | Lyon                |      | France          | depuis 1993                       |
|       | Manama              |      | Bahreïn         | depuis 2014                       |
|       | Manchester          |      | Royaume-Uni     | depuis 1962                       |
|       | Mar del Plata       |      | Argentine       | depuis 2009                       |
|       | Maribor,            |      | Slovénie        | depuis 2001                       |
|       | Mikkeli             |      | Finlande        | depuis 1996                       |
|       | Milan,              |      | Italie          | 2 octobre 1967 - 22 novembre 2012 |
|       | Minsk               |      | Biélorussie     | depuis 2000                       |
|       | Montevideo          |      | Uruguay         | depuis 1998                       |
|       | Mykolaïv            |      | Ukraine         | depuis le 26 mai 2003             |
|       | Nampo               |      | Corée du Nord   | depuis 2005                       |
|       | Nessebar            |      | Bulgarie        |                                   |
|       | Netanya             |      | Israël          | depuis 2017                       |
|       | Nice                |      | France          | depuis le 22 septembre 1997       |
|       | Och                 |      | Kirghizistan    | depuis 2004                       |
|       | Odessa,             |      | Ukraine         | 2002 - 14 avril 2022              |
|       | Osaka               |      | Japon           | depuis 1979                       |
|       | Oslo                |      | Norvège         | depuis 1995                       |
|       | Oulan-Bator         |      | Mongolie        | depuis 2014                       |
|       | Paris               |      | France          | depuis 1991                       |
|       | Plovdiv,            |      | Bulgarie        | depuis 1980                       |
|       | Porto Alegre,       |      | Brésil          | depuis le 29 juin 2000            |
|       | Prague,             |      | Tchéquie        | 1992 - 2 septembre 2014           |
|       | Pusan               |      | Corée du Sud    | depuis 2008                       |
|       | Pékin               |      | Chine           | depuis 2009                       |
|       | Qingdao             |      | Chine           | depuis 2007                       |
|       | Québec              |      | Canada          | depuis 2002                       |
|       | Reinickendorf       |      | Allemagne       |                                   |
|       | Riga                |      | Lettonie        | depuis 1997                       |
|       | Rio de Janeiro      |      | Brésil          | depuis 1987                       |
|       | Rishon LeZion       |      | Israël          | depuis le 23 mai 2003             |
|       | Rotterdam           |      | Pays-Bas        | depuis 1966                       |
|       | Santiago de Cuba    |      | Cuba            | depuis 1974                       |
|       | Shanghai            |      | Chine           | depuis le 15 décembre 1988        |
|       | Sofia               |      | Bulgarie        |                                   |
|       | Sousse              |      | Tunisie         |                                   |
|       | St. Petersburg      |      | États-Unis      | depuis 2003                       |
|       | Stavanger           |      | Norvège         | depuis 2008                       |
|       | Stockholm           |      | Suède           | depuis 1992                       |
|       | Sébastopol          |      | Ukraine         | depuis 2000                       |
|       | Tachkent            |      | Ouzbékistan     | depuis 2017                       |
|       | Tallinn,            |      | Estonie         | 1999 - 3 mars 2022                |
|       | Tampere             |      | Finlande        | depuis 1993                       |
|       | Tbilissi            |      | Géorgie         | depuis 1999                       |
|       | Thessalonique       |      | Grèce           | depuis 2002                       |
|       | Turin               |      | Italie          | depuis 2012                       |
|       | Turku,              |      | Finlande        | depuis 1953                       |
|       | Téhéran             |      | Iran            | depuis 2010                       |
|       | Varna               |      | Bulgarie        |                                   |
|       | Varsovie,           |      | Pologne         | 1997 - 3 mars 2022                |
|       | Venise,             |      | Italie          | depuis 2006                       |
|       | Ville de Melbourne, |      | Australie       | 1989-2023                         |
|       | Vilnius,            |      | Lituanie        | 2006 - 9 mars 2022                |
|       | Wenzhou,            |      | Chine           | depuis décembre 2010              |
|       | Xi'an               |      | Chine           | depuis 2017                       |
|       | Zagreb              |      | Croatie         | depuis 1968                       |
|       | Édimbourg,          |      | Royaume-Uni     | depuis 1995                       |